# Musée grégorien étrusque

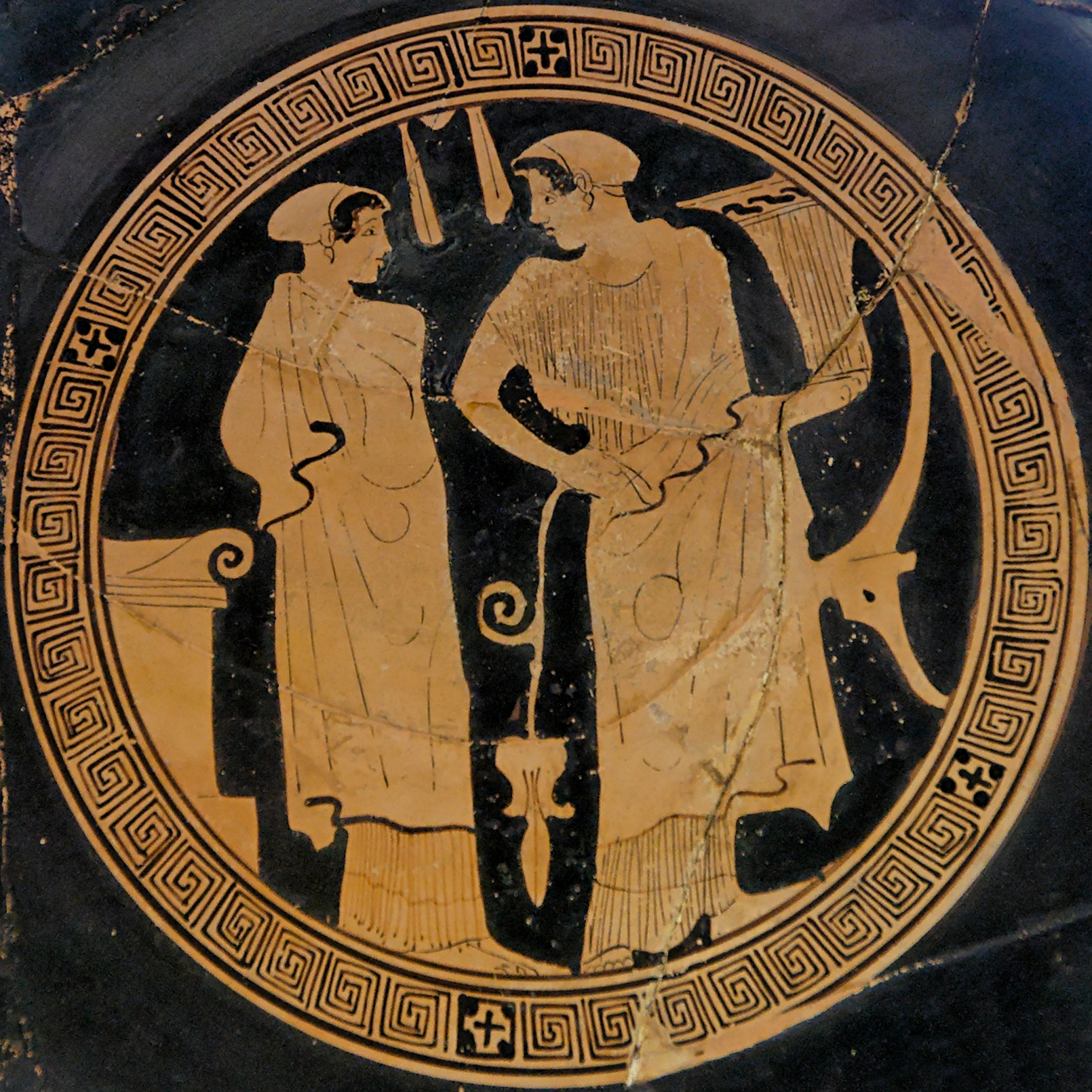
Femme à l'autel. Intérieur d'un vase datant de 450. av J.C. environ, provenant de Vulci.

Le Musée grégorien étrusque fait partie des Musées du Vatican. Il a été fondé par le pape Grégoire XVI et inauguré le 2 février 1837 afin de recueillir les œuvres provenant des fouilles archéologiques initiées au début du XIXe siècle dans les villes de l'Étrurie, qui à l'époque faisaient partie de l'État pontifical. Il fut l'un des premiers musées spécialement consacrés aux antiquités étrusques.
Avec la disparition des États de l'Église, les acquisitions sur le terrain ont cessé, tandis que le musée a été enrichi par des achats ou des dons, parmi lesquels ceux de Falcioni en 1898, de Benedetto et Giacinto Guglielmi en 1935 et 1987, et de Mario Astarita en 1967.
La collection comprend des objets liés à la culture étrusque : arts appliqués, bronze, or, céramique. Les salles sont décorées de fresques historiques du XVIe siècle.
Le musée, disposé en 22 salles, accueille des œuvres et des objets du IXe au Ier siècle av. J.-C. Il est situé dans le palais d'Innocent VIII (de la fin du XVe siècle) et un autre bâtiment du XVIe siècle : ici sont exposées les fresques de Federico Barocci, Federico Zuccari et Pomarancio,.
Parmi les chefs-d'œuvre on trouve le célèbre Mars de Todi, sculpture étrusque en bronze retrouvée intacte en 1835.

## Histoire
Des travaux archéologiques ont été menés dans de nombreuses villes de l'ancienne Étrurie dans la première moitié du XIXe siècle. Les artefacts trouvés dans la région des États pontificaux ont été envoyés à la cour papale. En 1837, le pape Grégoire XVI créa le Musée étrusque. Après la chute des États pontificaux en 1870, la collection s'est enrichie grâce aux achats et aux généreuses donations des collectionneurs. Les collections suivantes ont été ajoutées aux collections du Vatican : Falcioni (1898), Benedetto Guglielmi (1935), Mario Astarito (1967), Giacinto Guglielmi (1987). Le musée est établi dans l'ancien Palais du Belvédère de l'époque du pape Innocent VIII, conçu par Antonio Pollaiuolo. Une partie de la collection est également présentée dans l'appartement de la Tour des Vents, conçu par Michelangelo et Girolamo da Carpi, et complété par Pirro Ligorio. Cette section des musées du Vatican abrite l'escalier de Bramante (italien : Scala del Bramante), conçu en 1504-1505 et achevé en 1564 par Pirro Ligorio,,.
Les salles du musée sont décorées de fresques originales de peintres du XVIe siècle tels que : Federico Barocci, Federico Zuccaro (1563), Santi di Tito et Niccolò Circignani (1564),.

## Collections
Les monuments présentés de la période du IXe au Ier siècle av. J.-C. permettent de connaître l'histoire millénaire des Étrusques. La section sur les antiquités romaines comprend des artefacts remontant à la fin du Ve siècle apr. J.-C. : bronzes, verre, ivoire, terre cuite et céramique de Rome et de la région du Latium. La collection illustrant l'histoire de la peinture ancienne comprend des vases figuratifs grecs, étrusques et hellénistiques du sud de l'Italie.

### Salle I. Protohistoire des Étrusques et du Latium
Dans la première salle du musée sont rassemblés des artefacts du premier âge du fer d'Étrurie et des trouvailles aux influences orientales des VIIe – VIe siècles av. J.-C. Ossuaires étrusques de Vulci trouvés à la fin du XVIIIe siècle, décorés de motifs. Poterie archaïque aux influences grecques de l'Eubée et des Cyclades. Équipement funéraire du IXe siècle av. J.-C. trouvé à Castel Gandolfo. Aiguilles en bronze du VIIe siècle av. J.-C. décorées de petits clous d'or (inv. 11930, 11931). Char en bronze archaïque de 550-540 av. J.-C., dans la collection du Vatican depuis 1804 (inv. 20829),.

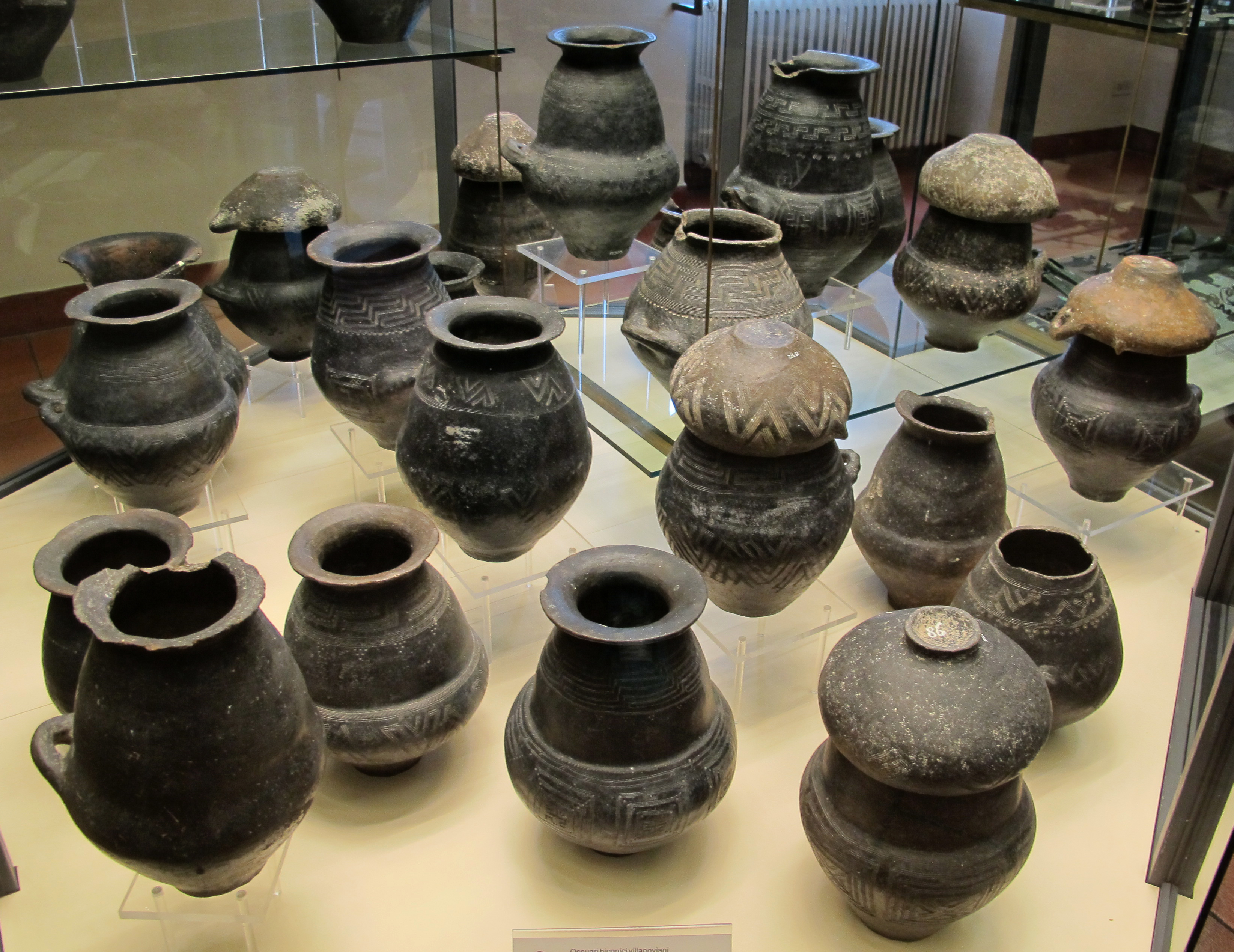
Ossuaires biconiques de Vulci (IXe – VIIIe siècle av. J.-C.)
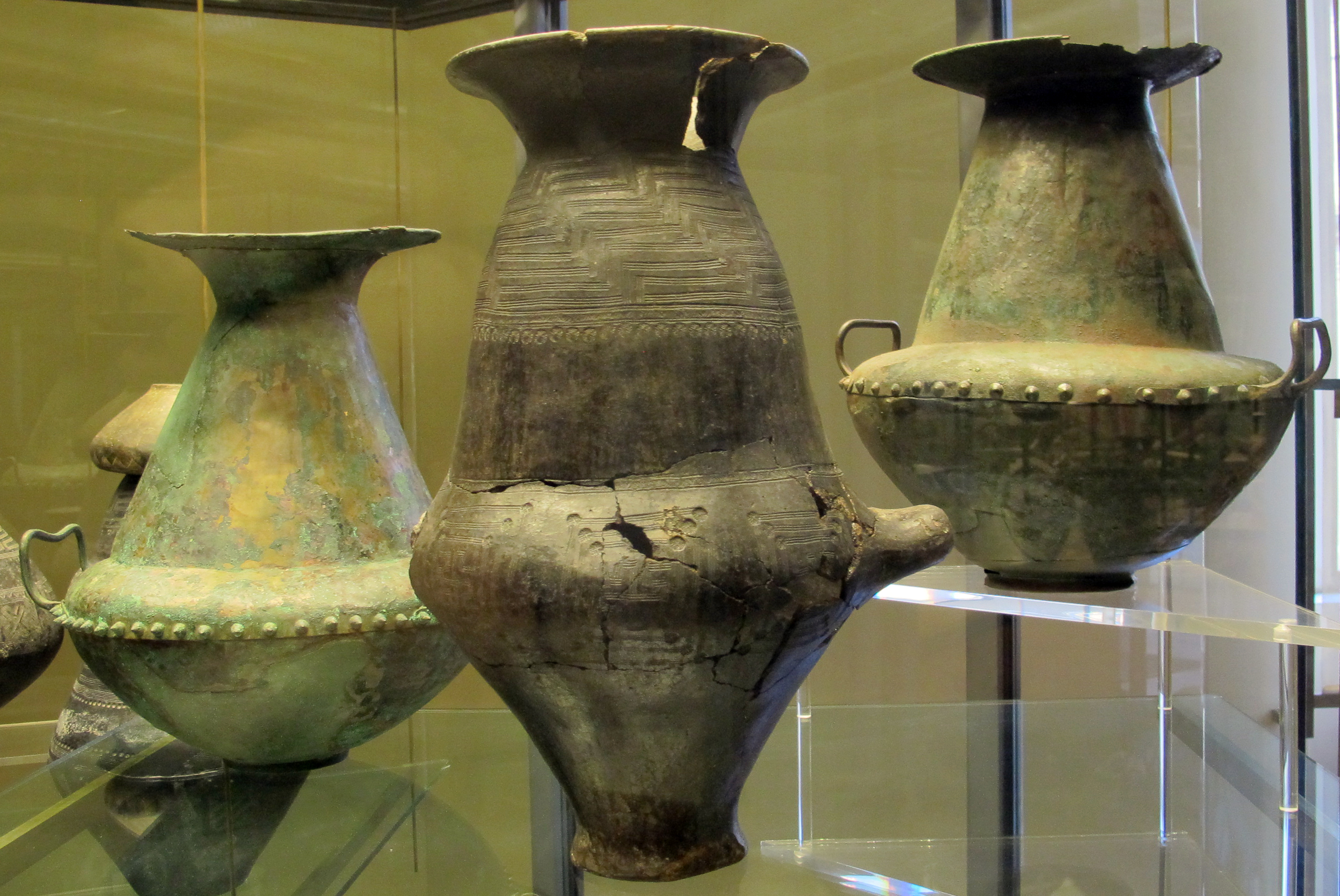
Ossuaires biconiques de Vulci (IXe – VIIIe siècle av. J.-C.)
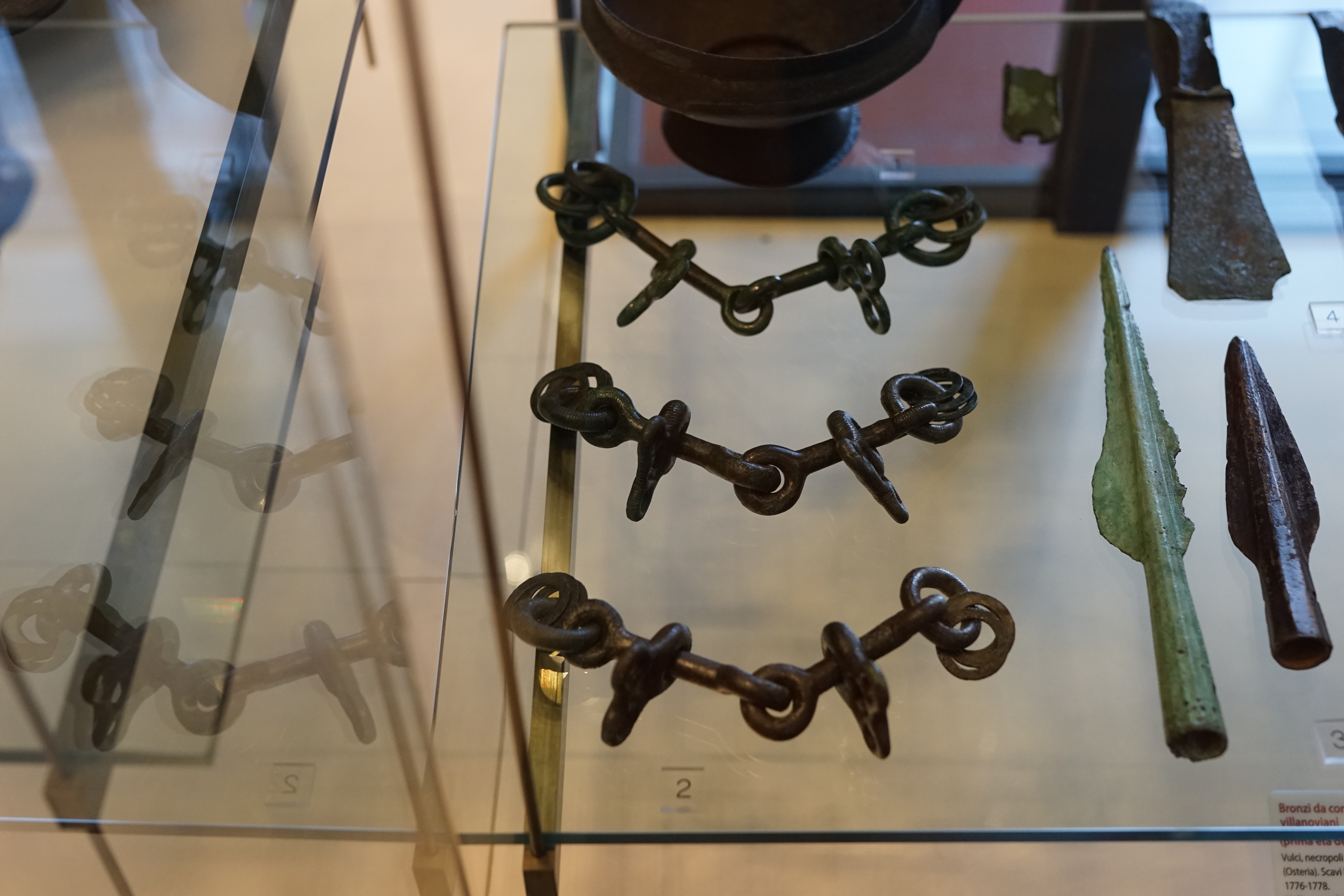
Artefacts en bronze, mobilier funéraire de Vulci
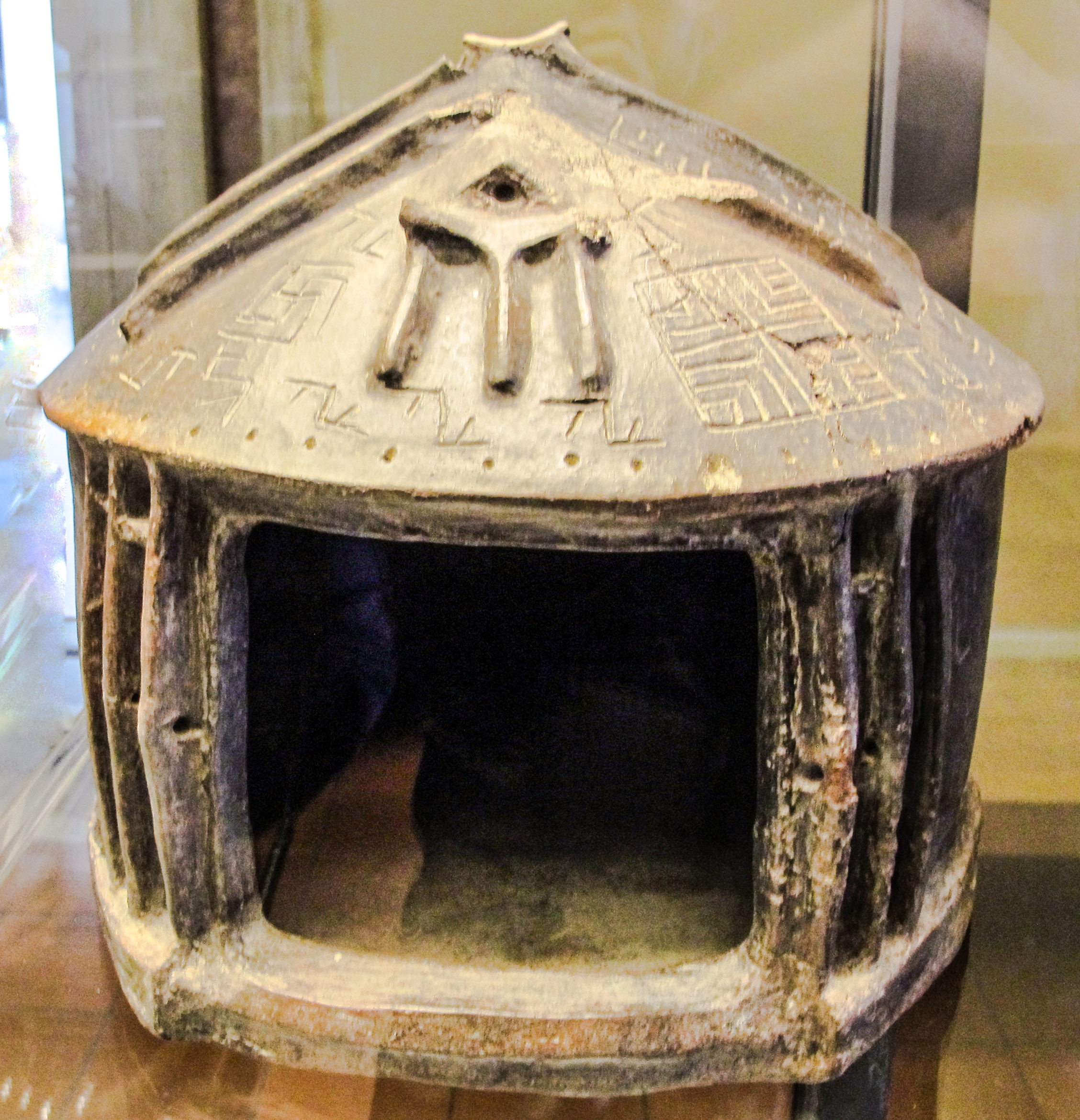
Urne de Castel Gandolfo (900–850 av. J.-C.)
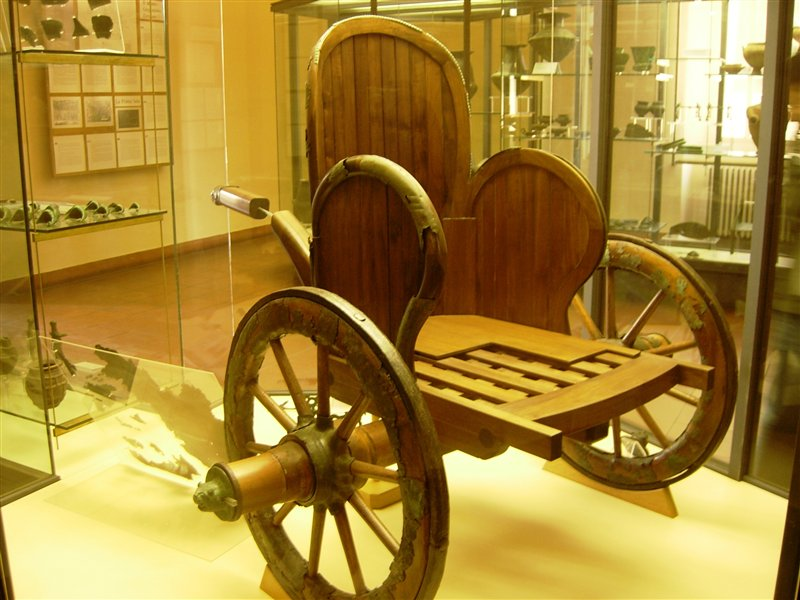
Char archaïque (550–540 av. J.-C.)
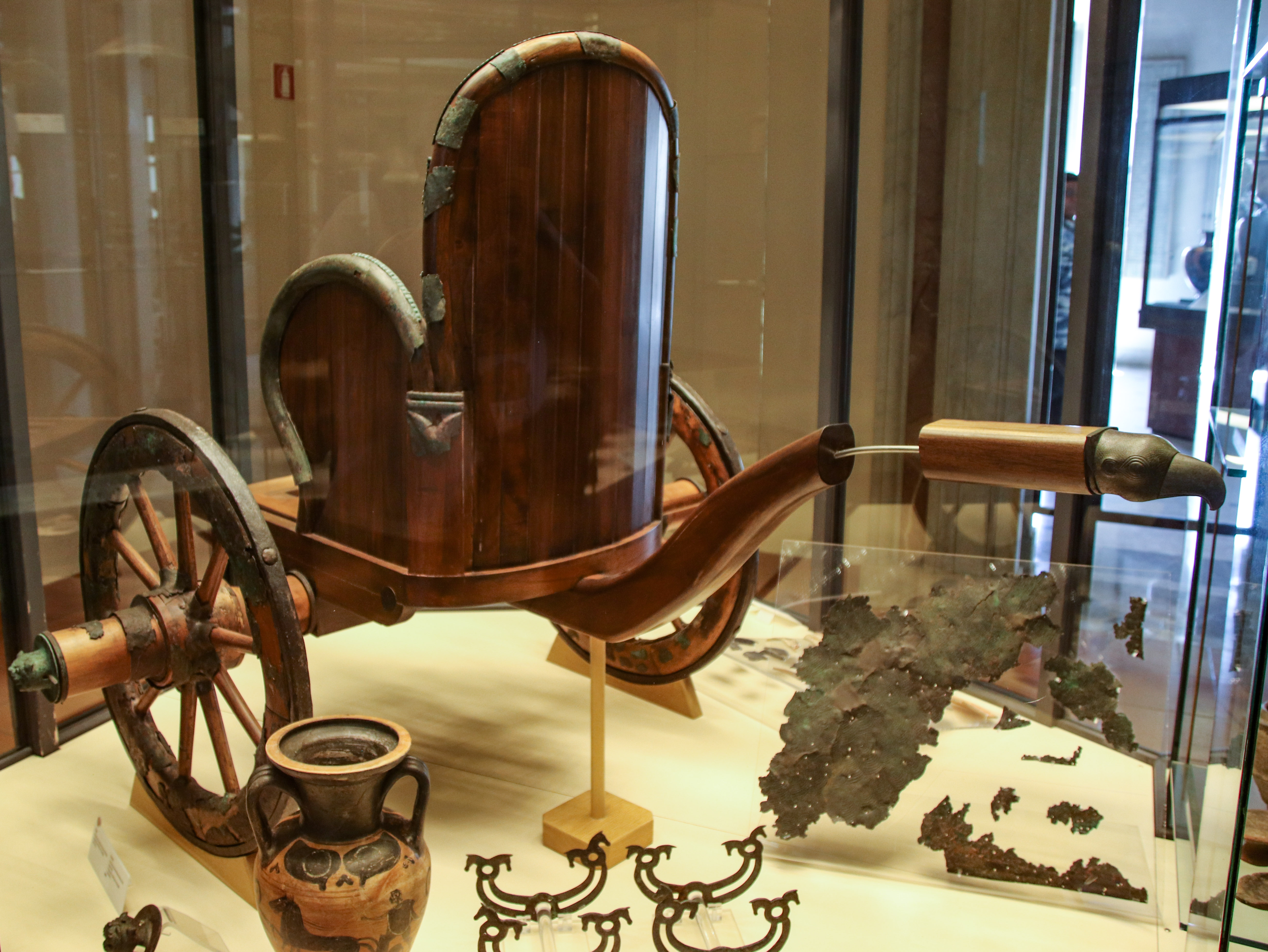
Char archaïque

### Salle II. Tombe Regolini-Galassi

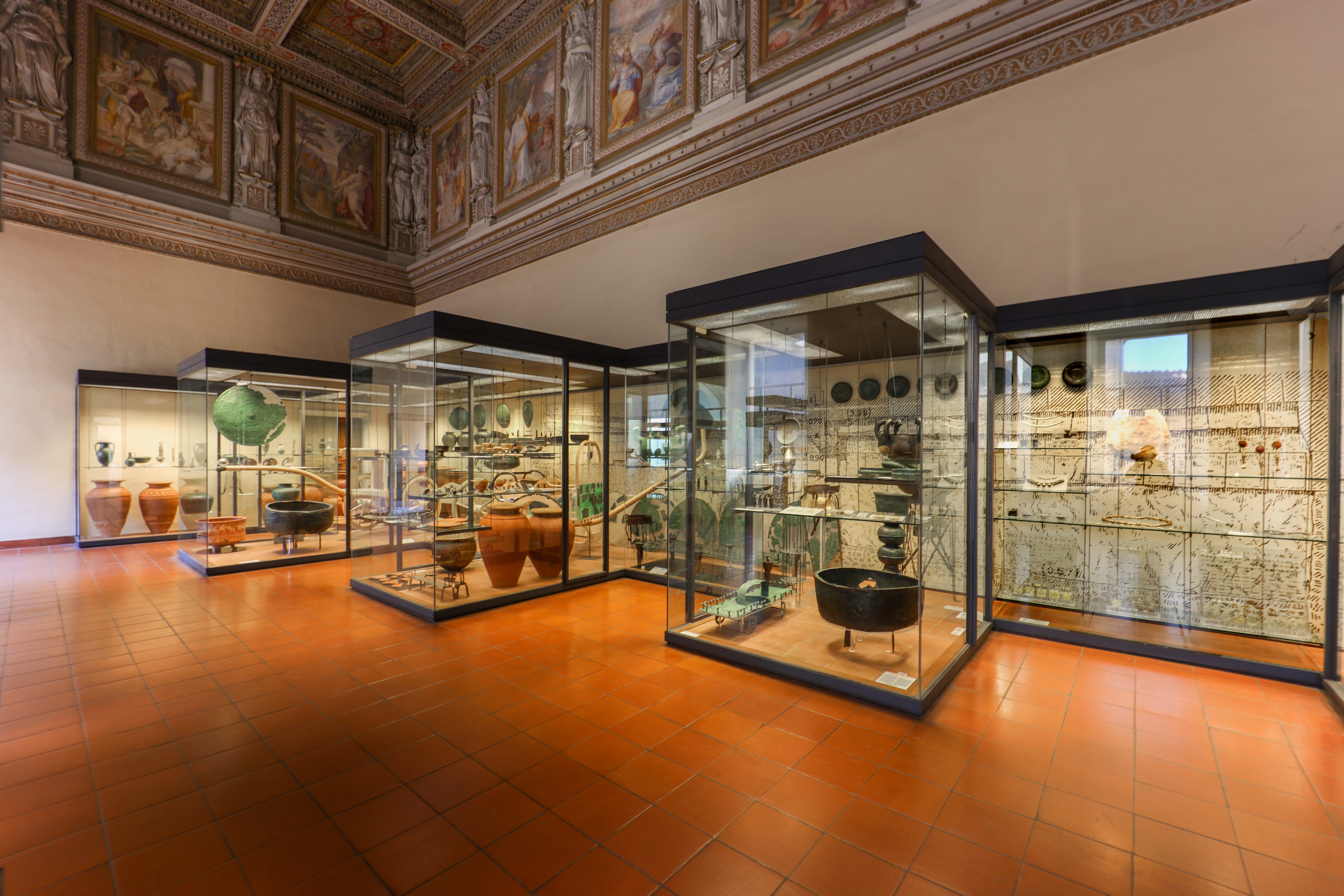
Salle II

Dans la deuxième salle, décorée de fresques en 1563 par Federico Barocci, ainsi que Federico et Taddeo Zuccaro, représentant des scènes de la vie de Moïse et d'Aaron, sont rassemblés des artefacts de Sorbo (Cerveteri) trouvés par le général Vincenzo Galassi et le Père Alessandro Regolini lors des fouilles effectuées en 1836–1837, révélant neuf sépultures. Parmi les premières découvertes figuraient du matériel de la tombe Giulimondi excavée en 1906 par Giovanni Pinza.
- Mobilier funéraire de style oriental, trépieds, vases, lit en bronze, chariot, éléments de char, statuettes, fibules, ampoules, urnes[6].

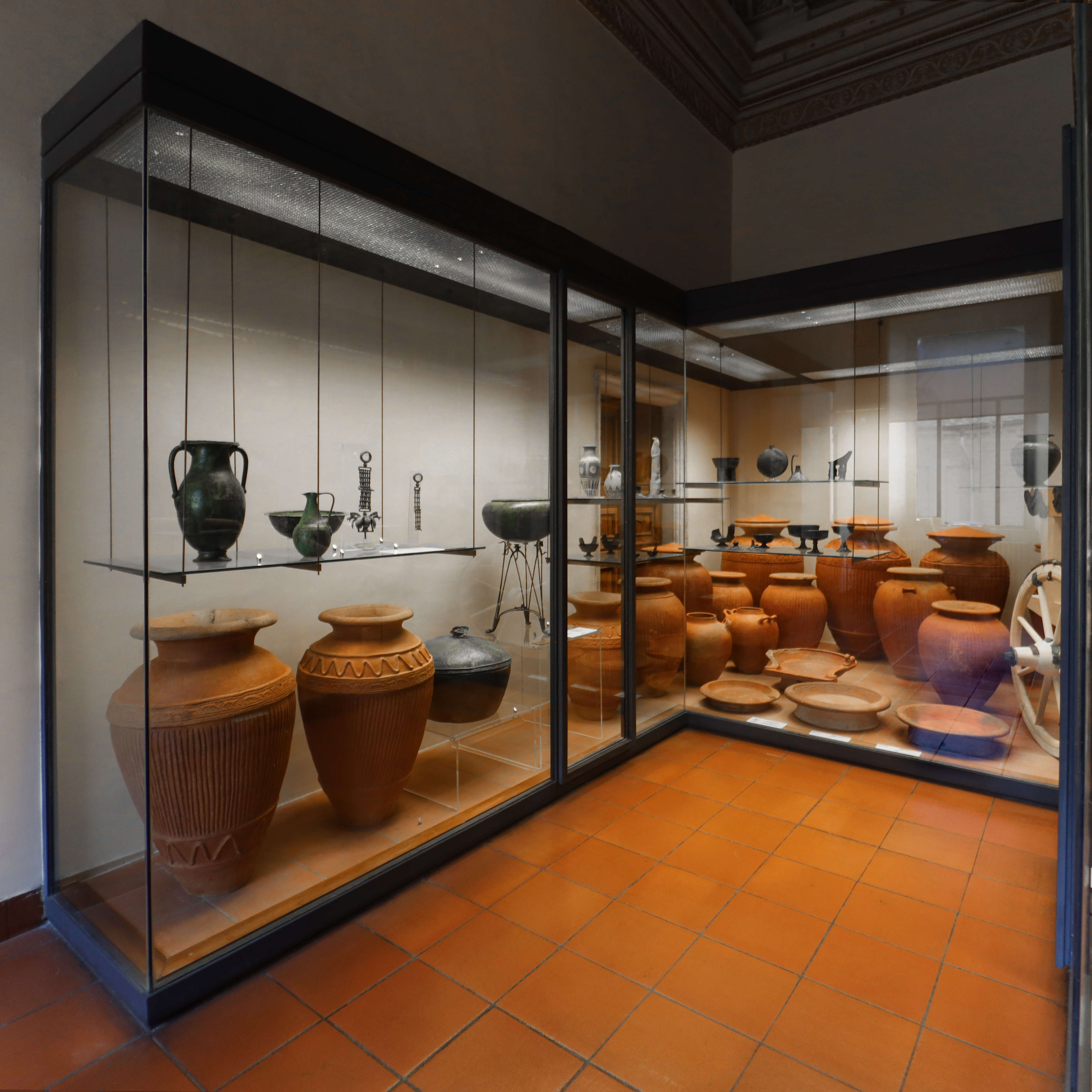
Salle II
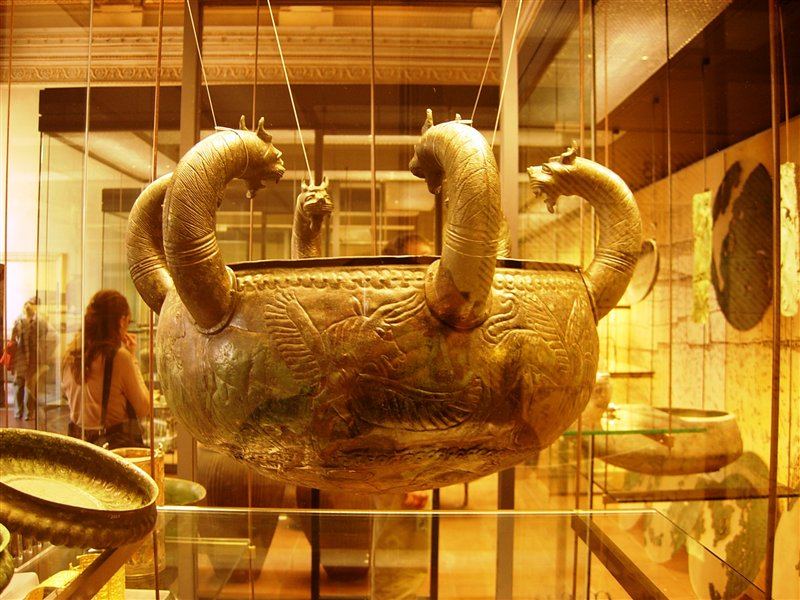
Vase avec six protomés de lion, 675-650 av. J.-C.
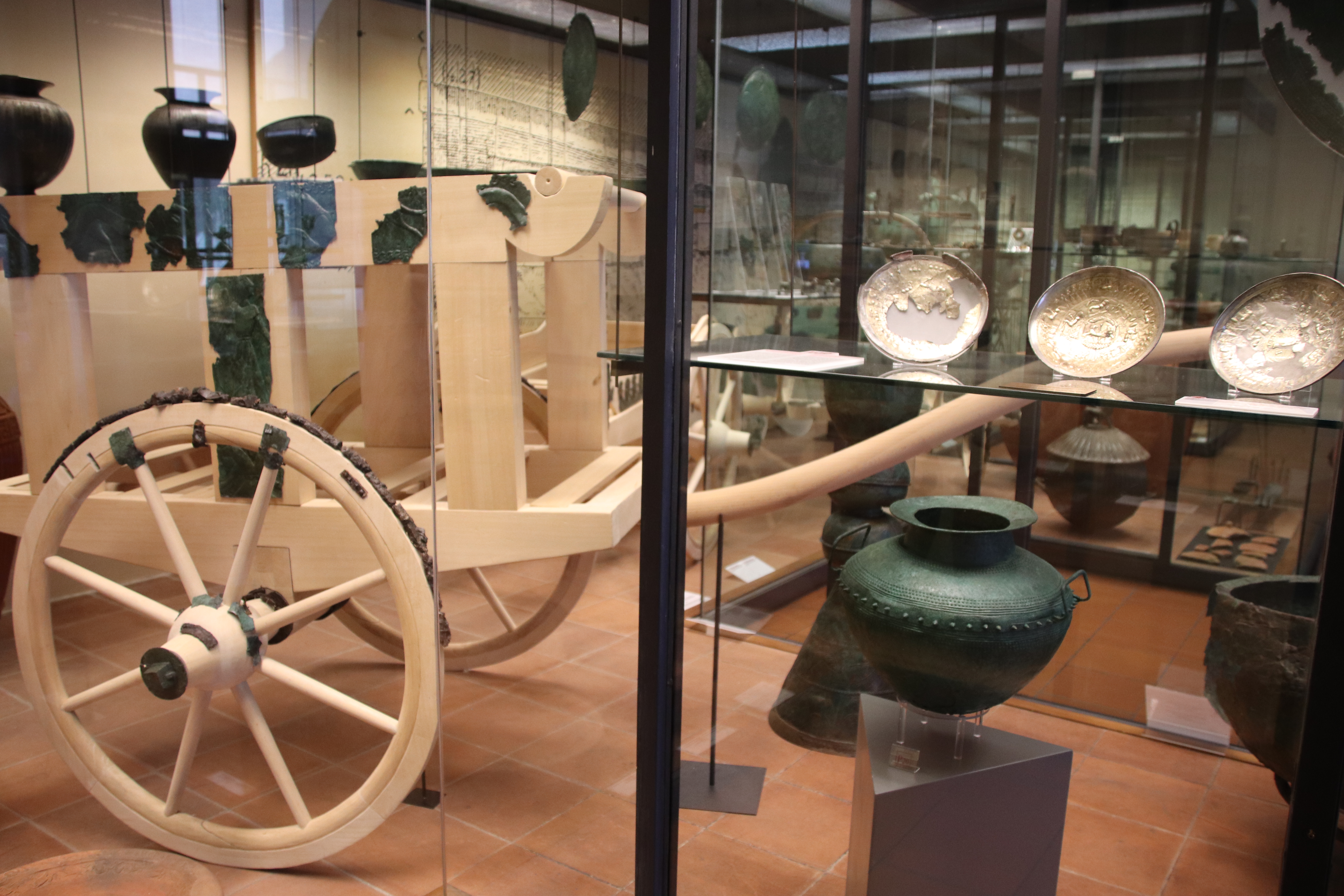
Char, vaisselle

### Salle III. Artefacts en bronze
|               |  |                                     |
| Mars de Todi. |  | Putto Graziani IIe siècle av. J.-C. |

Dans la troisième salle, décorée de fresques de 1564 avec des scènes de l'histoire biblique de Daniel et Nabuchodonosor (Santi di Tito et Niccolò Circignani), ont été rassemblés des objets en bronze disposés en ordre chronologique. La décoration de la salle est une sculpture de la fin du Ve siècle av. J.-C. ou du début du IVe siècle av. J.-C.
- Mars de Todi (inv. 138860)[12].

Dans les vitrines : casques, lames, boucliers, pièces d'armures, jambières, casquettes. Ciste ovale sculptée avec un couvercle à combat d'Amazones, Vulci, 340-300 av. J.-C. (inv. 12260),.

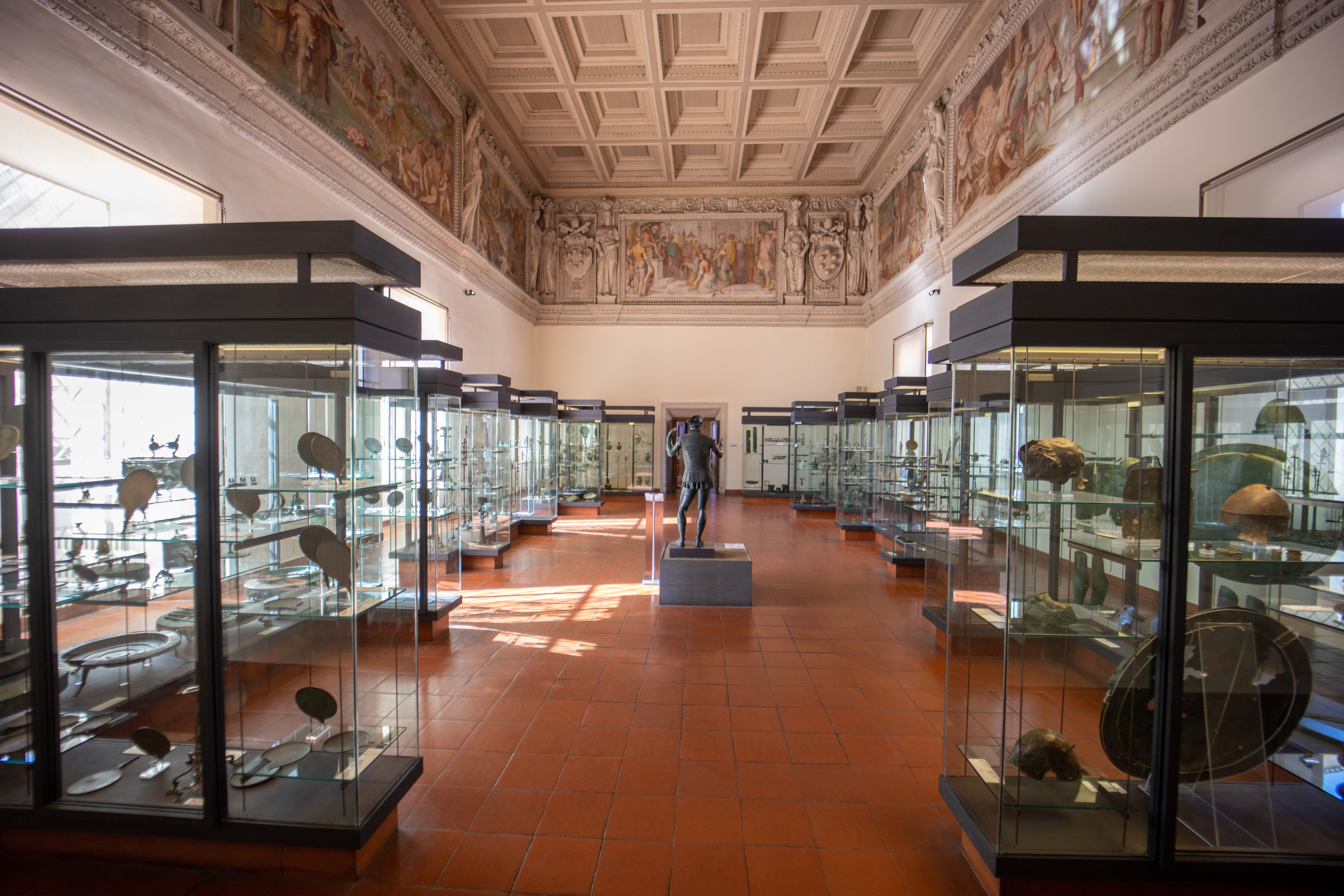
Salle III
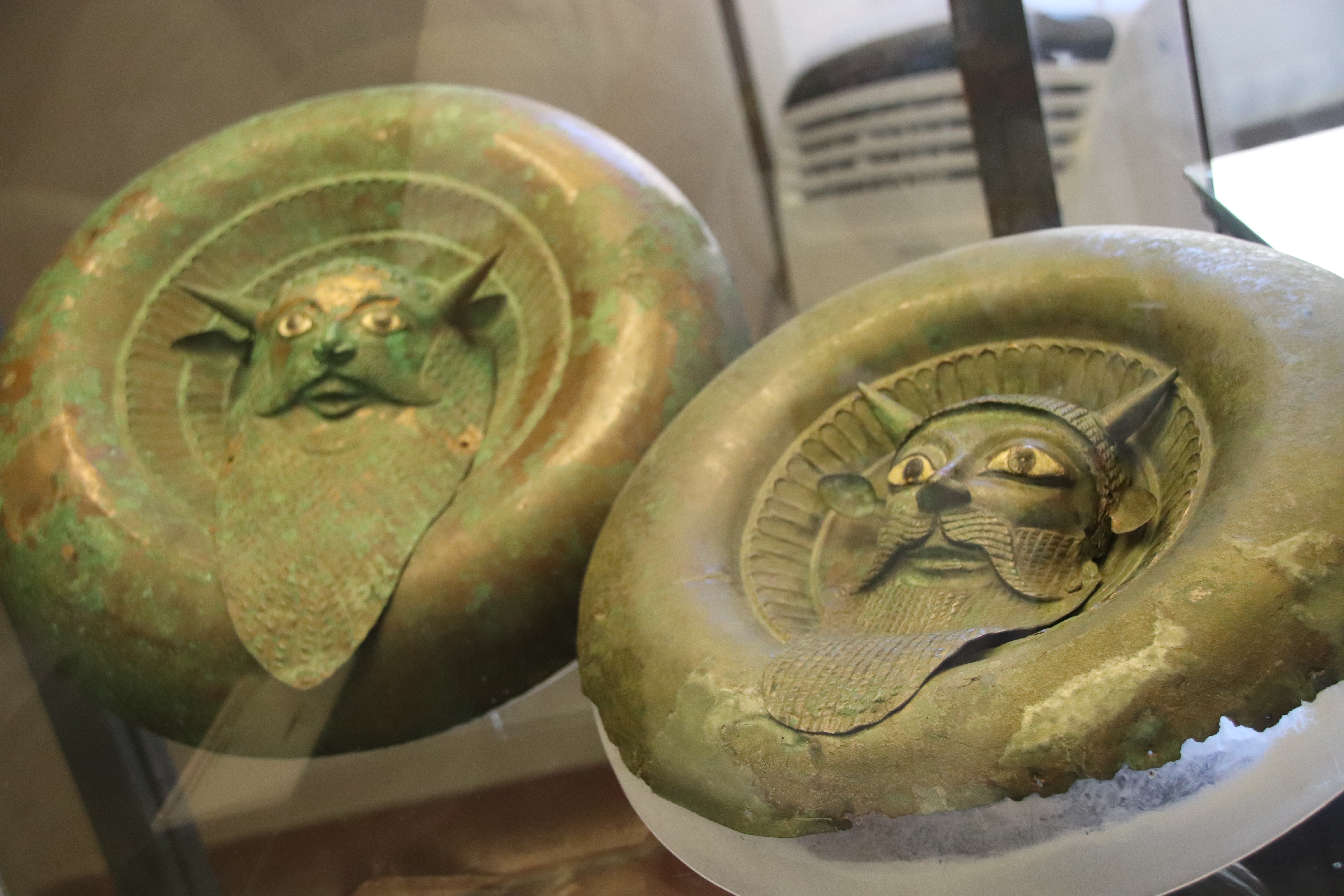
Ornements, VIe – Ve siècle av. J.-C.
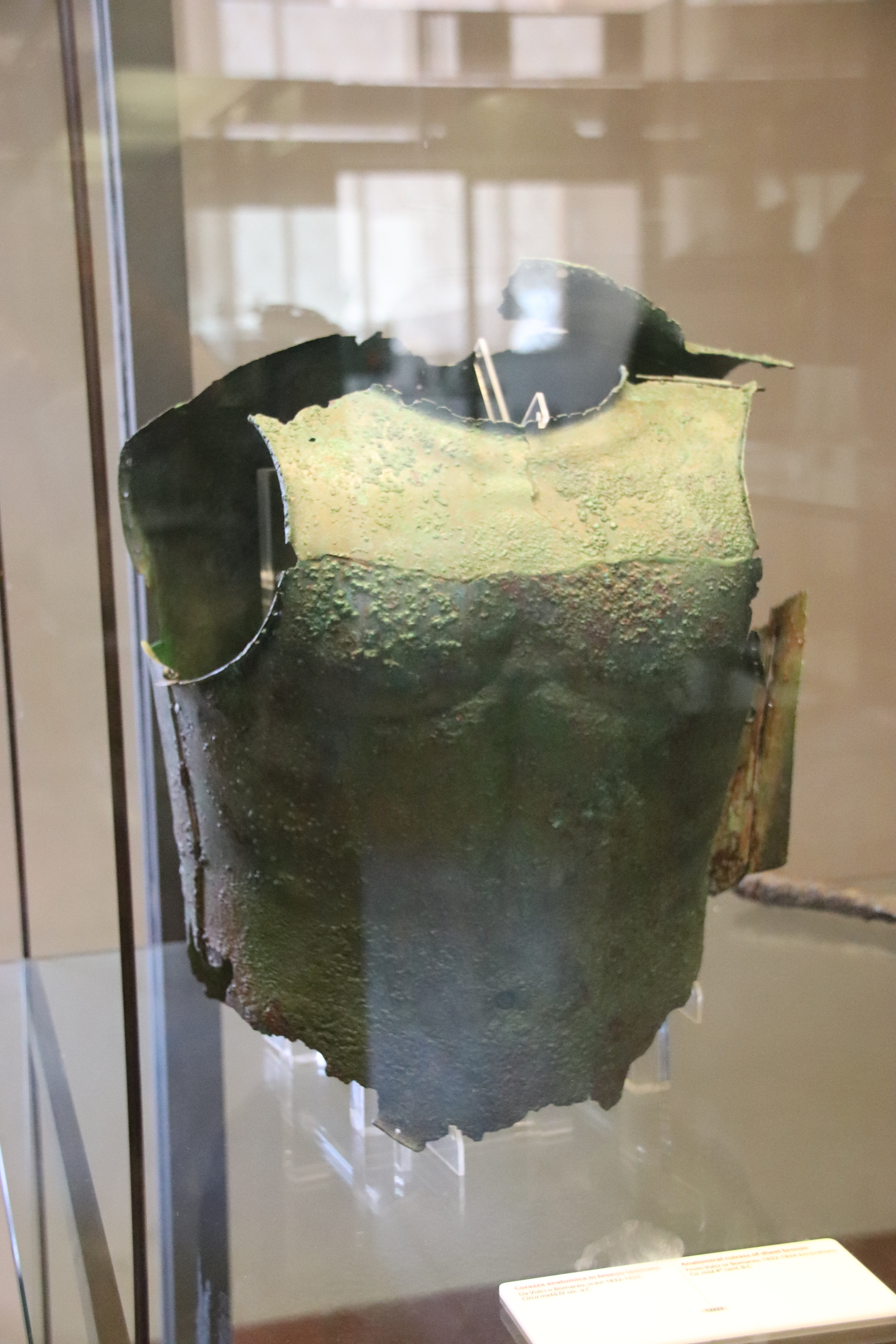
Armure
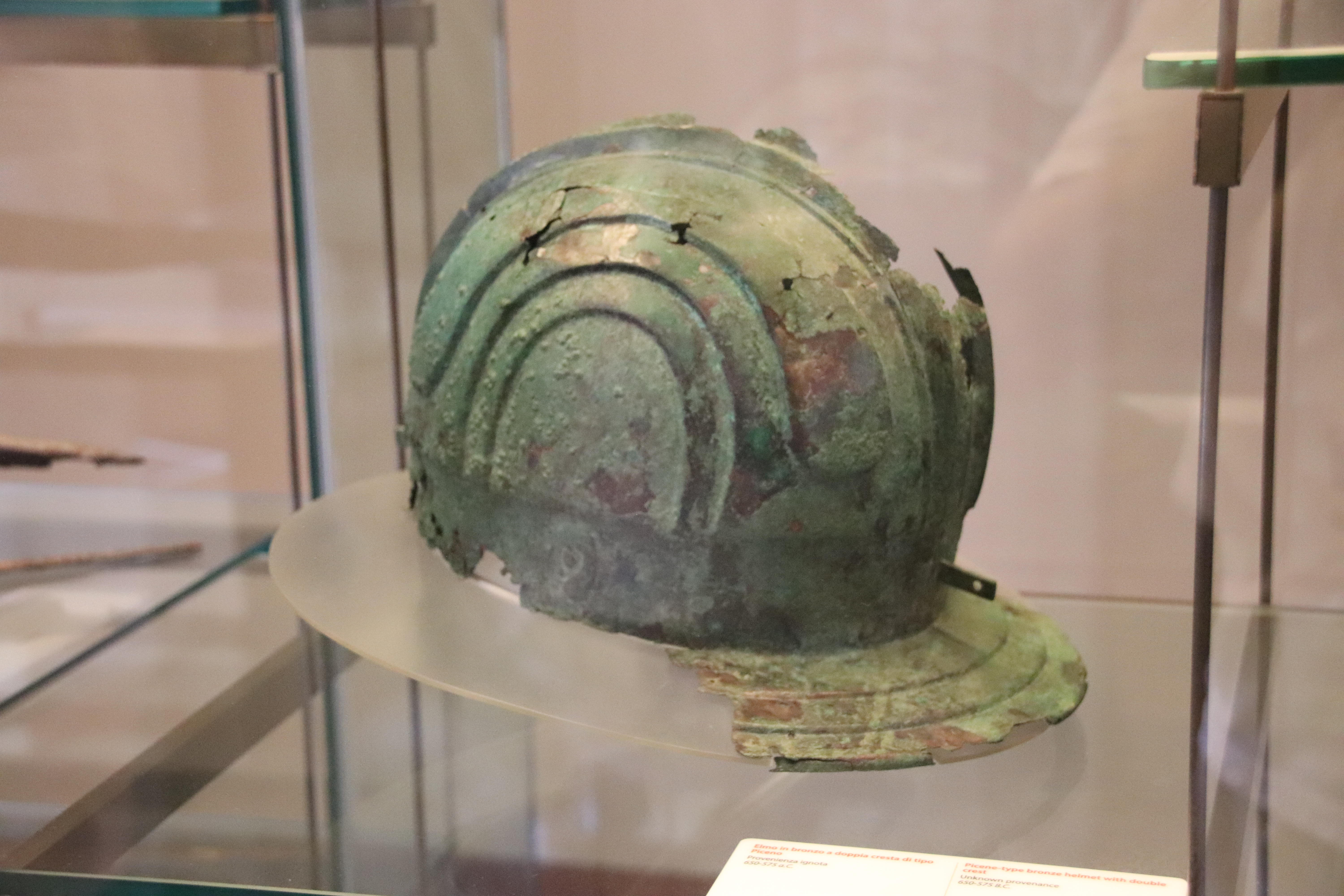
Casque
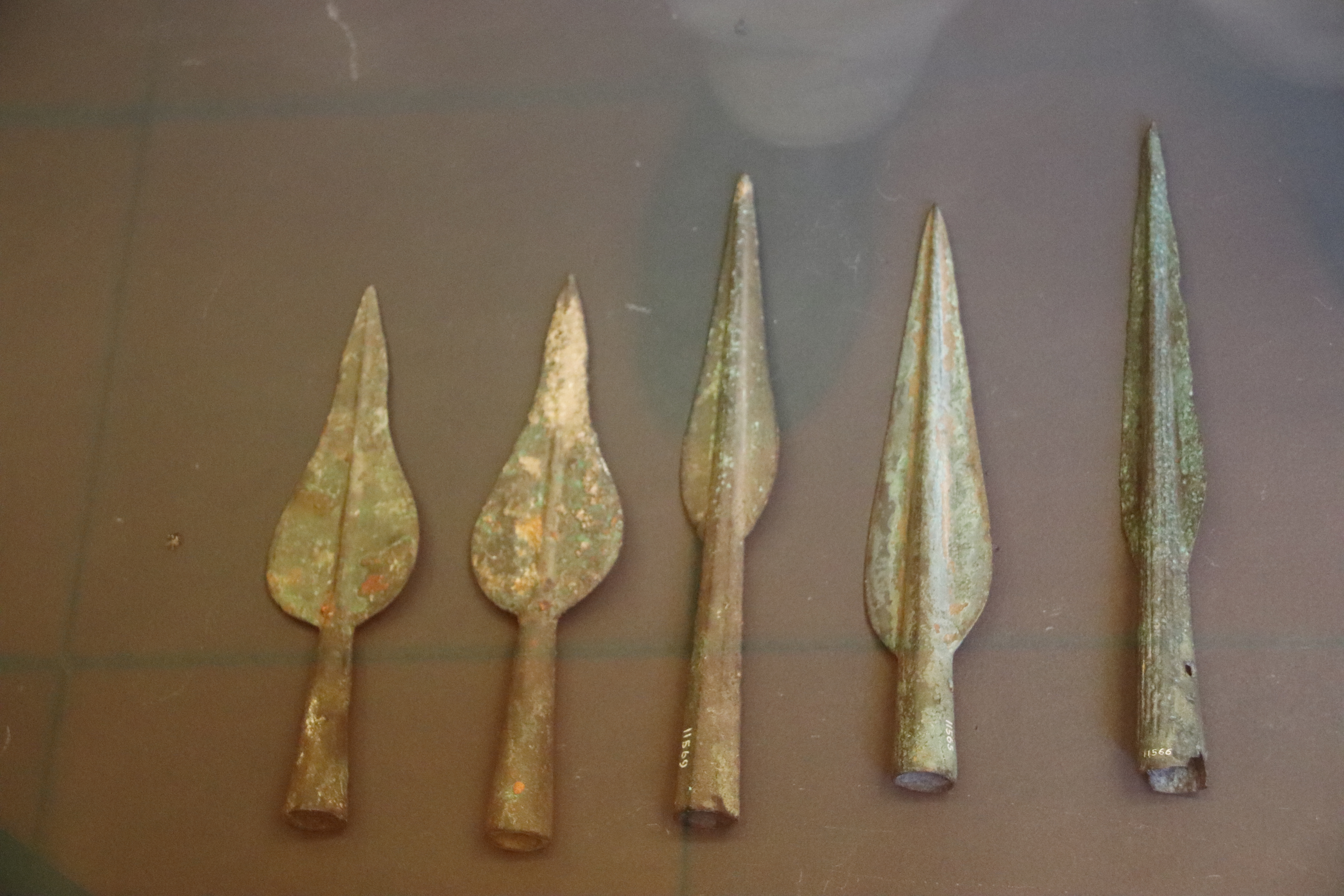
Fers de lances
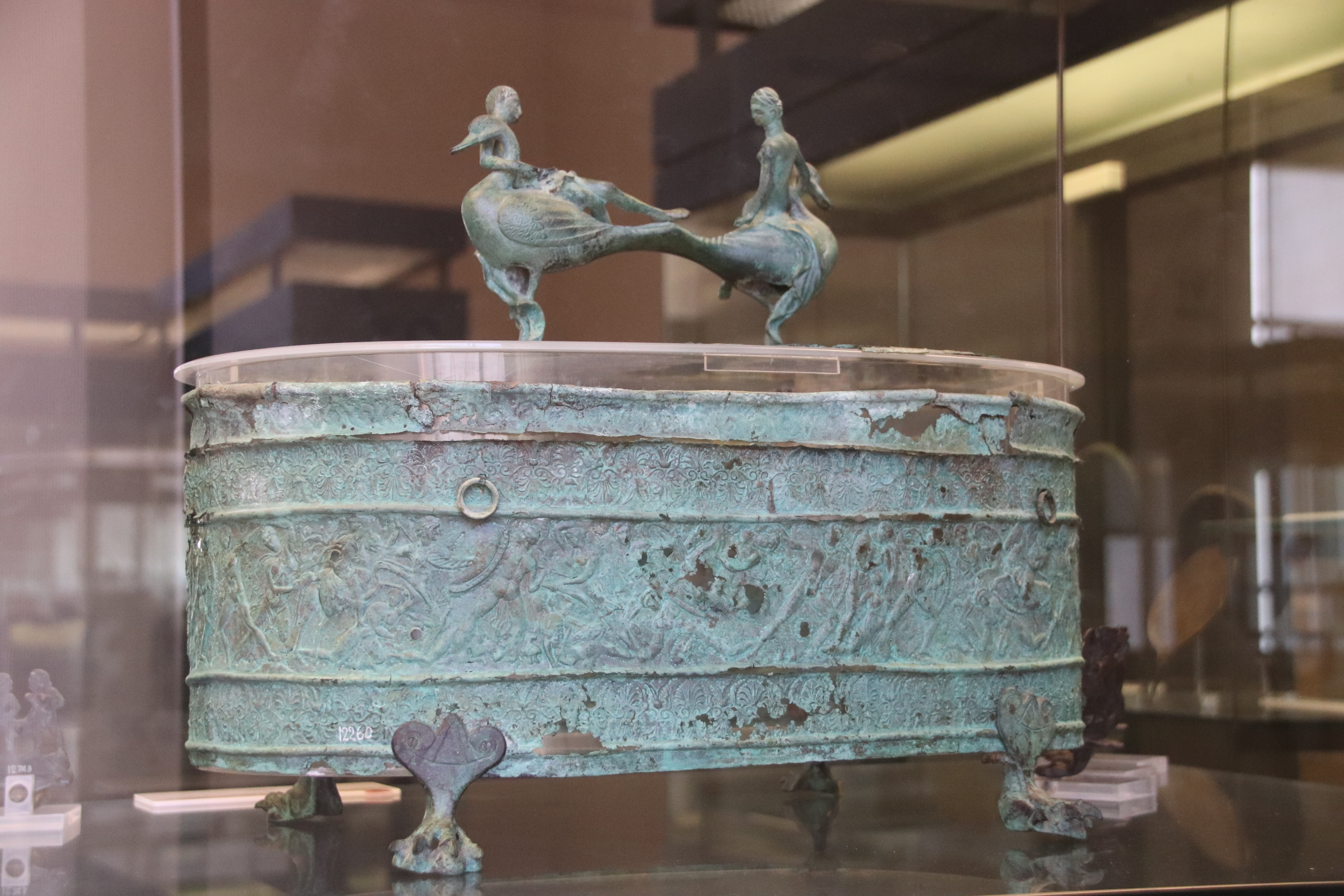
Ciste ovale avec Amazones, Vulci, 340-300 av. J.-C.

### Salle IV. Artefacts en pierre
Dans la quatrième salle, la collection compte des sarcophages, des urnes, des sculptures, des bas-reliefs et des inscriptions. Le matériel comprend des découvertes provenant de fouilles dans des endroits comme Chiusi, Vulci, Cerveteri, Orte, Palestrina. Les artefacts datent du VIe – Ier siècle av. J.-C.
Dans les vitrines :
- Le soi-disant sarcophage du Poète, en tuf (italien : nenfro). Tarquinia , vers 300 av. J.-C. (inv. 14561)[15]

- Sarcophage à relief polychrome représentant un cortège funèbre. Cerveteri-Banditaccia, 400-375 av. J.-C. (inv. 14949)[16]

- Sarcophage de Velthur Vipinana, tuf. Carcarello, 310-300 av. J.-C. (inv. 14947, 75962 ; l'original du couvercle se trouve au Musée archéologique de Florence)[17]

- Le soi-disant sarcophage du Magistrat. Tuscania , 300-250 av. J.-C. (inv. 14950)[18]

- Deux protomés à tête de cheval, tuf. Vulci, fin IVe siècle av. J.-C. (inv. 14953, 14954)[19],[20]

- Deux statues de lions de tuf rugissants. Vulci (inw. 14955, 14956)[21]

- Statuette de femme

- Stèle avec inscription funéraire bilingue en celte et latin, travertin. Todi, seconde moitié du IIe siècle av. J.-C. inv. 14958)[22]

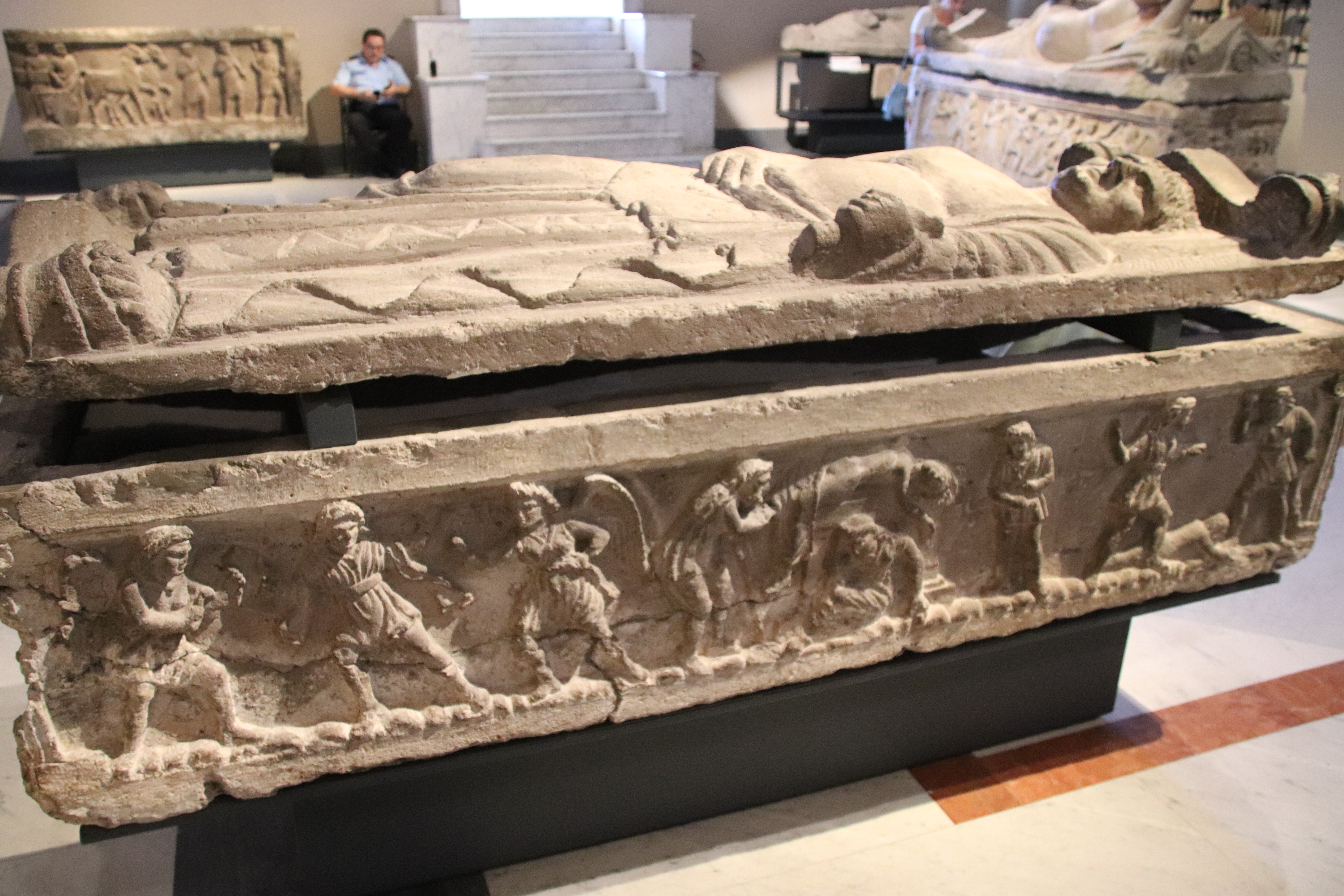
Soi-disant  sarcophage du Poète (inv. 14561)
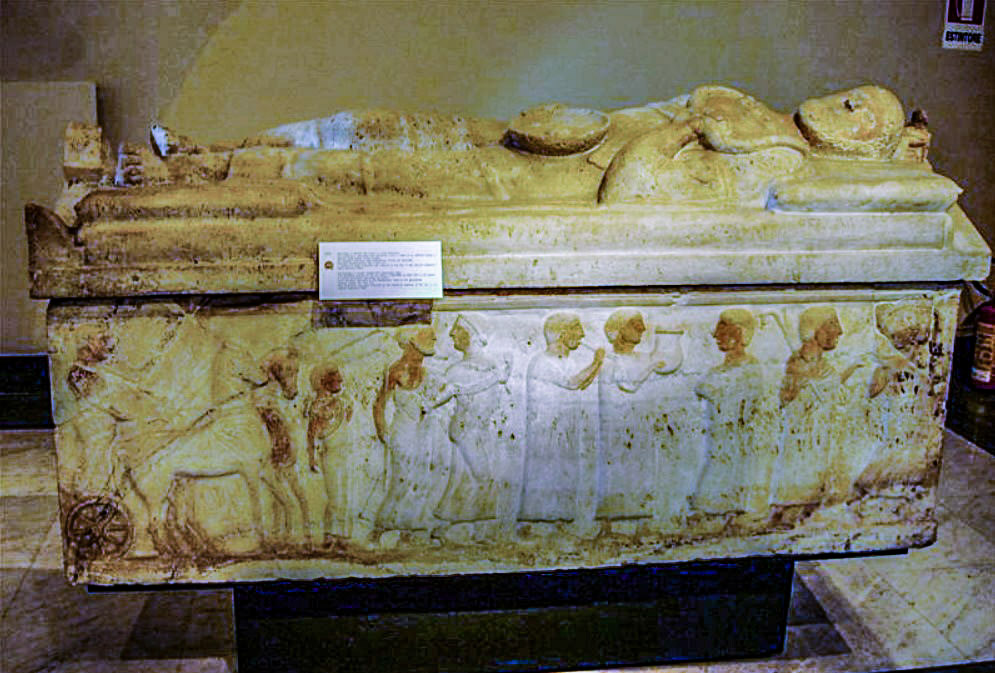
Sarcophage à relief polychrome (inv. 14949).
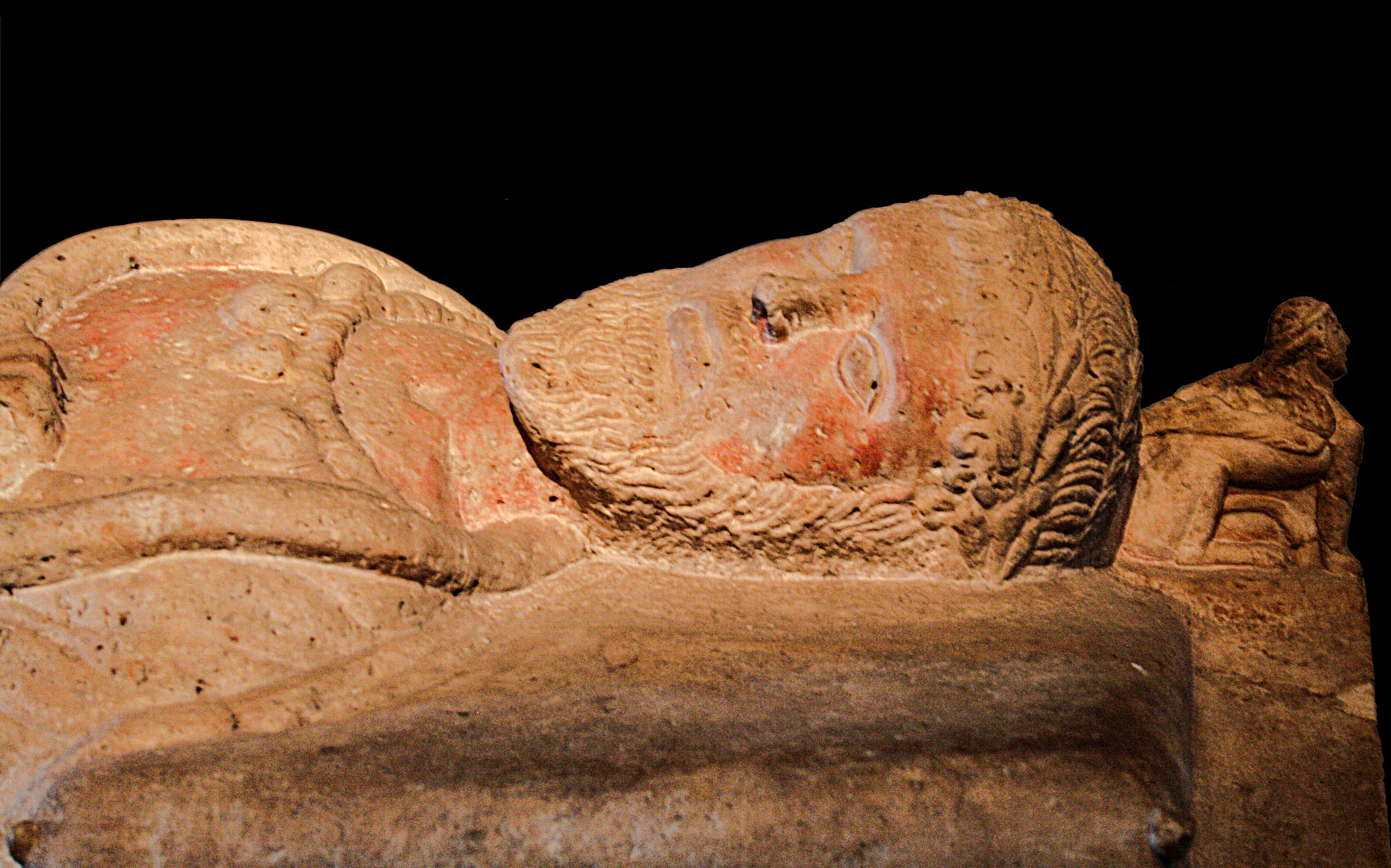
Détail du sarcophage à relief polychrome précédent (inv. 14949).
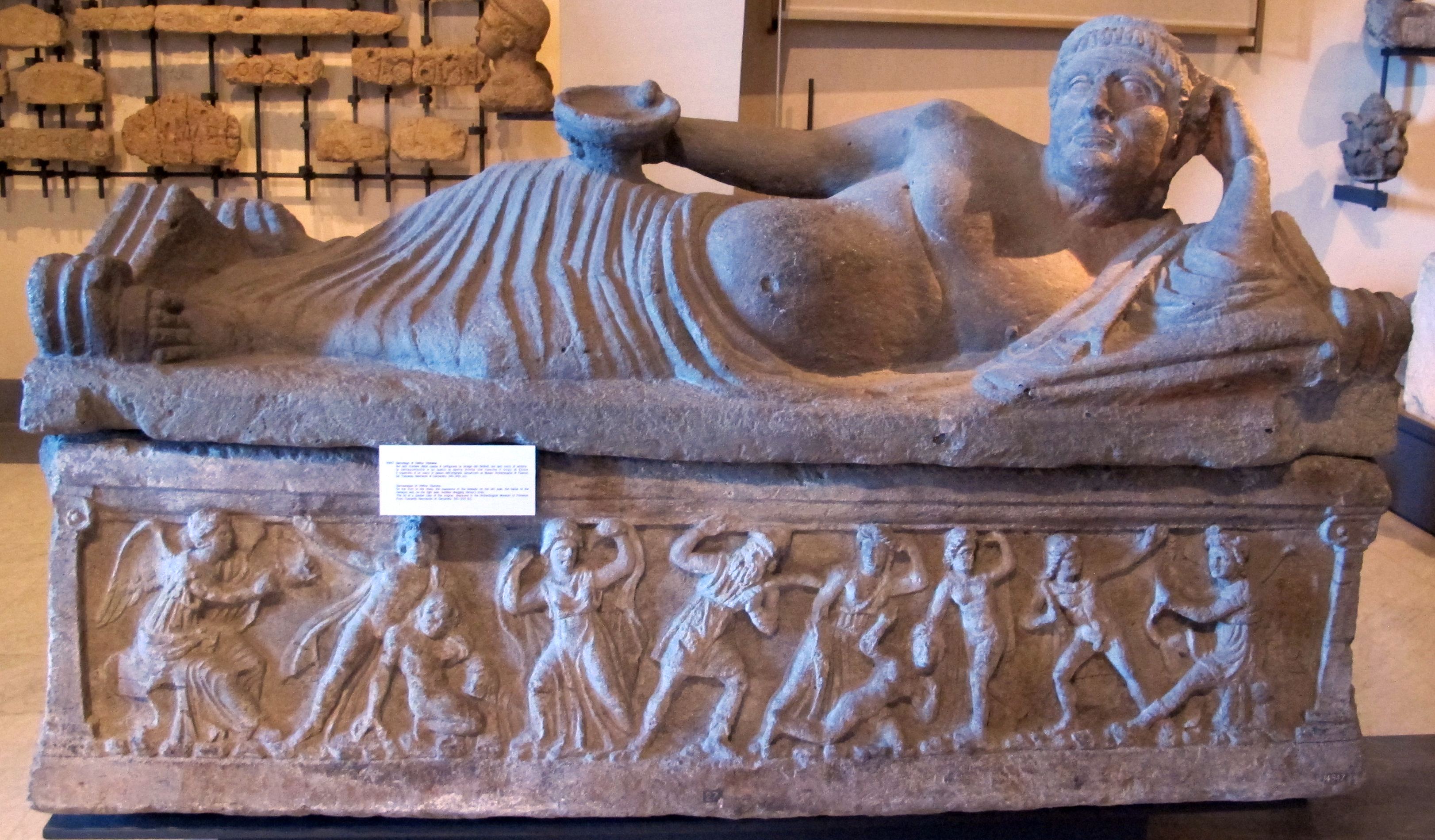
Sarcophage de Velthur Vipinana, avec le massacre des Niobides, vers 310-300 (inv. 14947, 75962).
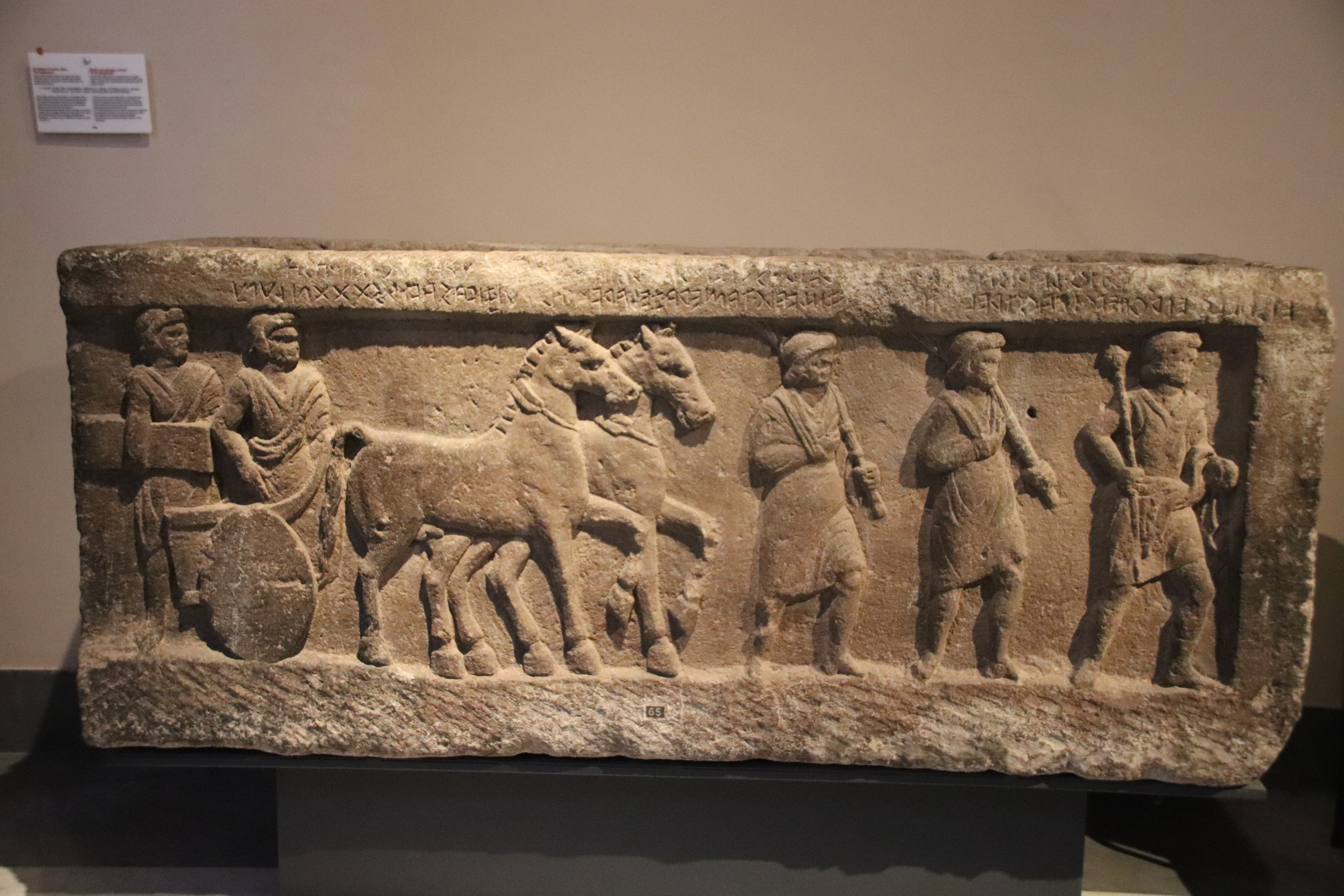
Soi-disant sarcophage du Magistrat (inv. 14950)
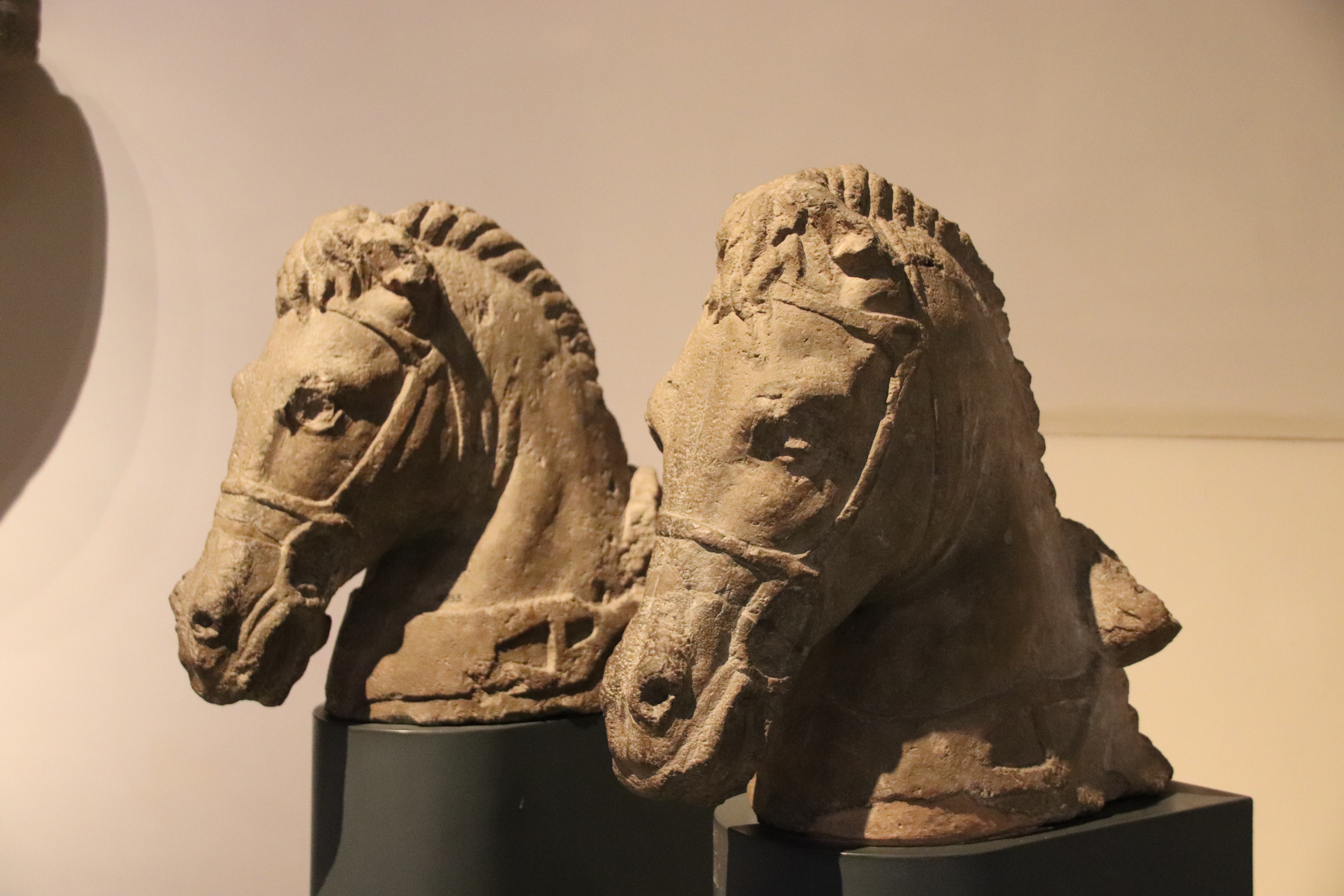
Protomés à têtes de cheval (inv. 14953, 14954)
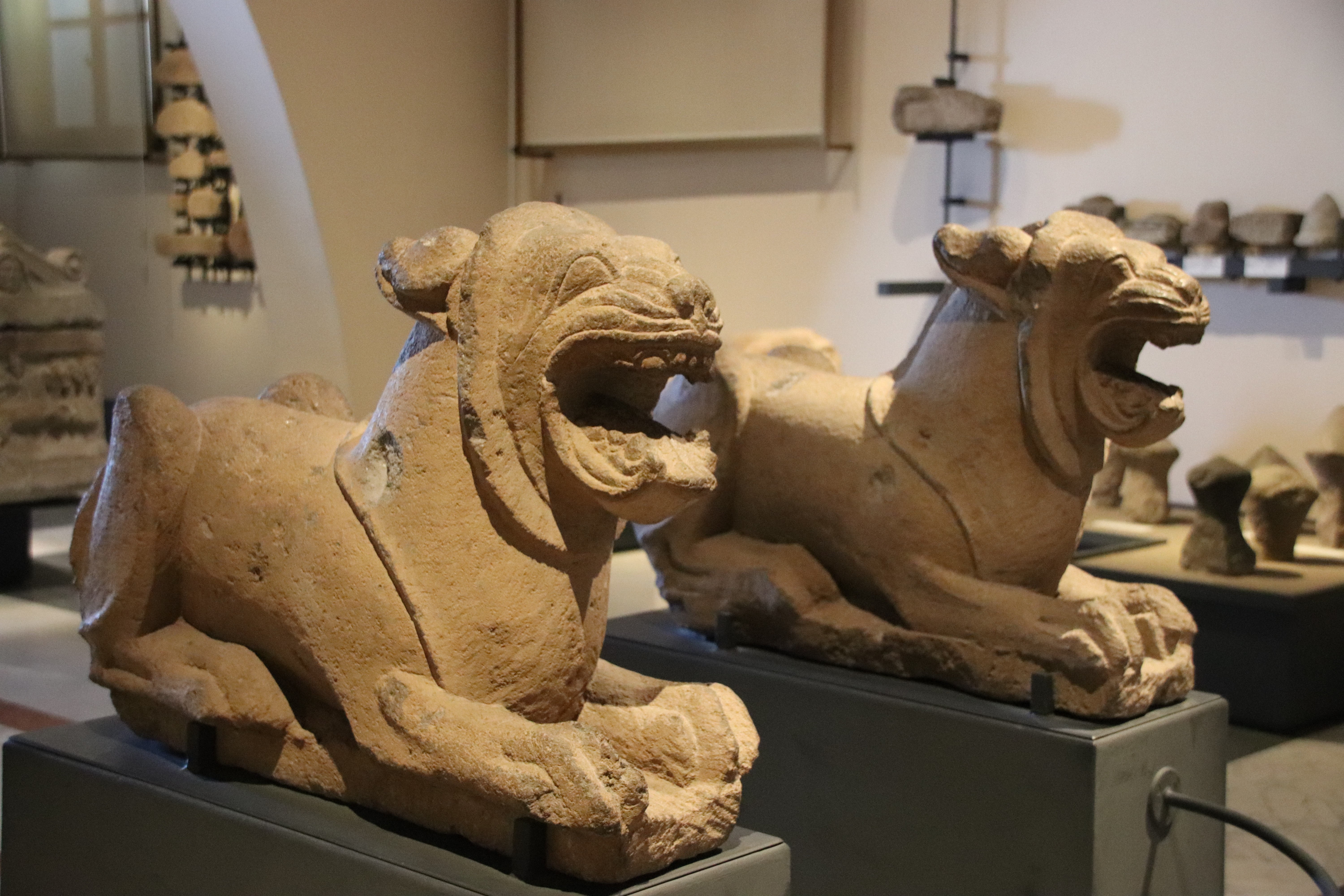
Lions en tuf (inv. 14955, 14956)

### Salles V et VI. Artefacts en terre cuite

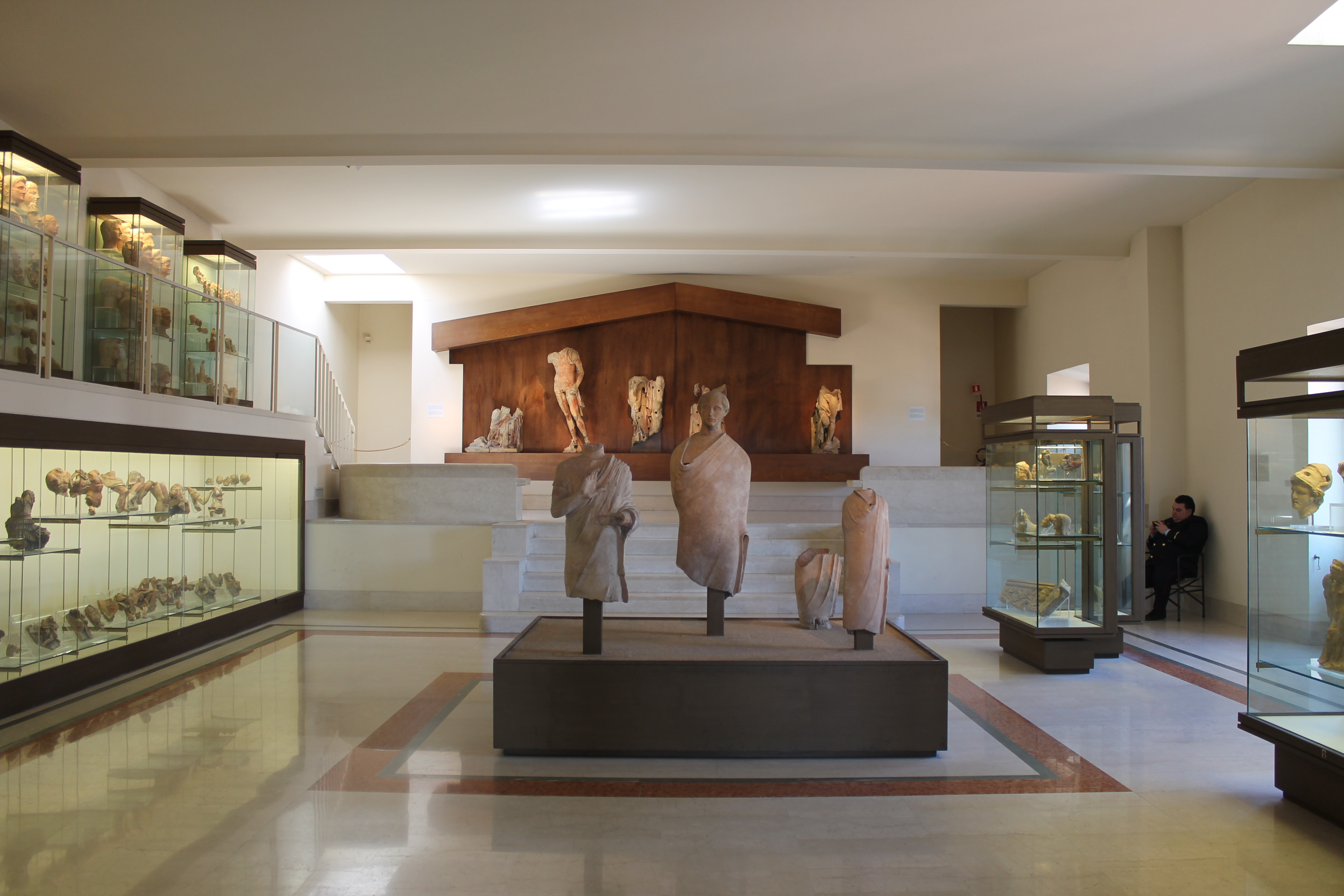
Salle VI

Des objets étrusques en terre cuite sont exposés dans ces salles : éléments architecturaux, ex-voto. Au-dessus de l'escalier de la salle VI, il y a une reconstruction du toit avec des antéfixes de Cerveteri. Une riche collection d'ex-voto provient de l'ancienne Cære (Cerveteri), datée de la fin du IVe et du début du IIIe avant J.-C. Ces ex-voto étaient souvent réalisés à l'aide de moules. Ils représentent des parties du corps (têtes, organes), des produits alimentaires, des animaux sacrificiels. Il y a aussi des statuettes. Certains se réfèrent à l'art hellénistique classique tardif,.
Dans l'exposition, entre autres :
- Antéfixes à têtes de ménade et de silène, terre cuite, Cerveteri, IVe siècle av. J.-C. (inv. 13978, 14118)[24],[25]

- Antéfixe de tête de femme, Cerveteri, 525-500 av. J.-C. (inw. 13883)[26]

- Acrotère en forme de Pégase, Cerveteri, 500-475 av. J.-C. (inv. 14130)[27],[28]

- Buste de femme, Cerveteri, 300-250 av. J.-C. (inv. 14107)[29]

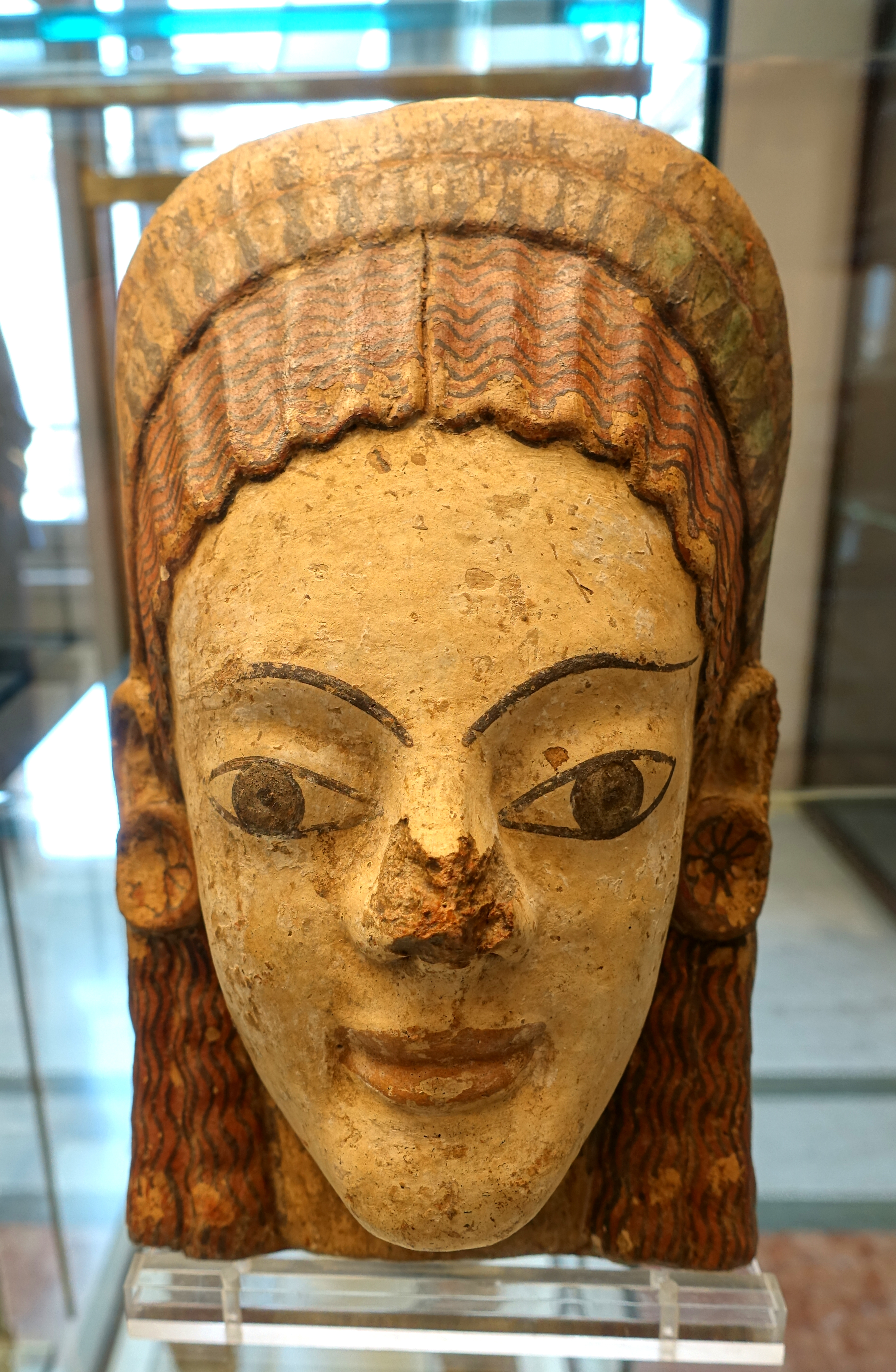
Antéfixe en forme de tête de femme (inv. 13883)
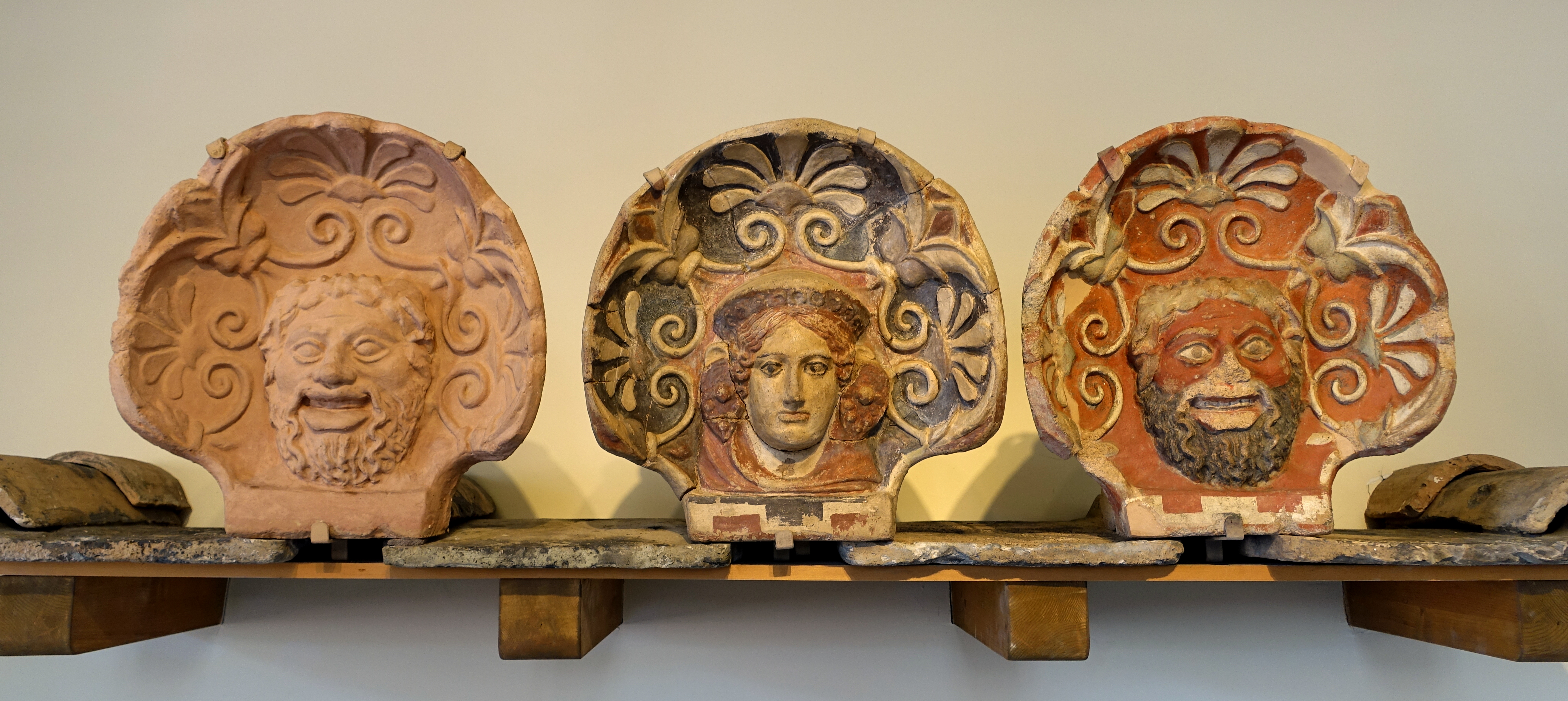
Antéfixes avec têtes de Ménade et Silène (inv. 13978, 14118)
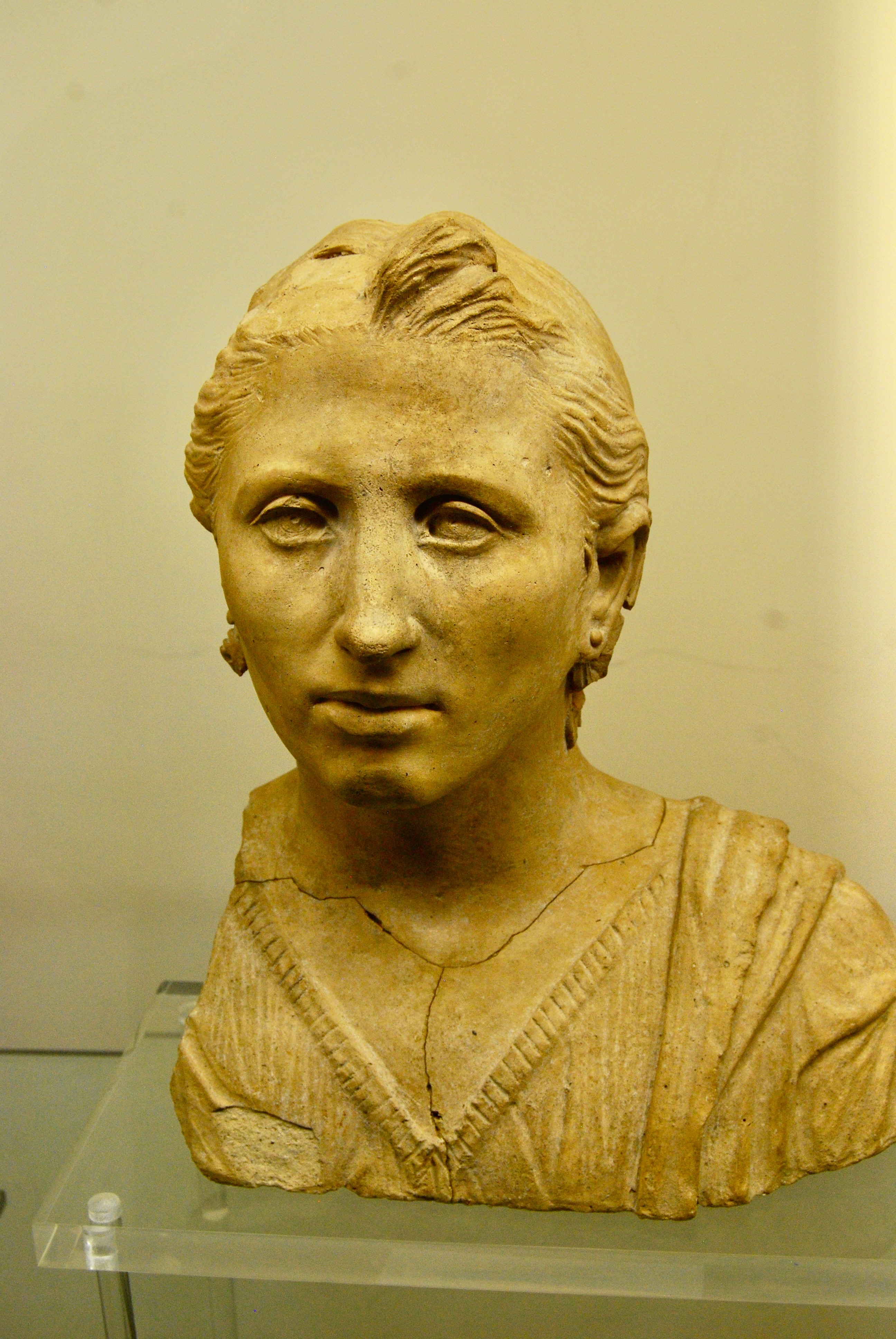
Buste de femme (inv. 14107)

### Salles VII et VIII. Artefacts en or

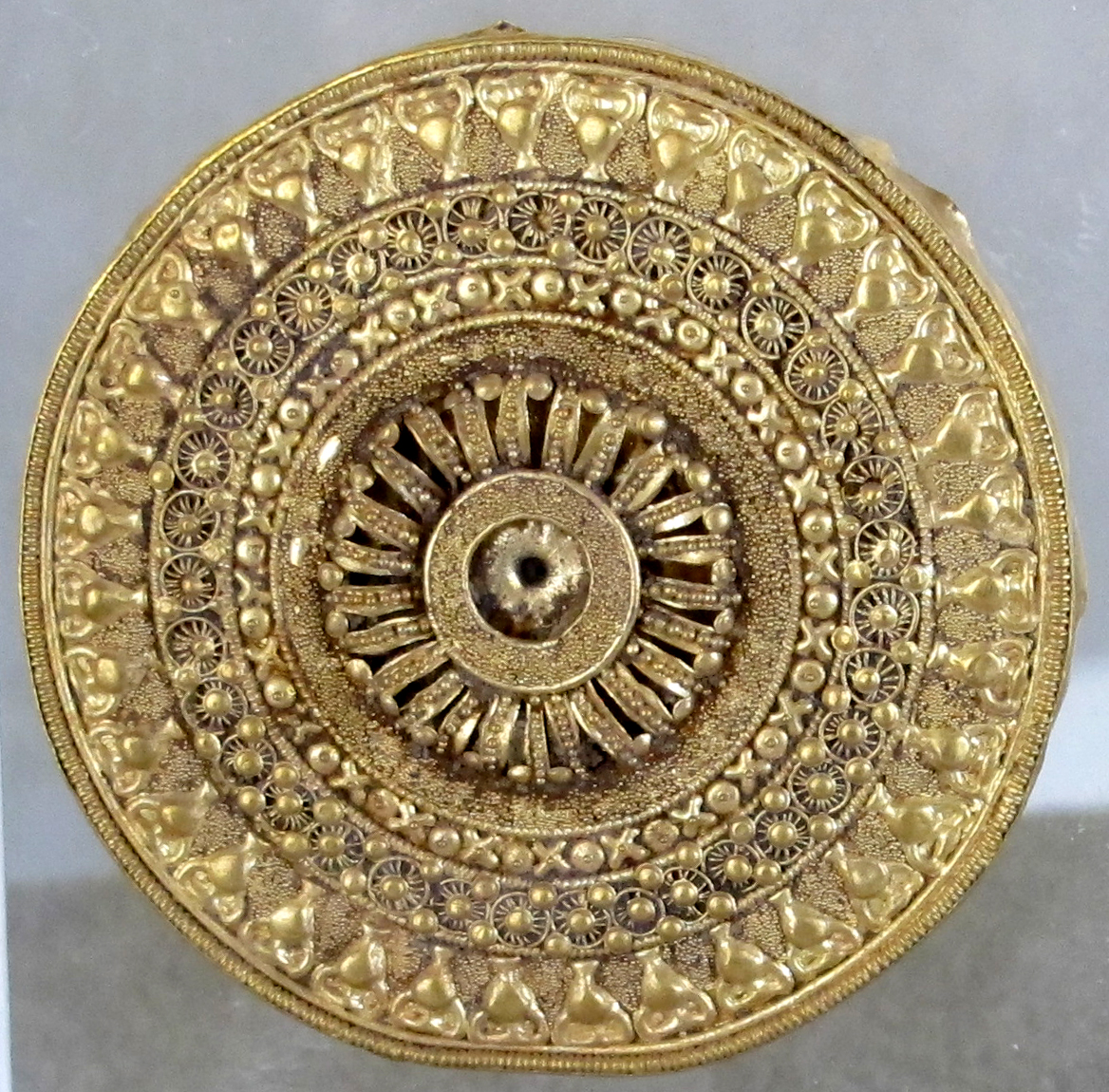
Plaque d'or étrusque avec filigrane. Collection Falcioni. Latium, provenance inconnue.

Les bijoux étrusques des VIIe – Ier siècle av. J.-C. sont présentés dans deux salles. Remontant pour la plupart au VIe siècle av. J.-C., ils présentent des caractéristiques classiques étrusques et grecques. La collection du Vatican comprend des fibules, des pinces à galons, des boucles d'oreilles, des colliers, des pendentifs, des couronnes, des bagues, ainsi que des parures d'ambre, d'ivoire et de pierres précieuses. Parmi les artefacts étrusques, un certain nombre montrent le savoir-faire et la haute précision du travail des métaux à cette époque. Deux ensembles de parures funéraires sont présentés dans les vitrines : ceux de Vulci (milieu du IVe siècle av. J.-C.) et d'Artena (seconde moitié du IIe siècle av. J.-C.).
La collection du Vatican comprend d'autres pièces très précieuses :
- Bague-scarabée, fin VIe siècle av. J.-C. (inv. 13174)[31]

- Paire de boucles d'oreilles en forme de disque, Vulci, VIe – Ve siècle (inv. 13551, 13552)[32]

- Collier avec scènes mythologiques, Vulci, première moitié du IVe siècle av. J.-C. (inv. 13412)[33]

- Couronne d'or en forme de feuilles de chêne, Vulci, première moitié du IVe siècle av. J.-C. (inv. 13472)[34].

- Trois plaques d'or, Vulci, première moitié du IVe siècle av. J.-C. (inv. 13409, 13410, 13411)[35]

- Boucles d'oreilles en forme de grappes de raisin, Vulci, première moitié du IVe siècle av. J.-C. (inv. 13502, 13503)[36]

- Plaque en forme de tête de Méduse, Vulci, IIIe – IIe siècle av. J.-C. (inv. 13664)[37]

- Grande fibule, Cerveteri, 675-650 av. J.-C. (inv. 20552)[27],[38],[39]

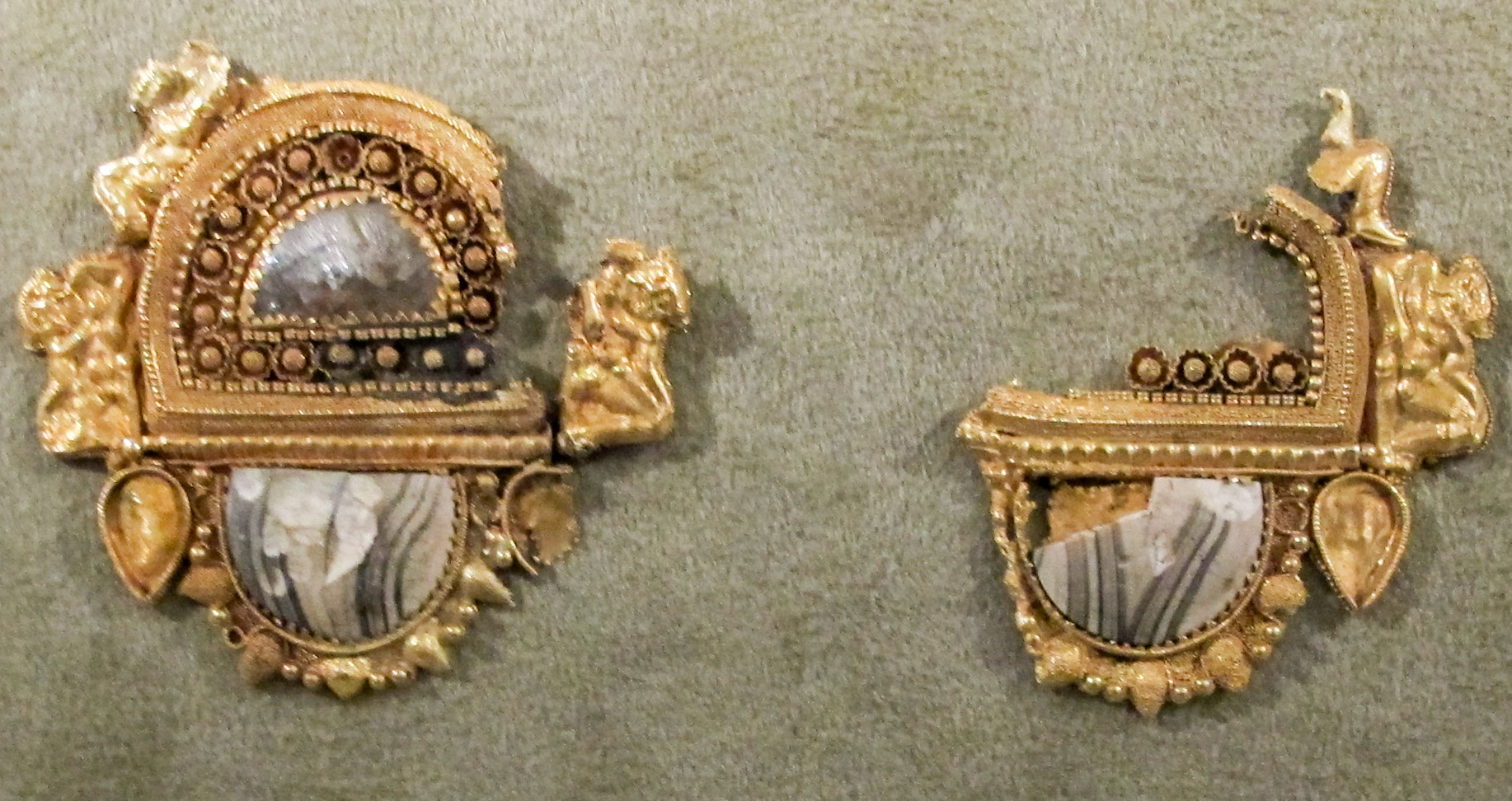
Boucles d'oreilles en or, agate et cristal de roche. VIe-Ve s. av. J.-C. (inv. 13551, 13552)
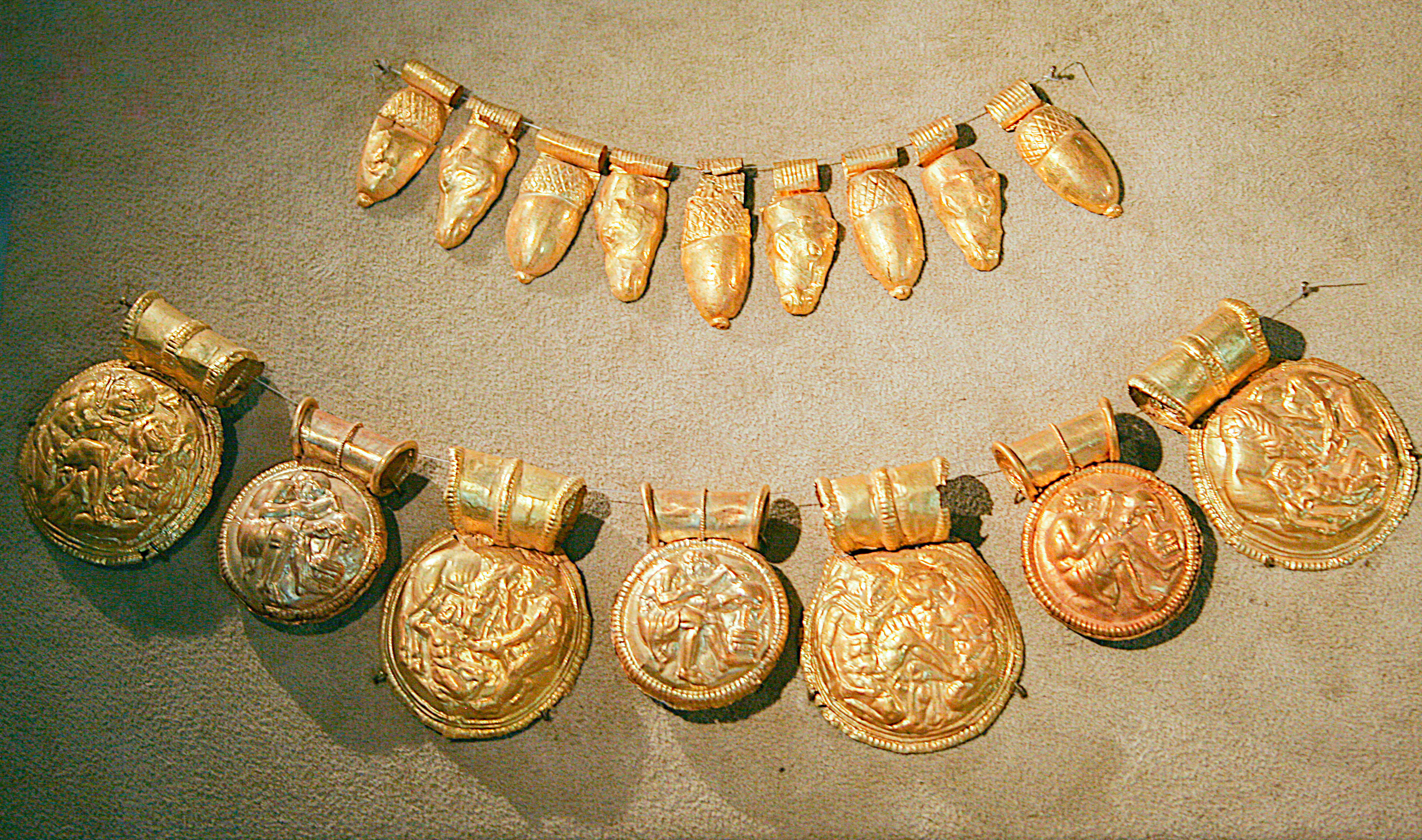
Collier avec des scènes mythologiques. IVe siècle av. J.-C. (inv. 13412)
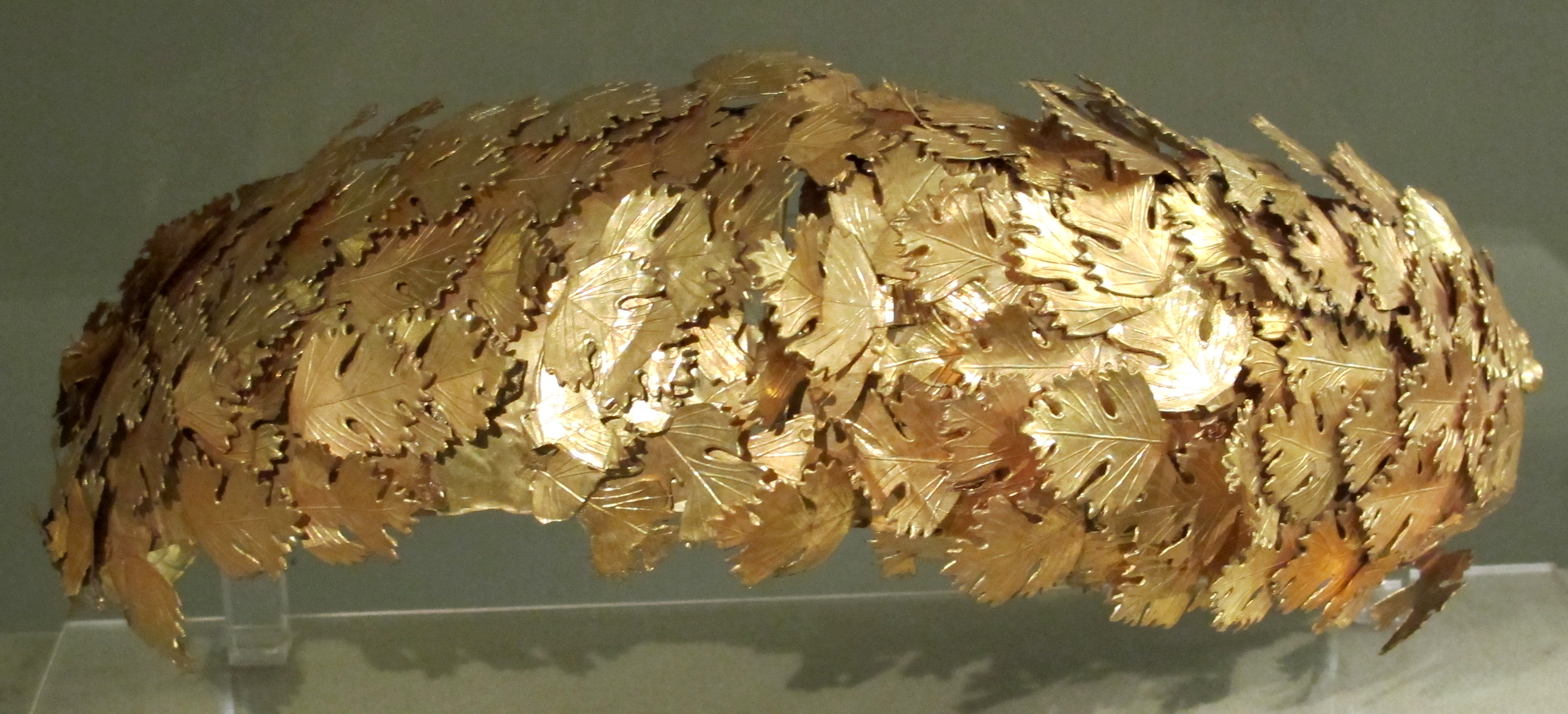
Couronne dorée en forme de feuilles de chêne (inv. 13472)
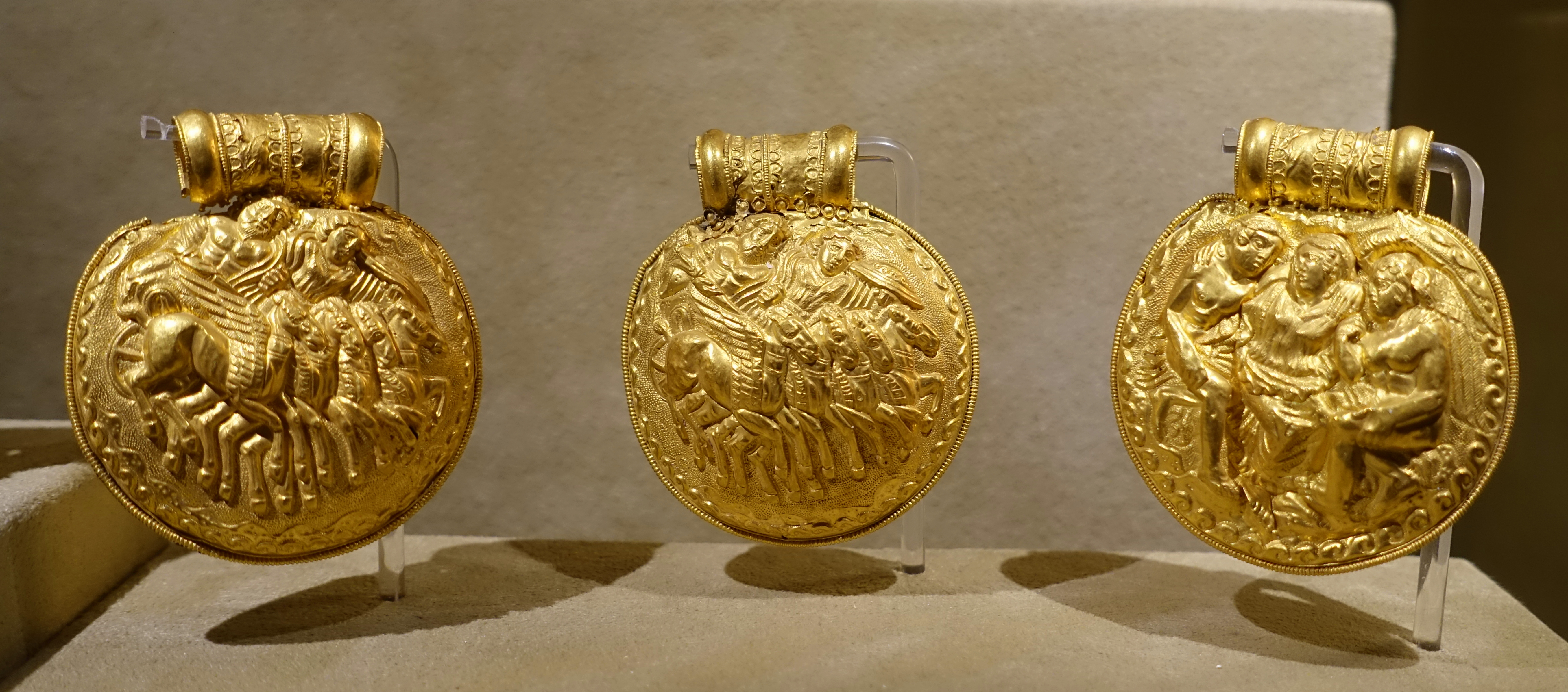
Trois étiquettes en or (inv. 13409–13411)
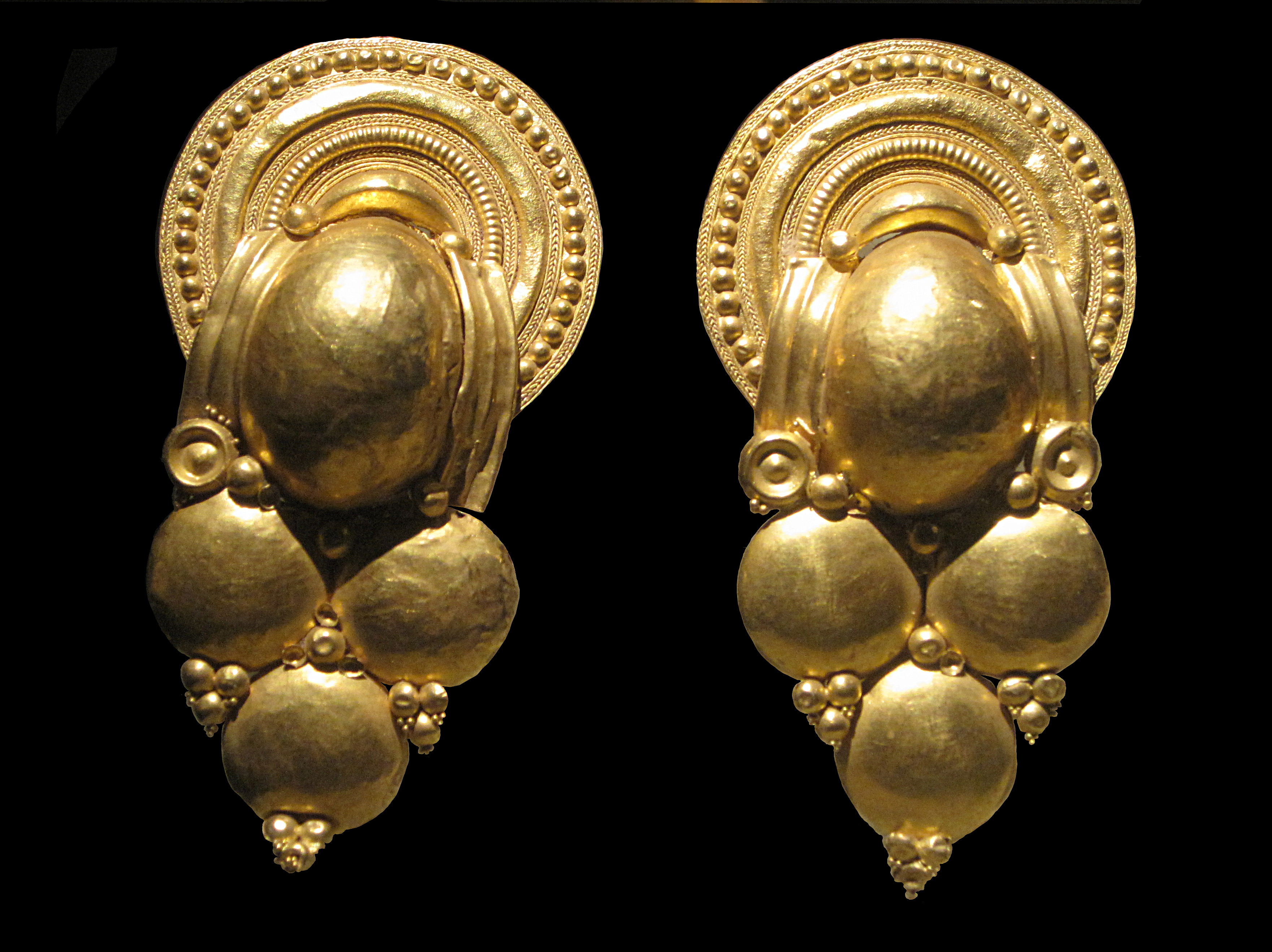
Boucles d'oreilles en grappes de raisin (inv. 13502, 13503)
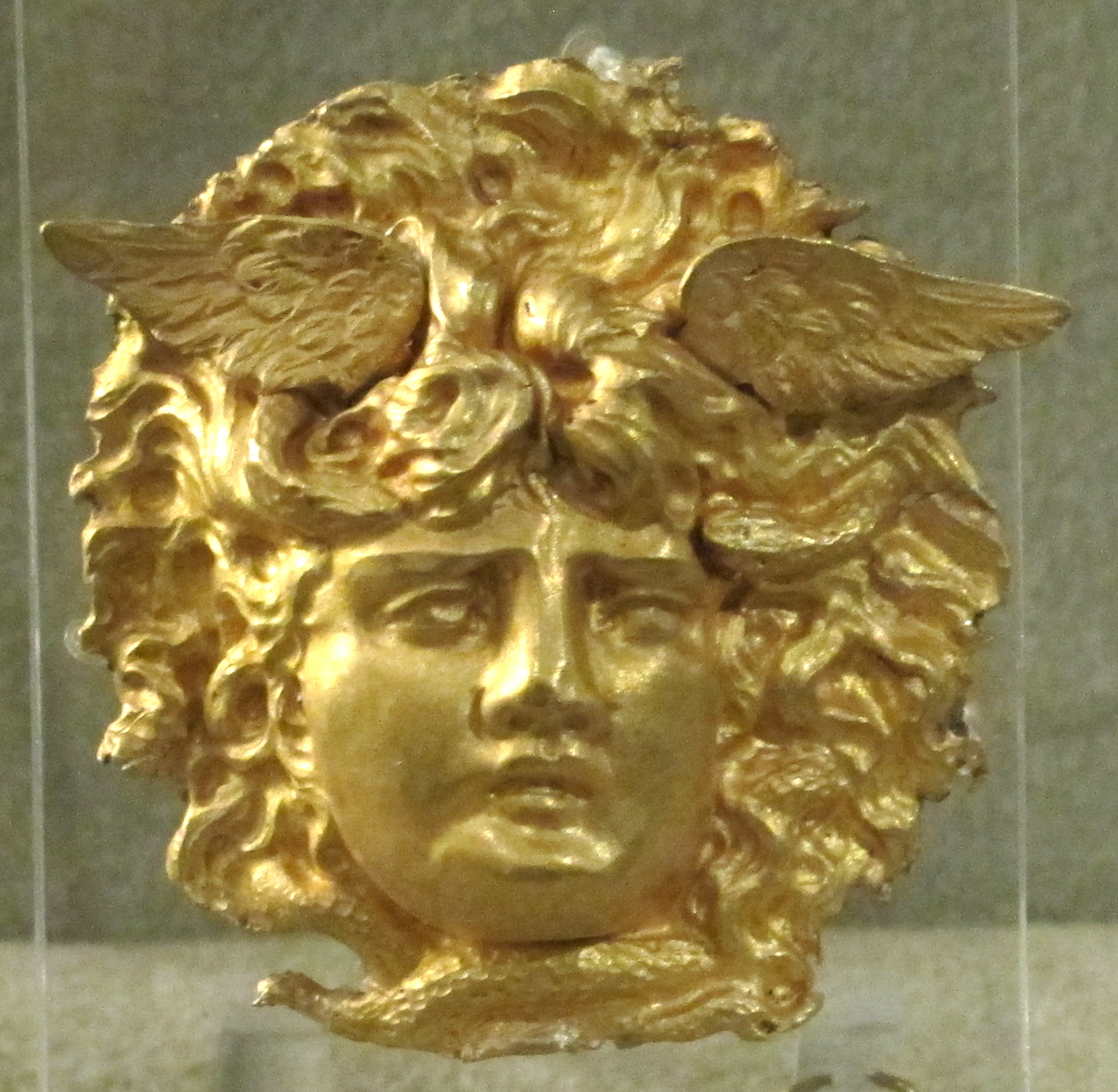
Assiette en forme de tête de Méduse (inv. 13664)
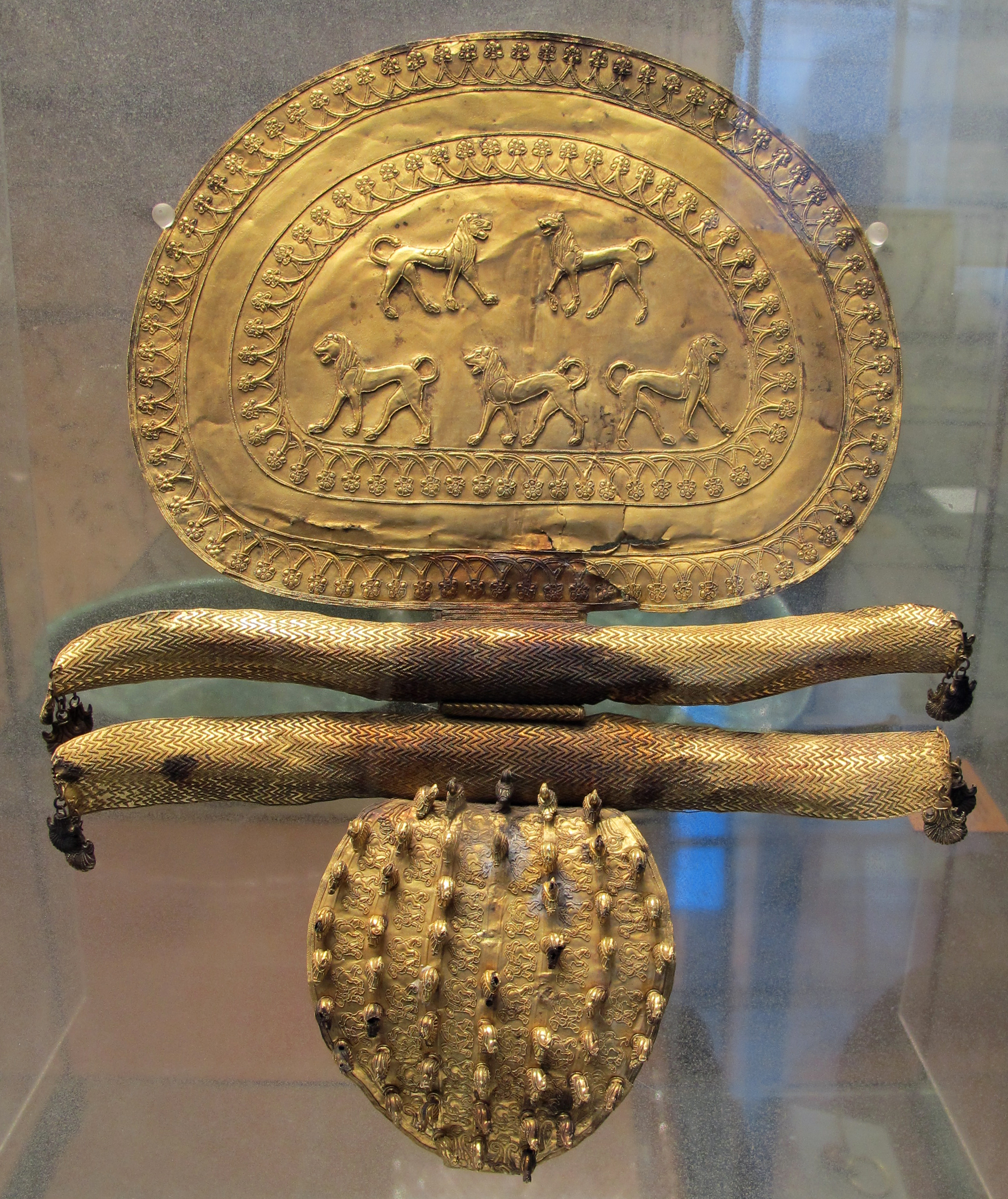
Grosse fibule (inv. 20552)

### Salle IX. Collection Guglielmi
La salle est dédiée à une collection d'artefacts provenant des mêmes fouilles effectuées en 1828-1848 à Sant'Agostino et Camposcala. La collection appartenait à la famille Guglielmi. La première partie de la collection est allée aux Musées du Vatican en 1935 en tant que cadeau de Benedetto Guglielmi au pape Pie XI, la deuxième partie a été achetée en 1987. La collection comprend environ 800 pièces du IXe – Ier siècle av. J.-C. Outre des bronzes étrusques et des céramiques locales de production et de chronologie diverses, la collection comprend également des céramiques grecques apportées en Italie (proto-corinthienne, corinthienne, chalkidienne, grecque orientale, laconienne et attique). La poterie à figures noires , caractéristique de l'Étrurie méridionale, est la plus abondante
,.

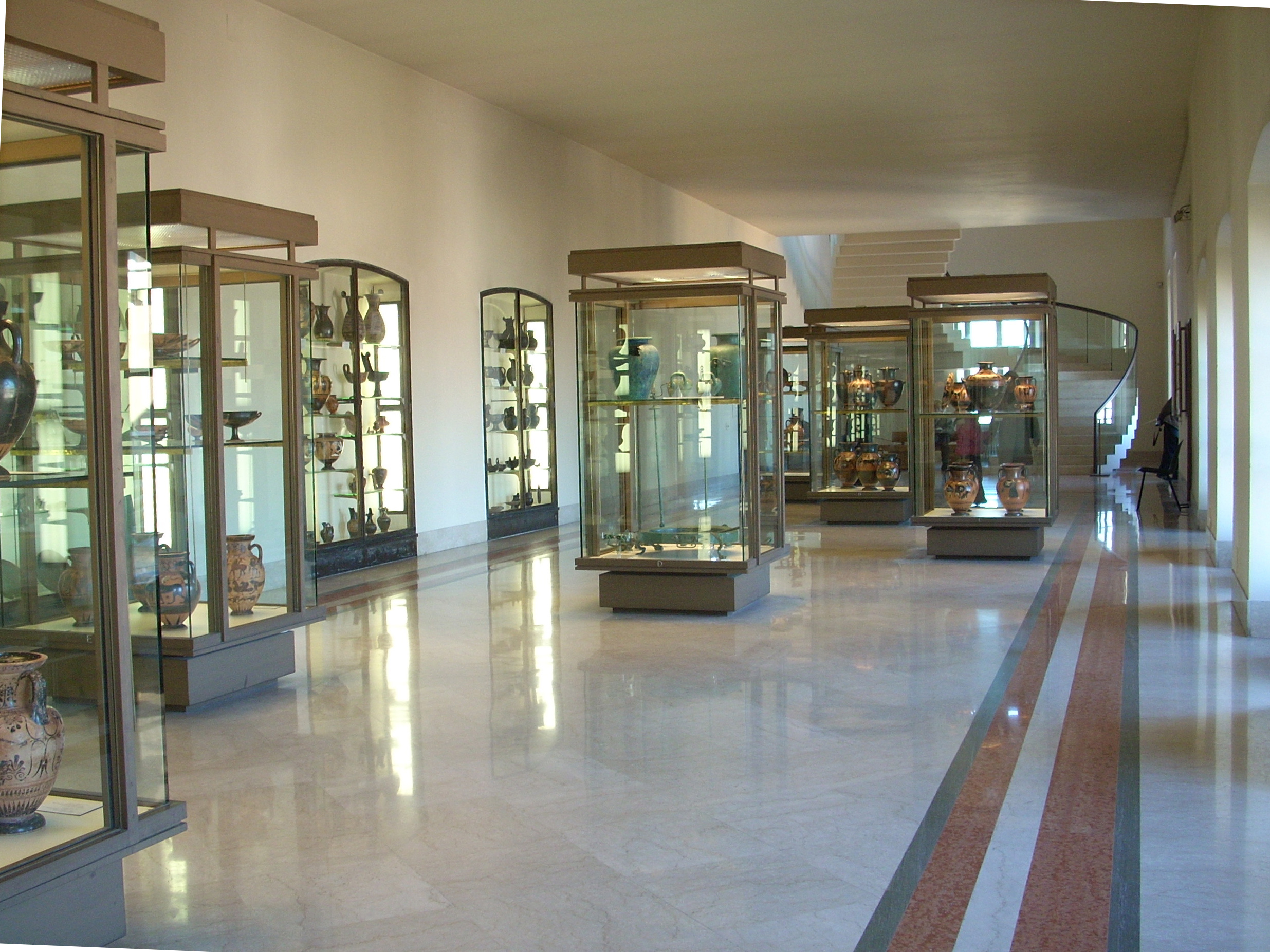
Salle IX

Dans la salle IX sont exposés, entre autres :
- Vase olletta (petit vase globulaire)  de bucchero nero (type de céramique étrusque cuite dans des conditions réductrices avec une surface noire brillante et un fond sombre) avec inscriptions et animaux gravés, Vulci, 630-590 av. J.-C., hauteur : 12 cm (inv. 34657)[41]

- Amphore attique à tête de cheval, Vulci, 575–550 av. J.-C. (inv. 39520)[42]

- Amphore attique à figures noires "del Pittore dello Ptoion", Vulci, 560 av. J.-C. (in. 39515)[43]

- Amphore attique à figures noires « del Pittore Affettato », Vulci, milieu du VIe siècle av. J.-C. (inv. 34527)[44]

- Amphore attique à figures noires "del Gruppo E", Vulci, 540–530 av. J.-C.(inv. 39519)[45]

- Amphore étrusque à figures noires « del Pittore di Micali », Vulci, 520–510 av. J.-C. (inv. 34604)[46]

- Hydrie attique à figures rouges attribuée à Euthymid, Vulci, 515–510 av. J.-C. (inv. 34584)[47]

- Kyathos attique à figures noires « del Gruppo del Perizoma », Vulci, 510–490 av. J.-C. (inv. 34571)[48]

- Thymiatérion , bronze, Vulci, 500 av. J.-C. (inv. 34748)[49]

- Oenochoé à bec oblique, bronze, Vulci, 500–480 av. J.-C. (inv. 34777)[50]

- Stamnos attique "du Peintre Guglielmi", 440–430 av. J.-C. (inv. 39562 ; hauteur 44,4 cm)[51]

- Stamnos étrusque "del Gruppo del Vaticano G 113", 360-350 av. J.-C. (inv. 39568 ; hauteur 29,8 cm)[52]

- amphore attique à figures noires "signée par Exékias", 540-530 av. J.-C. (inv. 16757 ; hauteur 61,1 cm)[53]

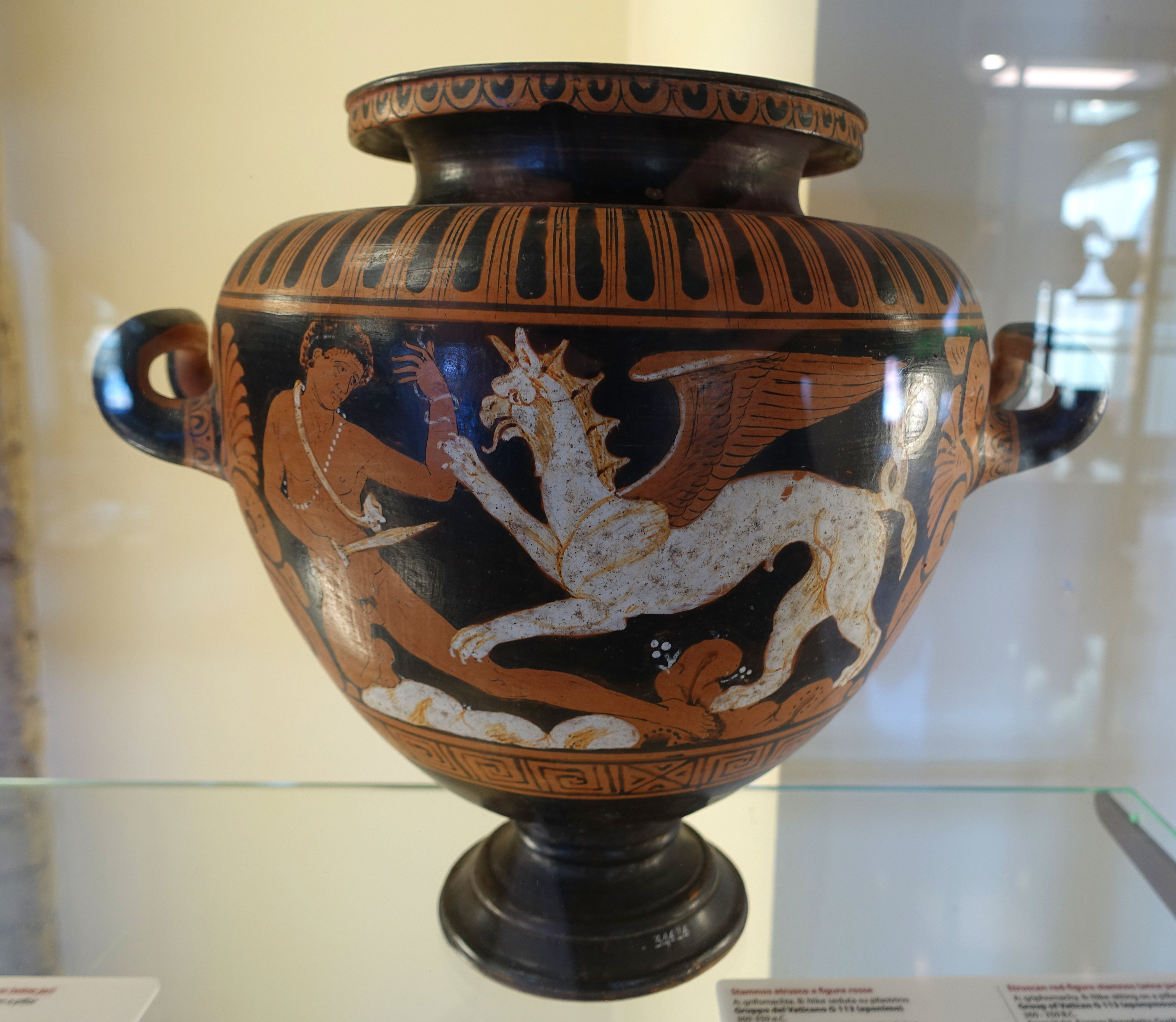
Stamnos étrusque , 360-350 av. J.-C. (inv. 34626)
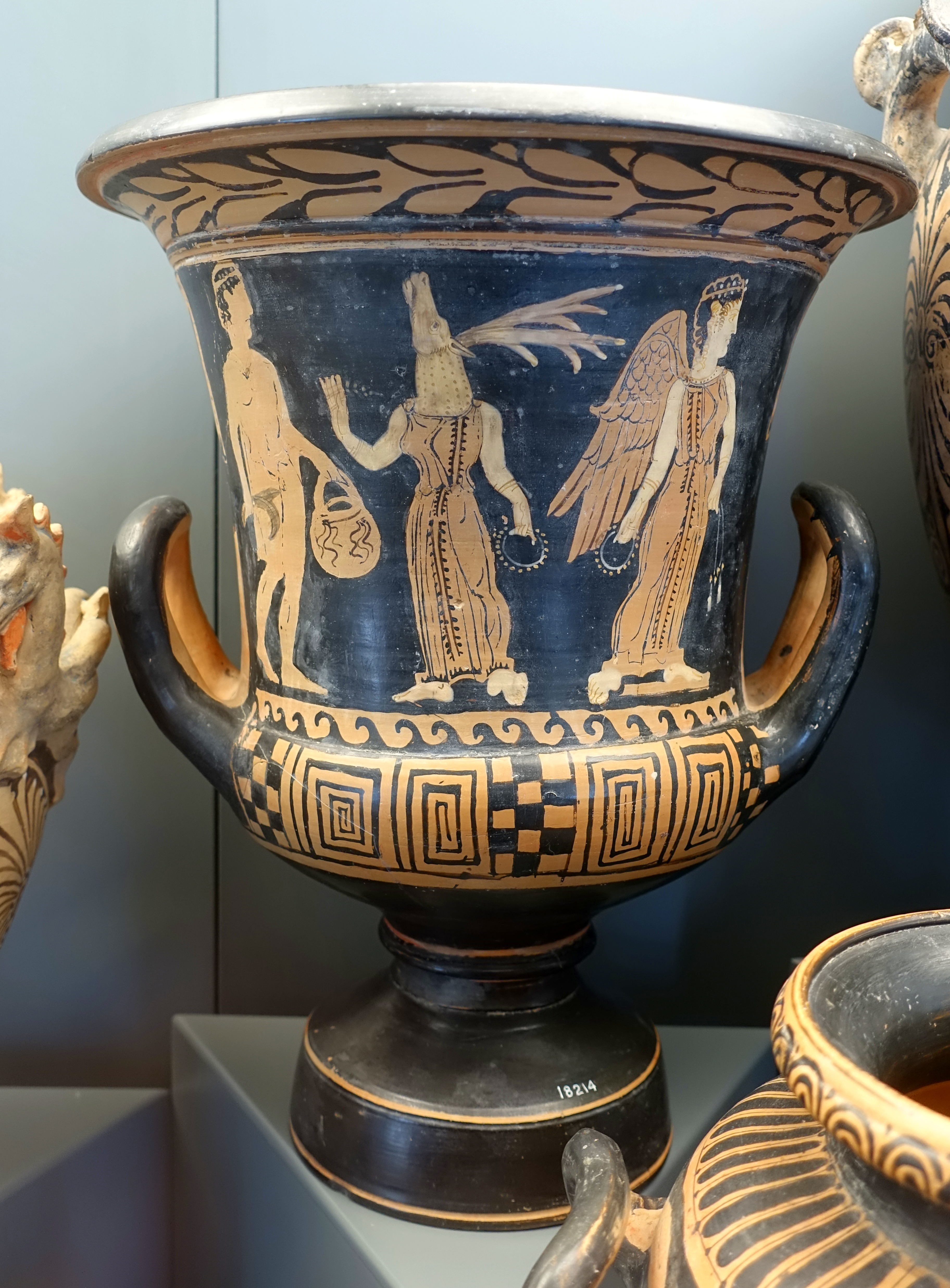
Cratère étrusque , 350-330 av. J.-C. (inv. 18214)
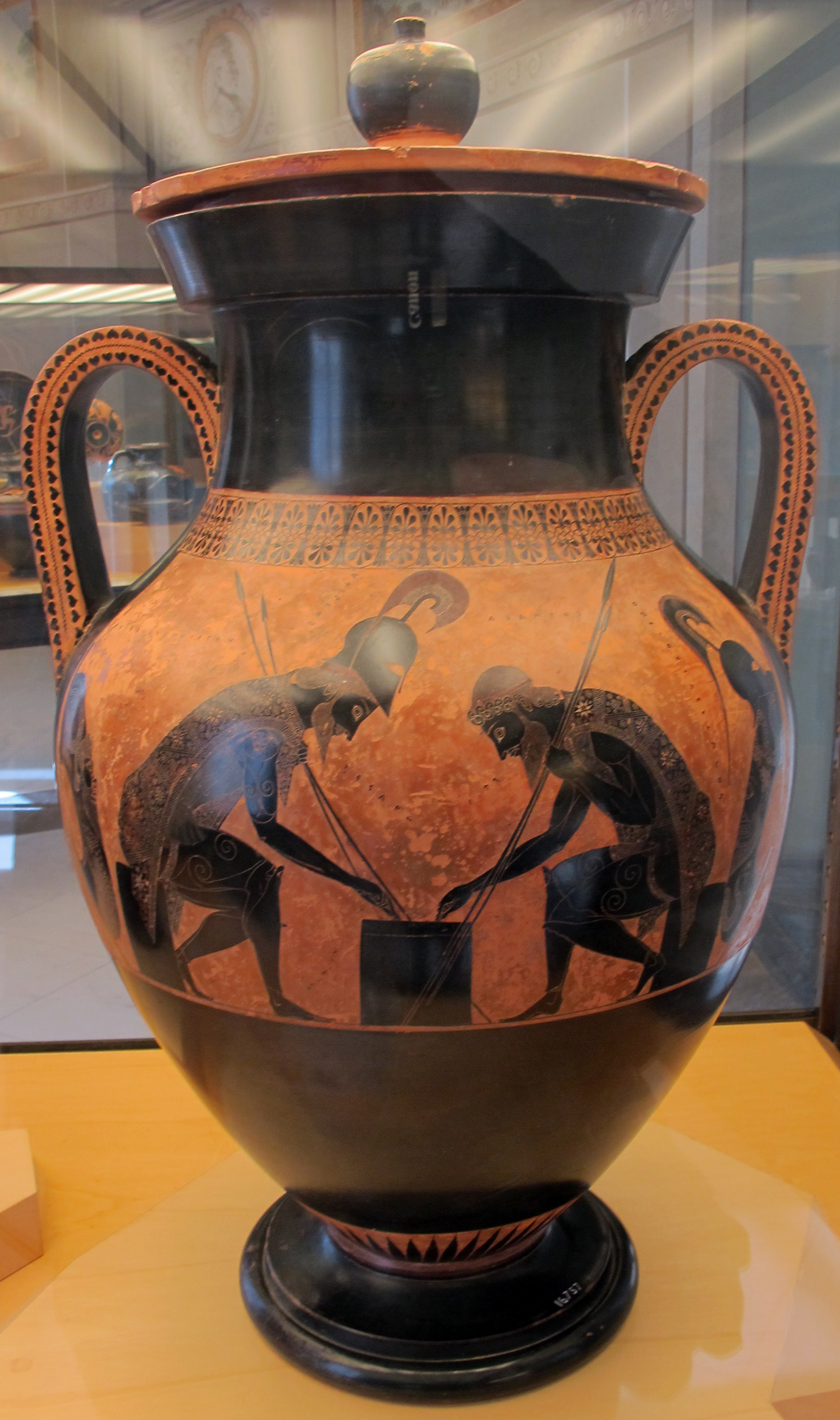
Amphore attique à figures noires "par Exekias", 540-530 av. J.-C. (inv. 16757)
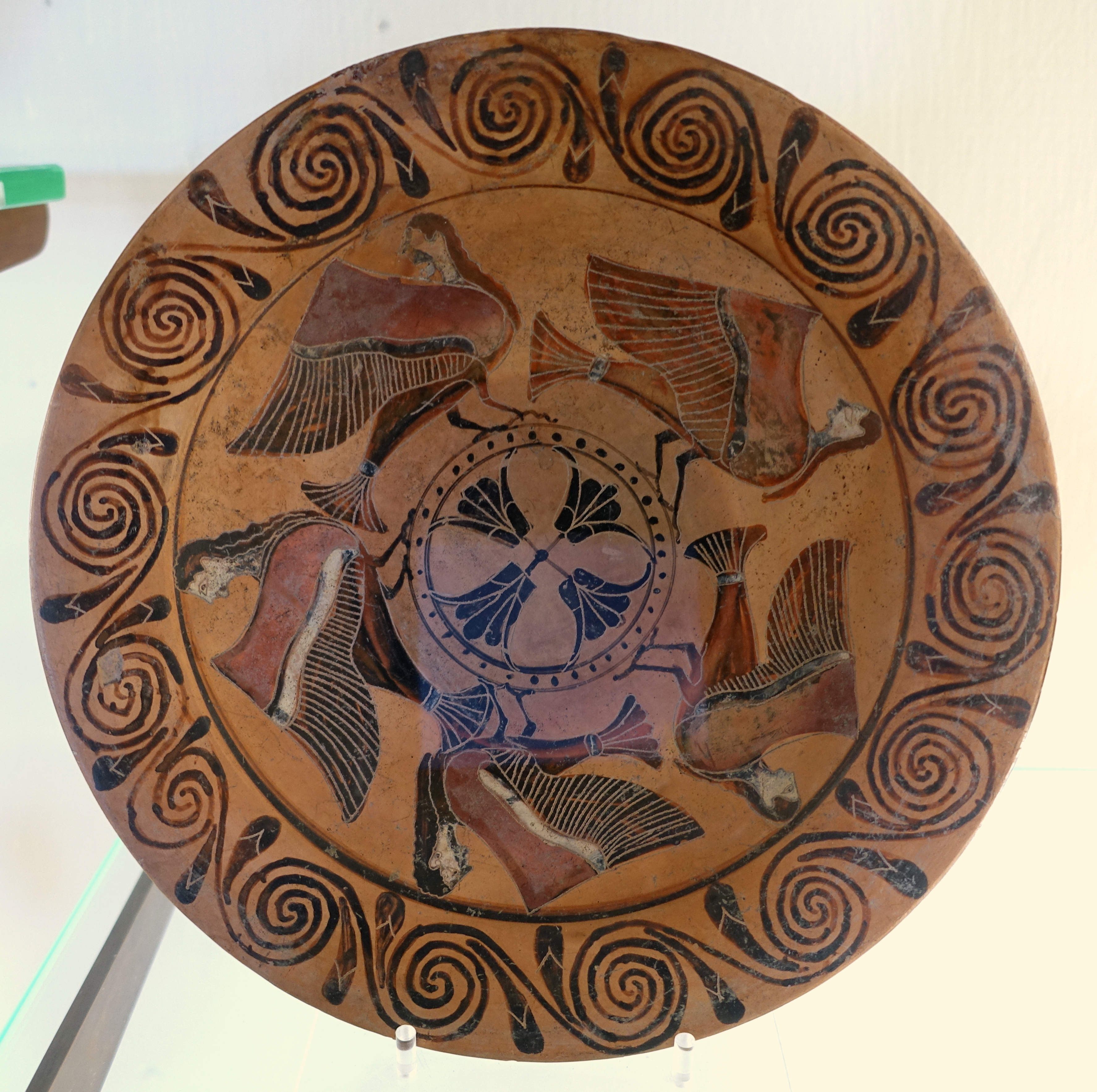
Plaque étrusque à figures noires, 530-520 av. J.-C. (inv. 34600)

### Salles X et XI. Urnes hellénistiques
Dès le IVe siècle av. J.-C. et pendant toute la période hellénistique, les Étrusques incinèrent les morts. Les cendres des morts étaient déposées dans des urnes en pierre ou en terre cuite. Les urnes en terre cuite avaient des décors polychromes qui ont rarement survécu. Les urnes étaient fabriquées dans des villes étrusques comme Volterra, Chiusi et Pérouse.
Ces urnes se distinguent par leur typologie et leurs caractéristiques artistiques. Le défunt était représenté sur le couvercle de l'urne en position de « festin ». Des scènes mythologiques ou représentant la vie dans l'au-delà étaient gravées sur la cuve. Il s'agissait souvent de thèmes grecs surchargés. L'albâtre était utilisé comme matériau à Volterra et Chiusi, et le travertin à Pérouse. L'exposition présente des exemples de production d'urnes étrusques (inv. 14147).
- Urne du "Maître Oenomaus", albâtre, Todi (La Rocca), 200-180 av. J.-C.(inv. 13887)[55]

- Urne "avec un voyage aux enfers", albâtre, seconde moitié du IIe siècle av. J.-C. (inv. 13894)[56]

- Urne "avec l'enlèvement d'Hélène", albâtre, 150-100 av. J.-C. (urne), 75-50 av. J.-C. (couvercle) (inv. 13888[57].

- Urne « des femmes », albâtre, IIe – Ier siècle av. J.-C. (inv. 13896)[58]

- Urne "de la tombe de la famille Ceicna", terre cuite polychrome, Castiglione del Lago , 200-150 av. J.-C. (inv. 16254)[59]

- Urne « di Thana Heluśnei », terre cuite polychrome, 200–150 av. J.-C. (inv. 16267)[60]

- Monument funéraire avec Adonis mourant, terre cuite polychrome, Tuscania (Val Vidone), 250-200 av. J.-C. (inv. 14147)[54]

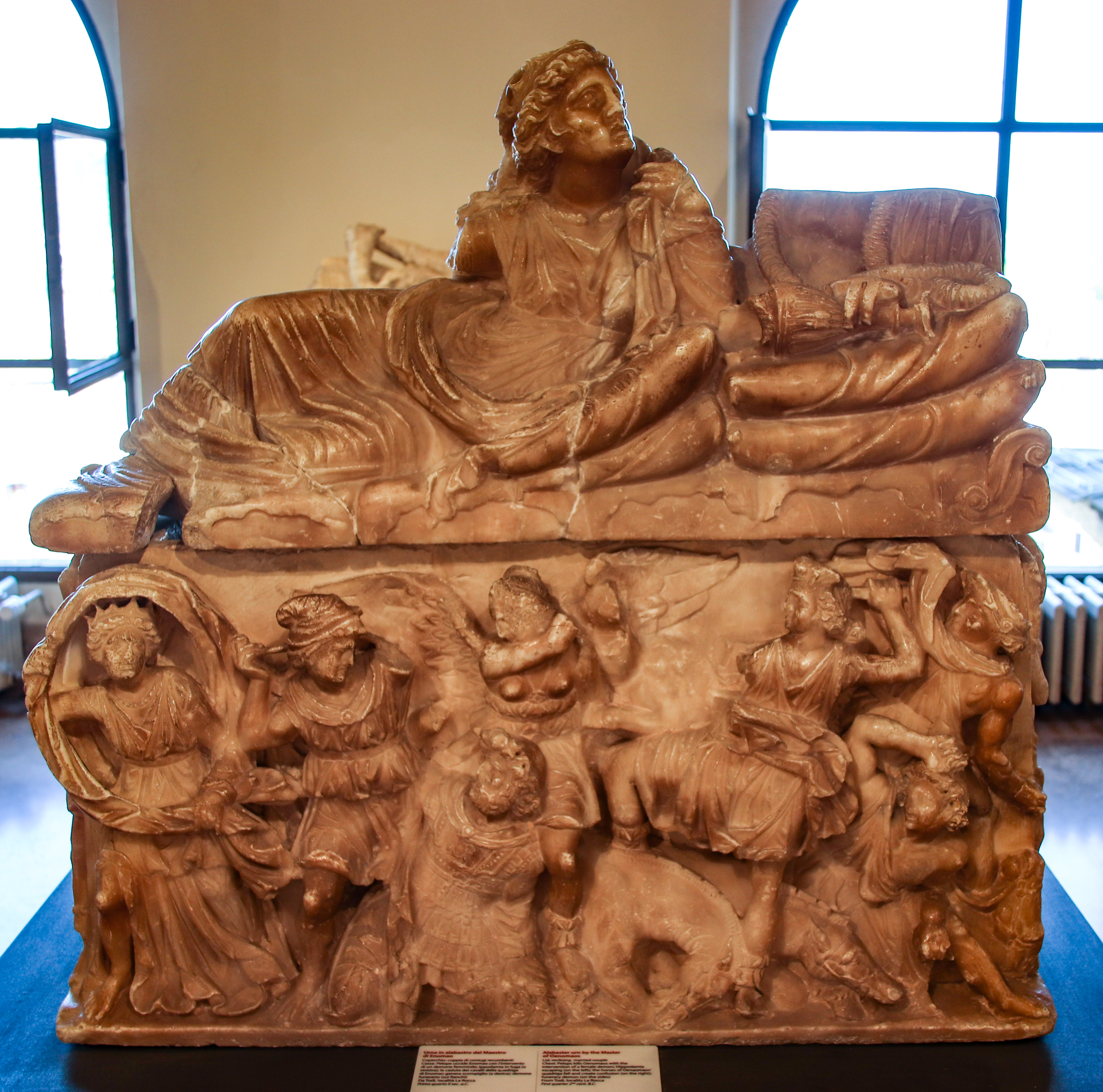
Urne du "Maître d'Oenomaus", 200-180 av. J.-C. (Inv. 13887)
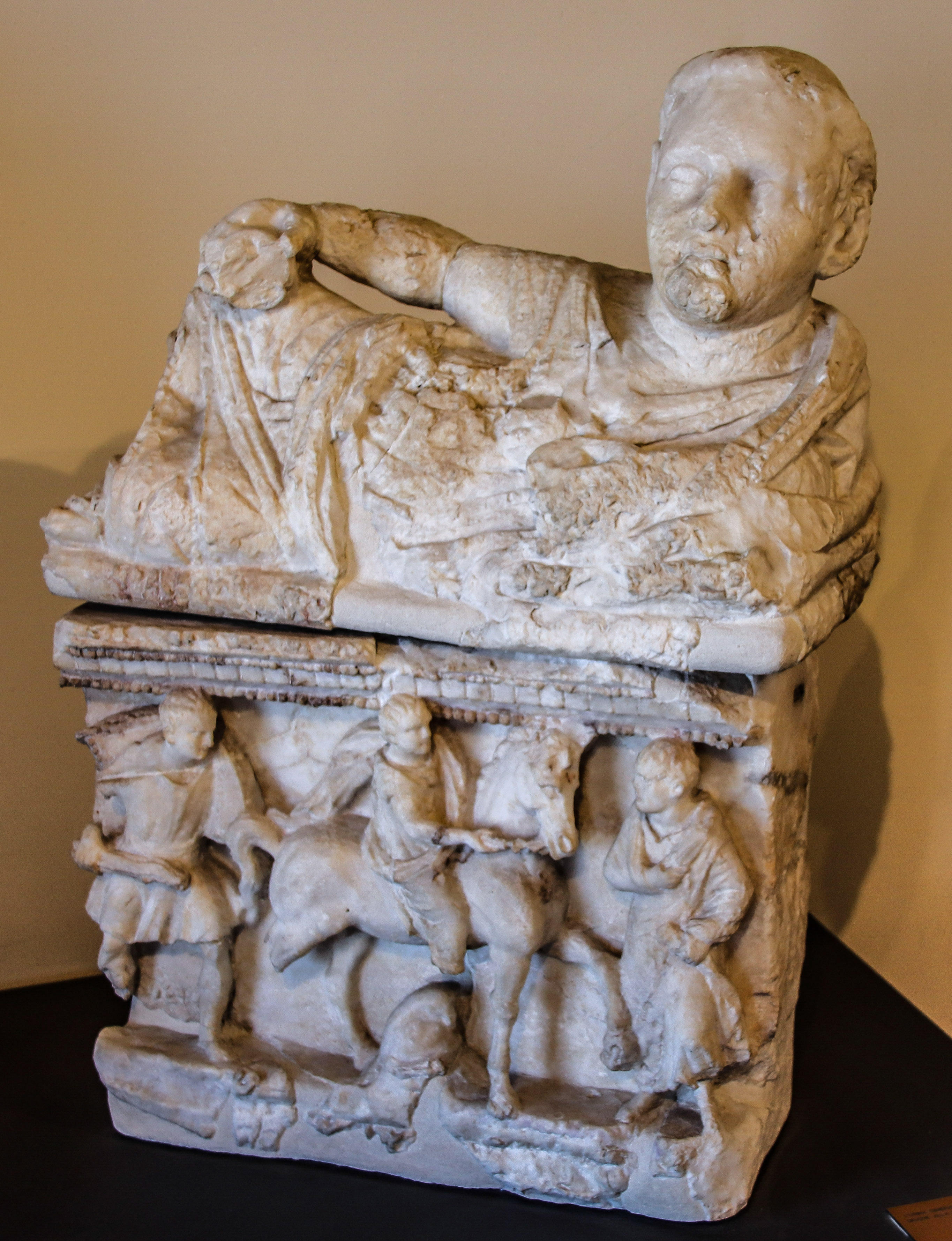
Urne "avec un voyage aux Enfers", IIe siècle av. J.-C. (Inv. 13894)
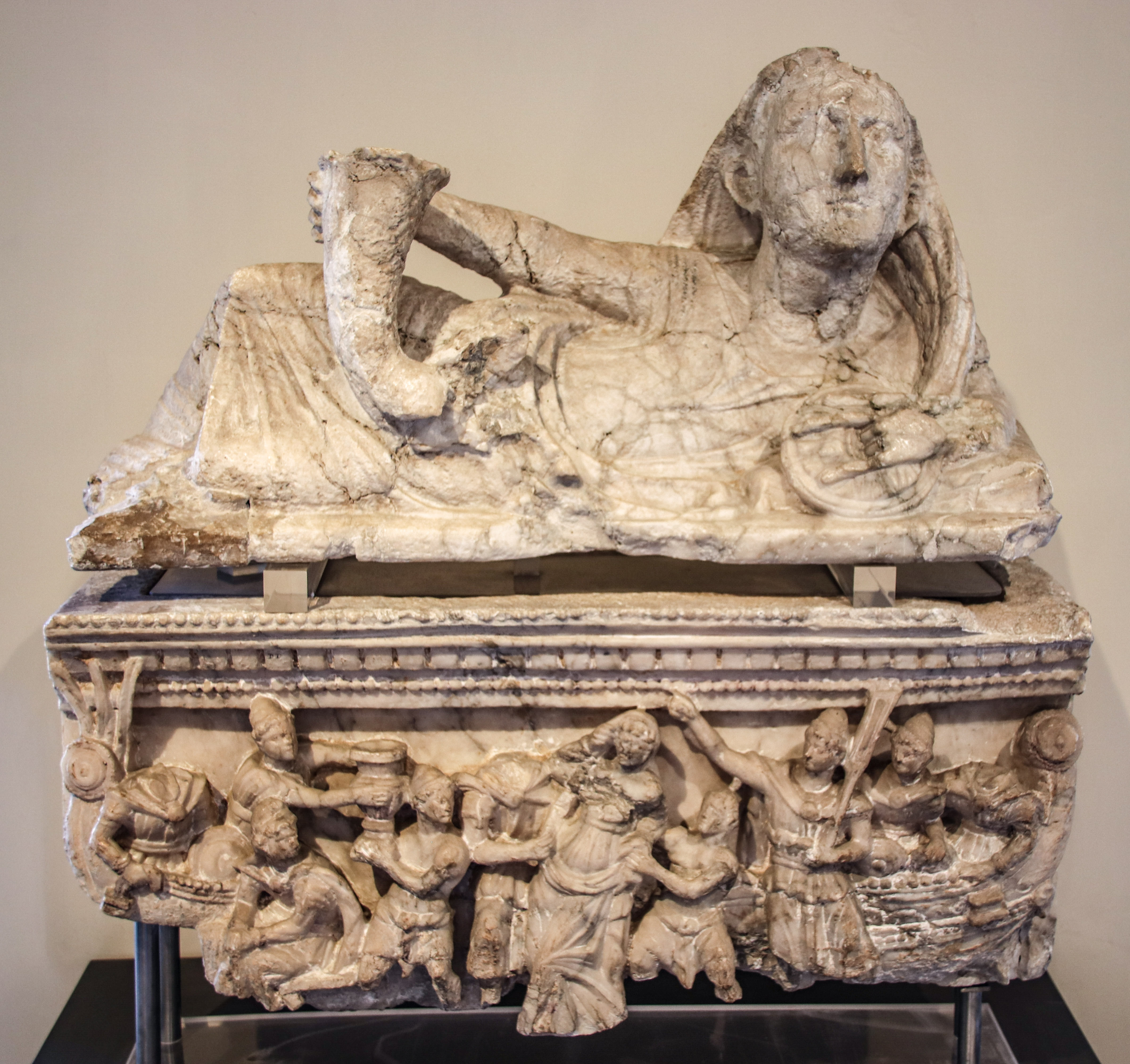
Urne "avec l'enlèvement d'Hélène", 150–100 av. J.-C. (Inv. 13888)
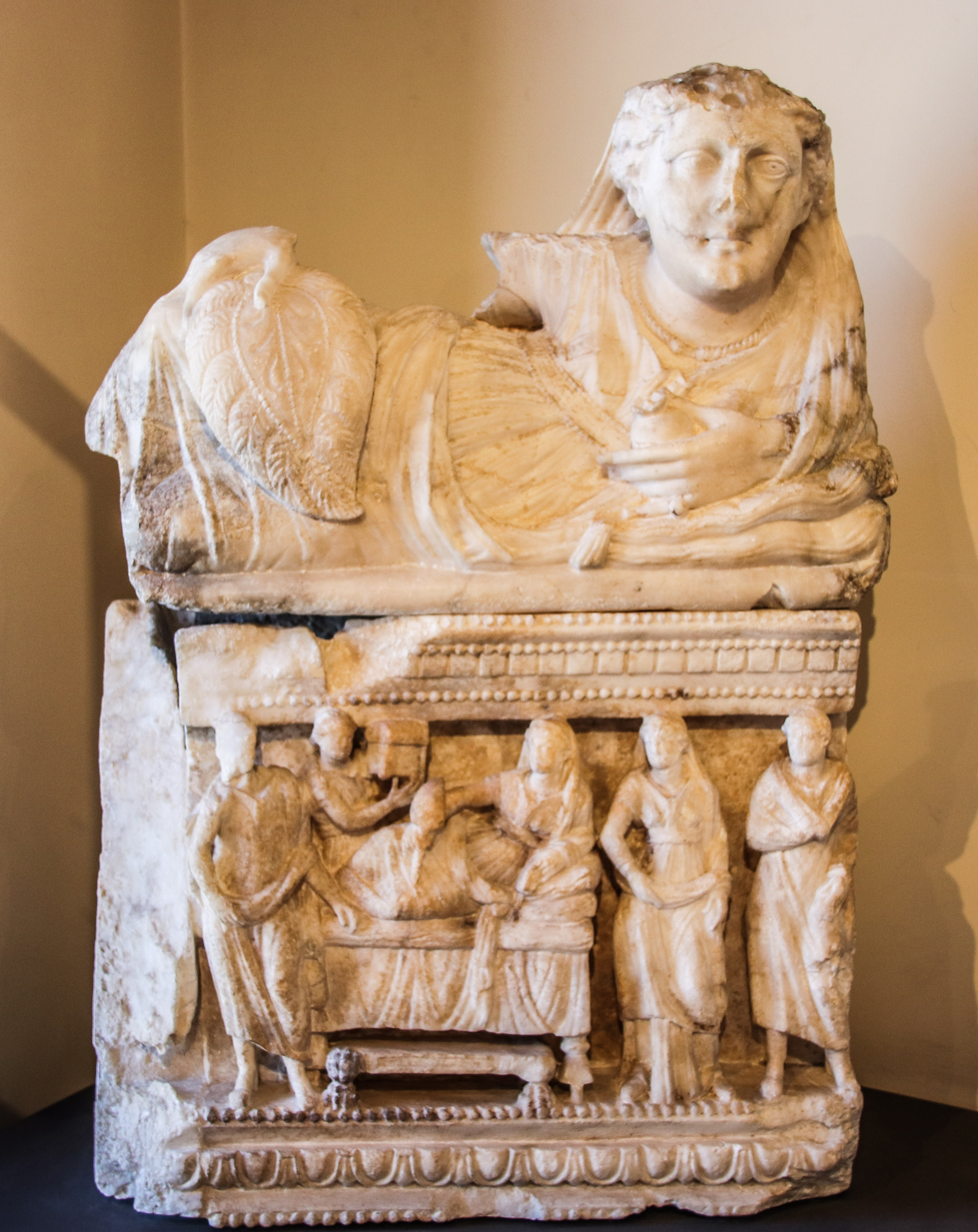
Urne "Femmes", IIe – Ier siècle av. J.-C. (Inv. 13896)
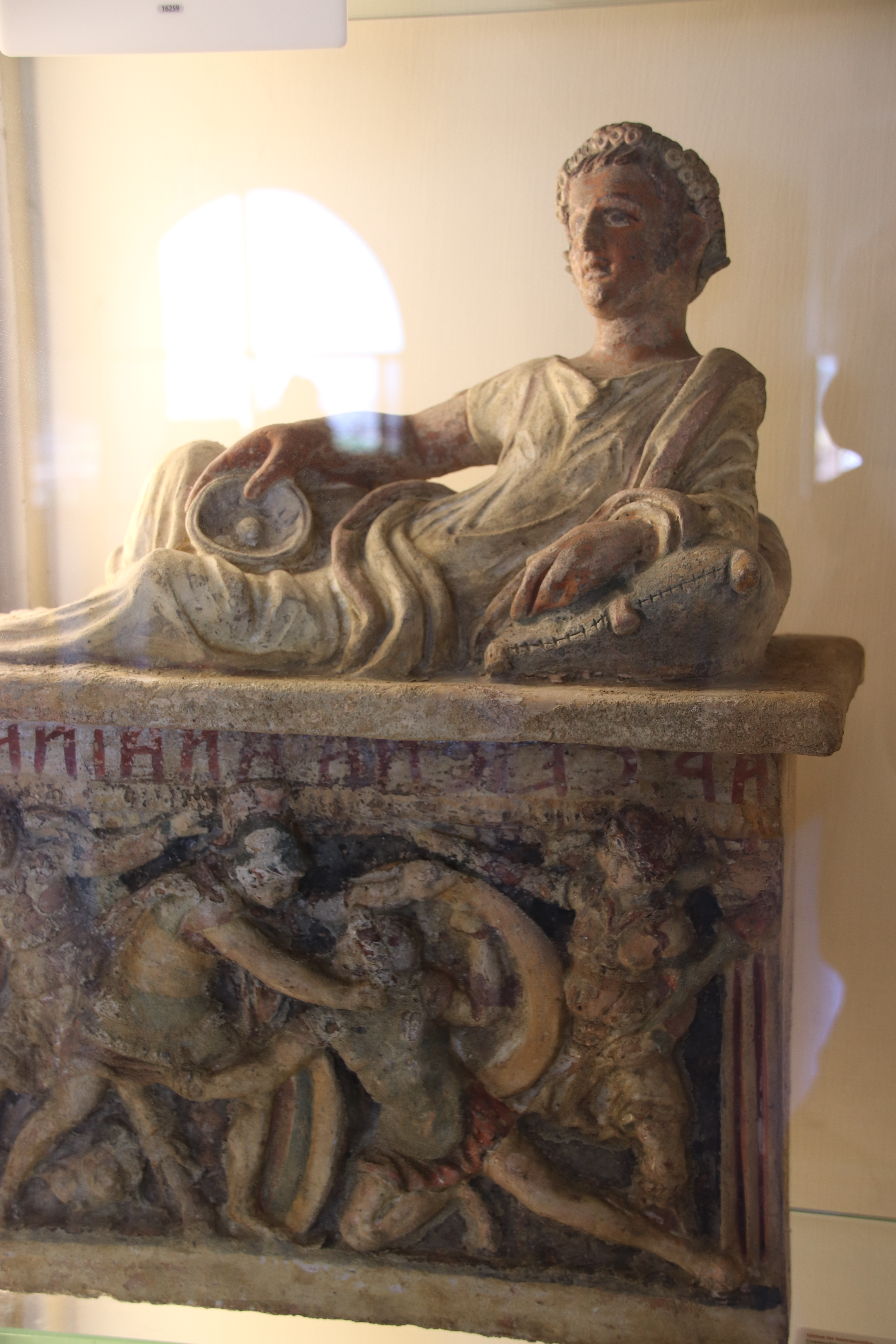
Urne "de la tombe de la famille Ceicna", 200-150 av. J.-C. (Inv. 16254)
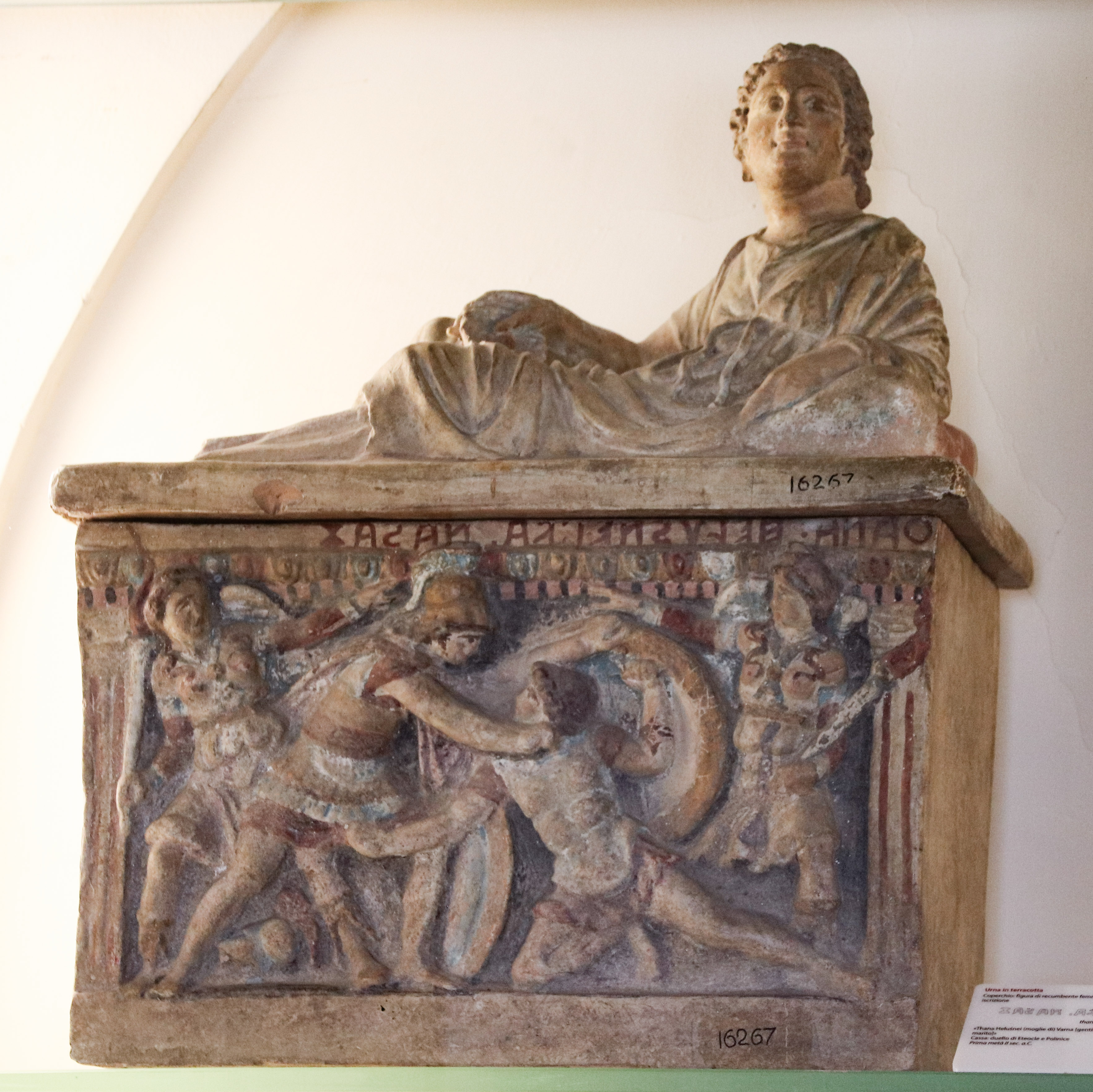
Urne "di Thana Heluśnei", 200-150 av. J.-C. (Inv. 16267)
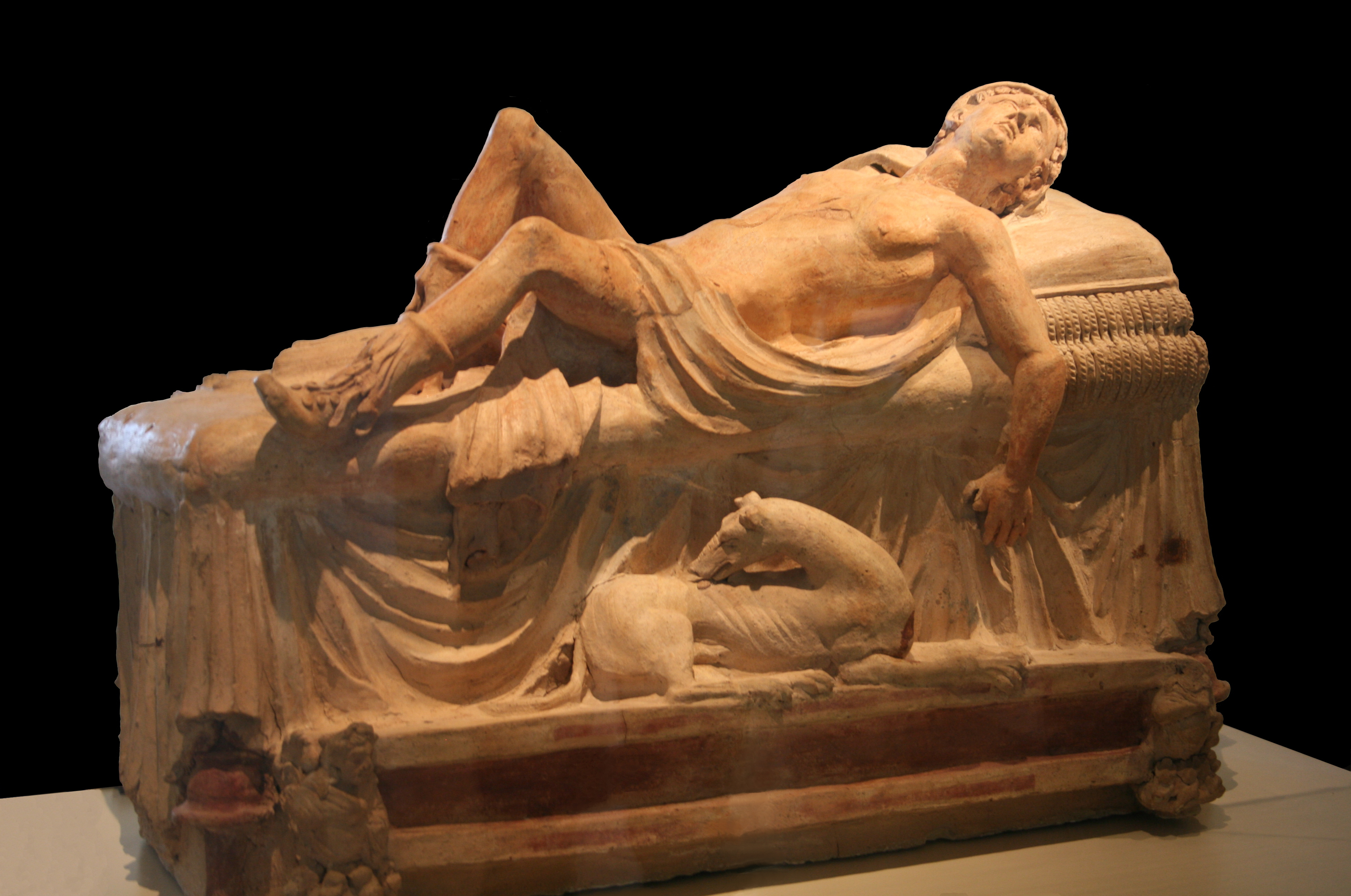
Pierre tombale avec Adonis mourant, 250–200 (Inv. 14147)

### Salles XIV–XVI. Antiquarium romain
Dans les années 1955-1957, les artefacts de l'époque romaine ont été séparés de la collection existante du Musée grégorien étrusque, qui jusque-là avait été exposée avec des expositions étrusques et italiennes. Dans les salles XIV-XVI sont présentés des statues et des artefacts en bronze, des éléments architecturaux en terre cuite et en stuc, du verre, des urnes et des artefacts en ivoire. Dans la salle XVIa ont été collectés des objets provenant des environs du Vatican : jardins d'Agrippine et nécropole située le long des voies romaines. La salle XVI comporte une installation multimédia interactive, permettant de voir l'intérieur de la tombe étrusque dite tombe Regolini-Galassi, découverte avec son mobilier dans la nécropole Sorbo à Cerveteri.

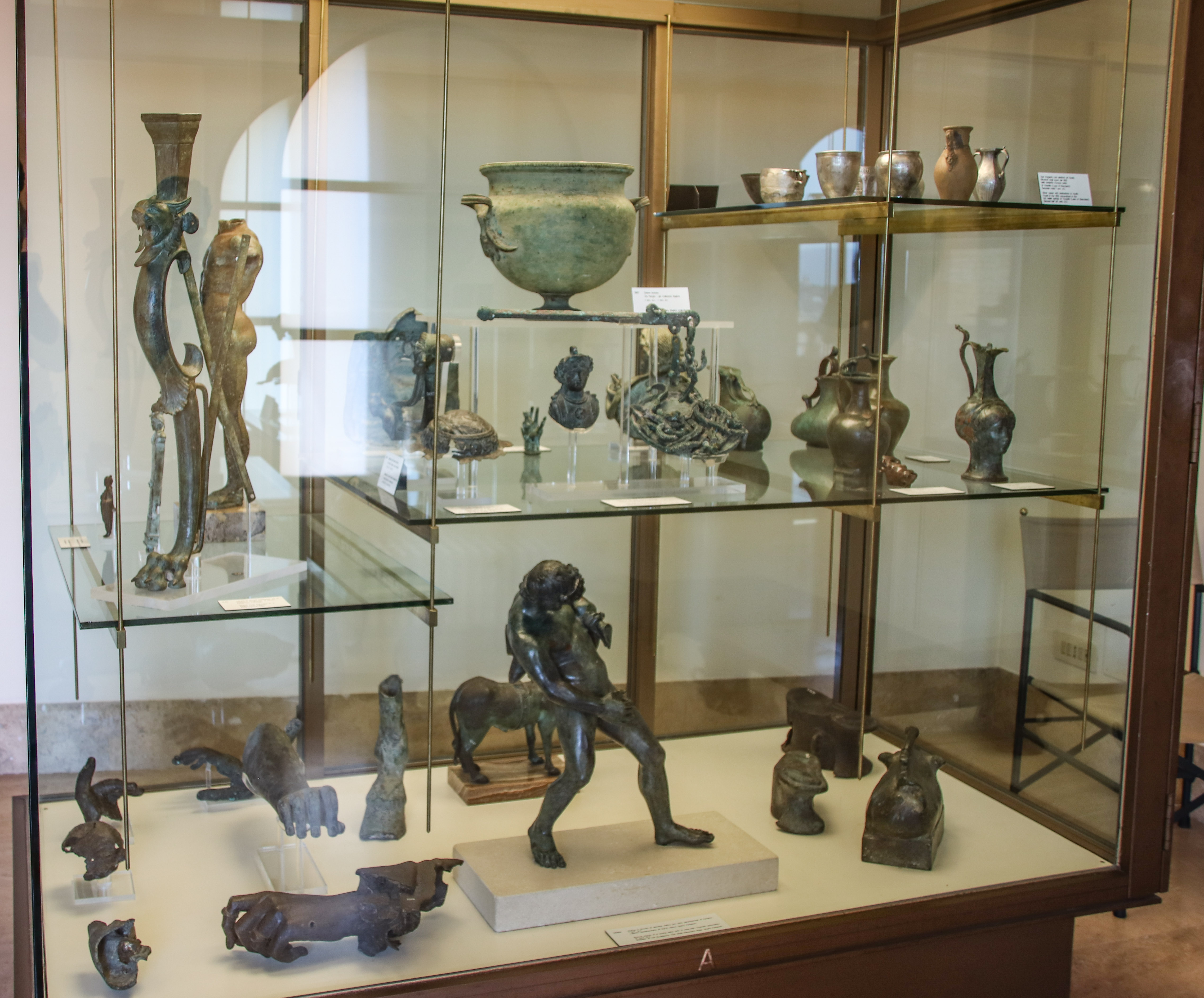
Présentation des bronzes
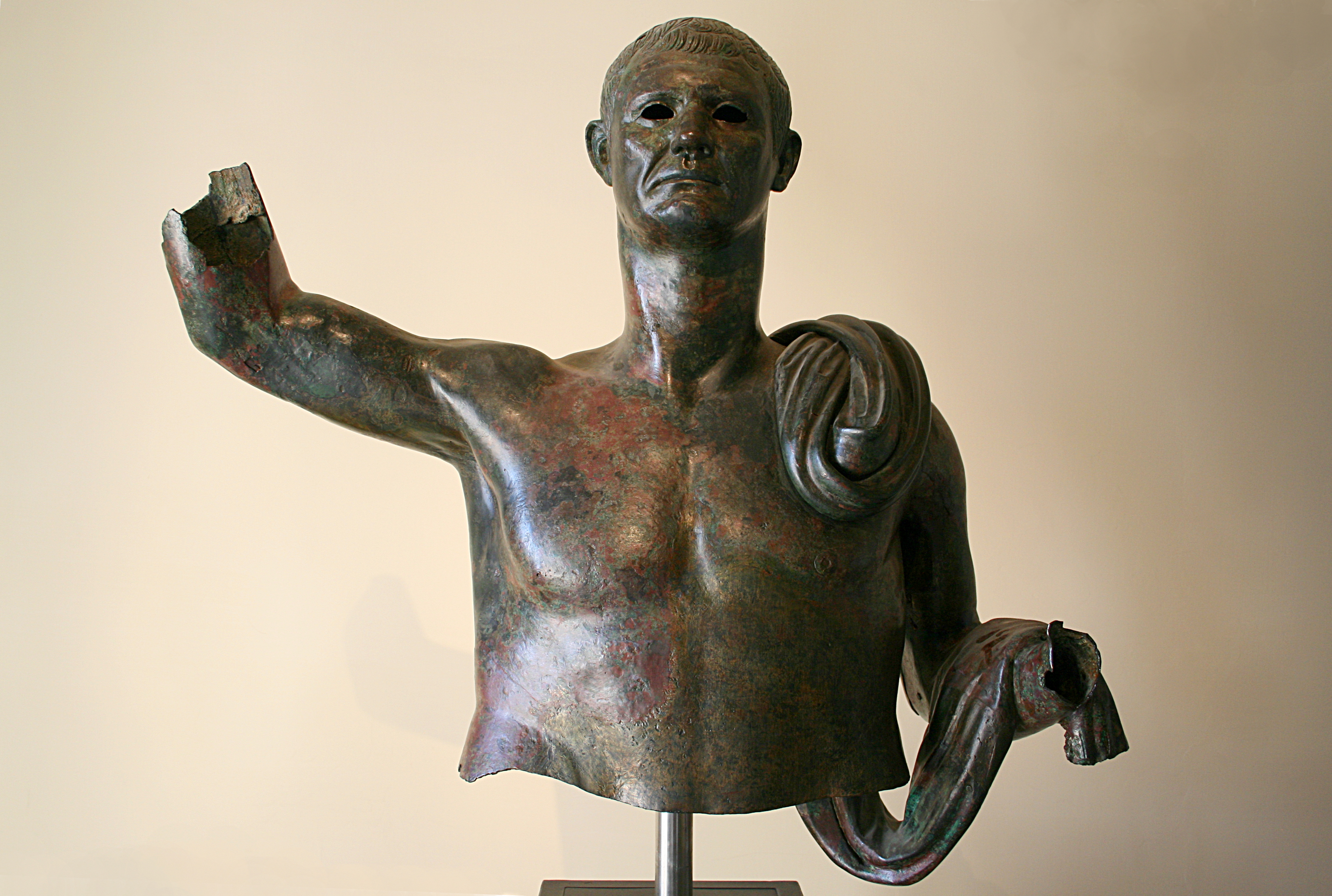
Statue masculine, bronze, vers 40 avant J.-C. (Inv. 15055)
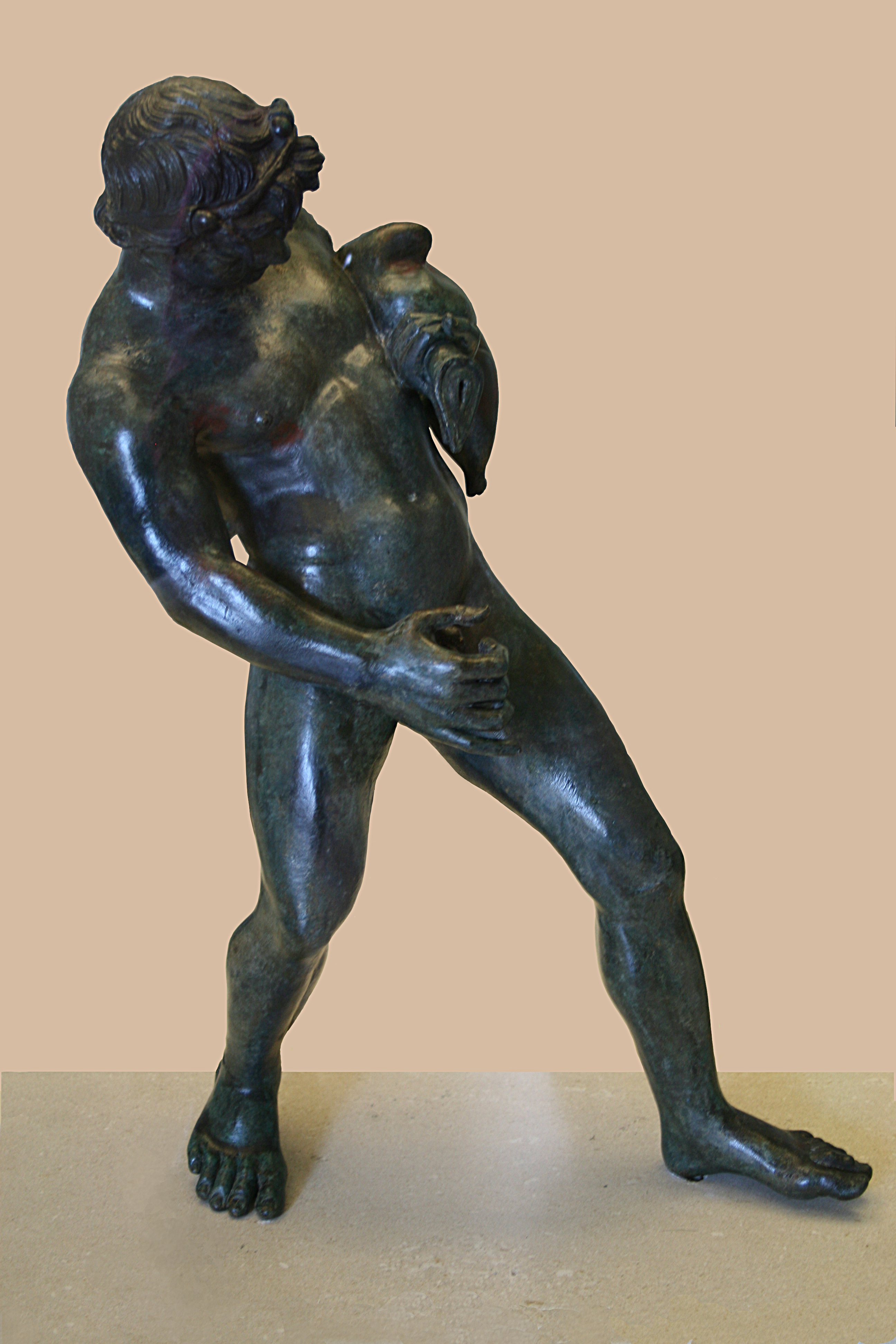
Jeune satyre à l'outre, bronze, Ier s. av. J.-C. (Inv. 56669)
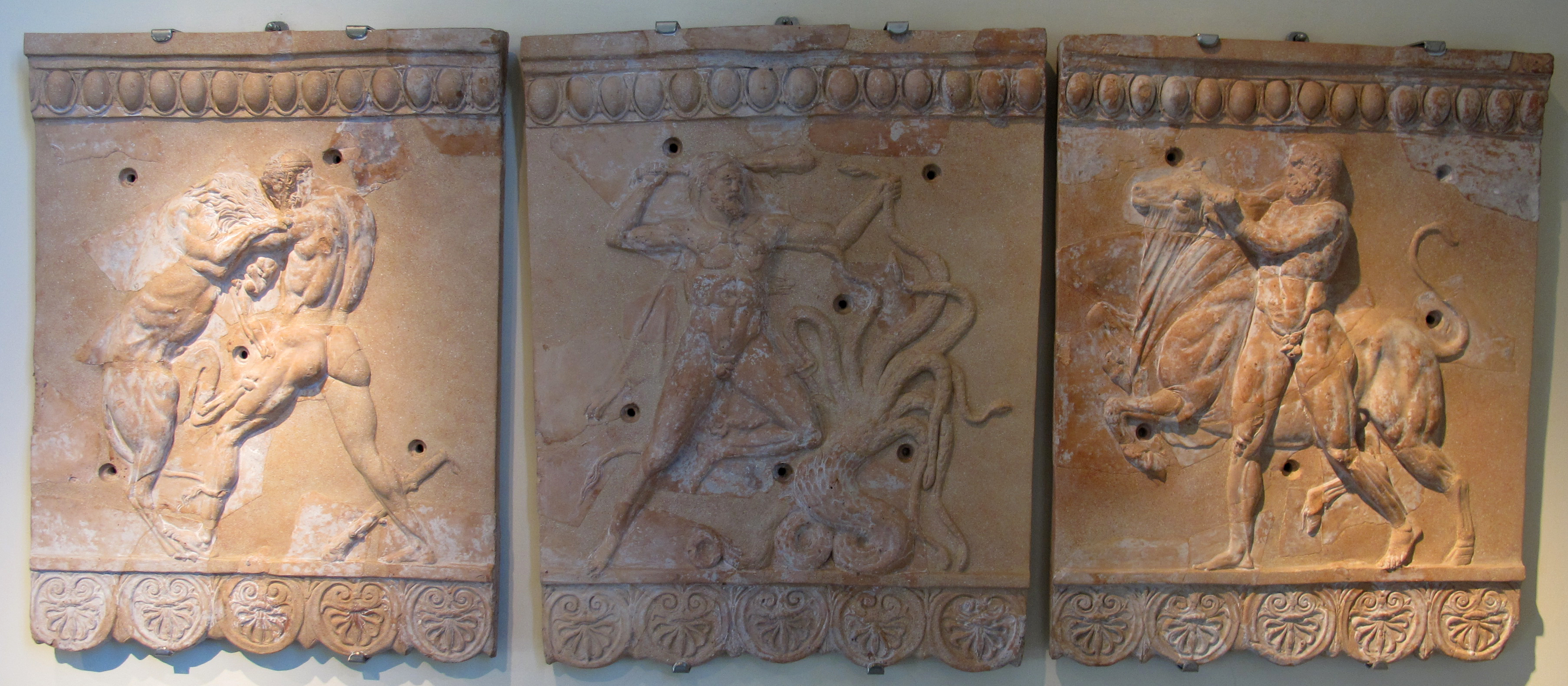
Plaques architectoniques avec les travaux d'Hercule, Roma Vecchia, Ier s. av. J.-C. - Ier s. apr. J.-C. (Inv. 14160, 14163, 14477)

### Salle XII. Collection de Bonifacio Falcioni
La salle est ornée d'une frise peinte du milieu du XVIe siècle par Daniele da Volterra. Bonifacio Falcioni de Viterbe a constitué la collection dans la seconde moitié du XIXe siècle. La collection a été achetée par les Musées du Vatican en mai 1898. Les artefacts exposés sont une sorte de coupe transversale d'une collection typique du XIXe siècle, sans distinction de lieu d'origine. Les vitrines présentent : céramiques attiques et étrusques, objets en bronze (vases, statuettes votives, éléments vestimentaires, équipement équestre), bijoux,.

### Salle XIII. Sarcophages de Toscane
La salle contient des sarcophages en terre cuite du IIe siècle av. J.-C., trouvés lors de fouilles en Toscane, dans la province de Viterbo.

### Salle XVII–XXII. Collection de vases
Déjà au XVIIIe siècle, la Bibliothèque apostolique possédait une collection de vases. En 1837, la totalité de la collection est donnée au Musée grégorien étrusque. L'ensemble de la collection se composait de collections : Bargagli, Gualtieri, Falzacappa et Candelori. Une partie de la collection du musée se compose désormais de vases provenant des fouilles effectuées par Vincenzo Campanari à Vulci dans les années 1835-1837. En 1967, Mario Astarita a fait don de sa collection de vases au pape Paul VI . La collection d'Astarita est exposée dans la salle XX. La collection de vases du Vatican est classée par ordre chronologique, avec les lieux d'origine et les peintres répertoriés.

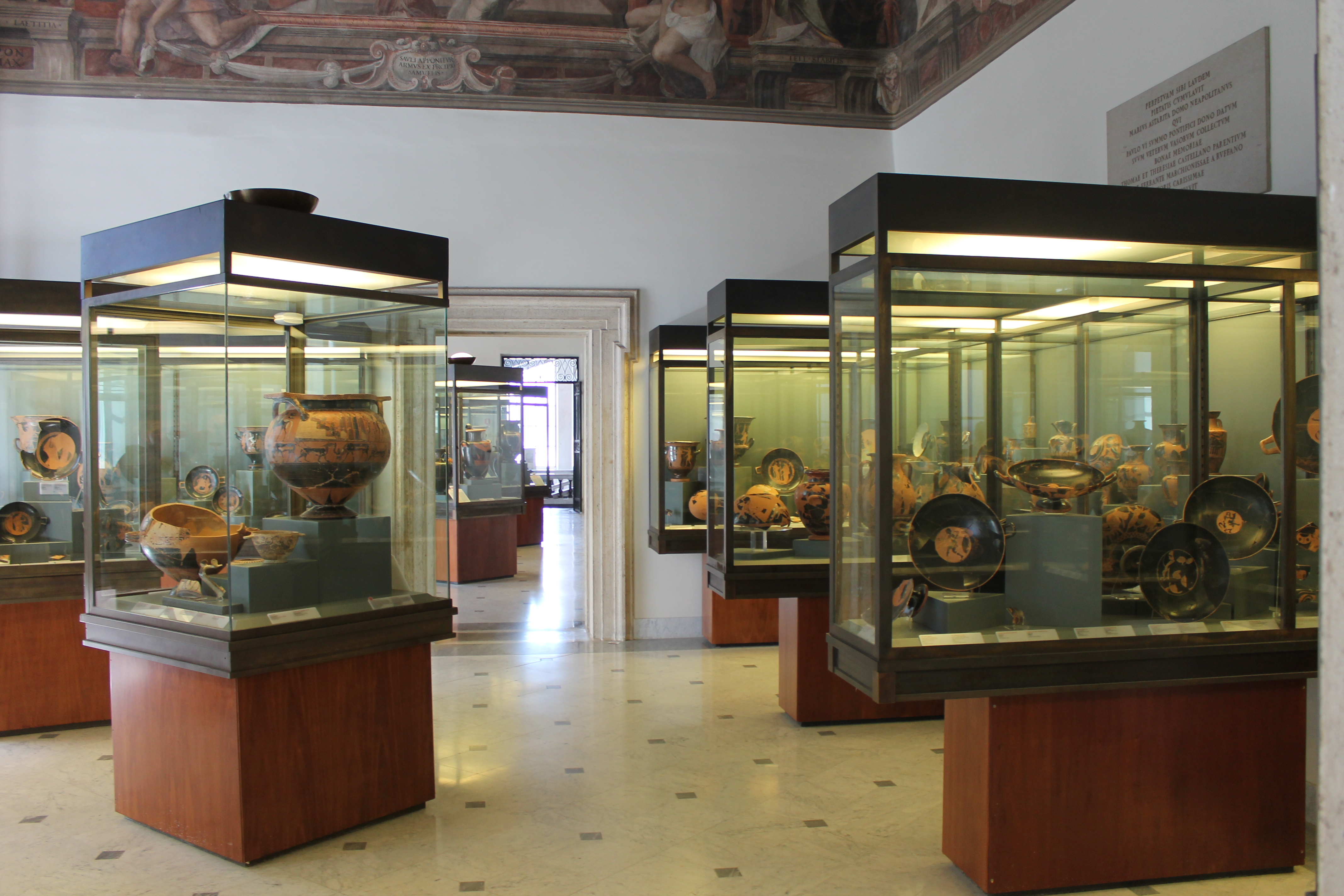
Salle XX
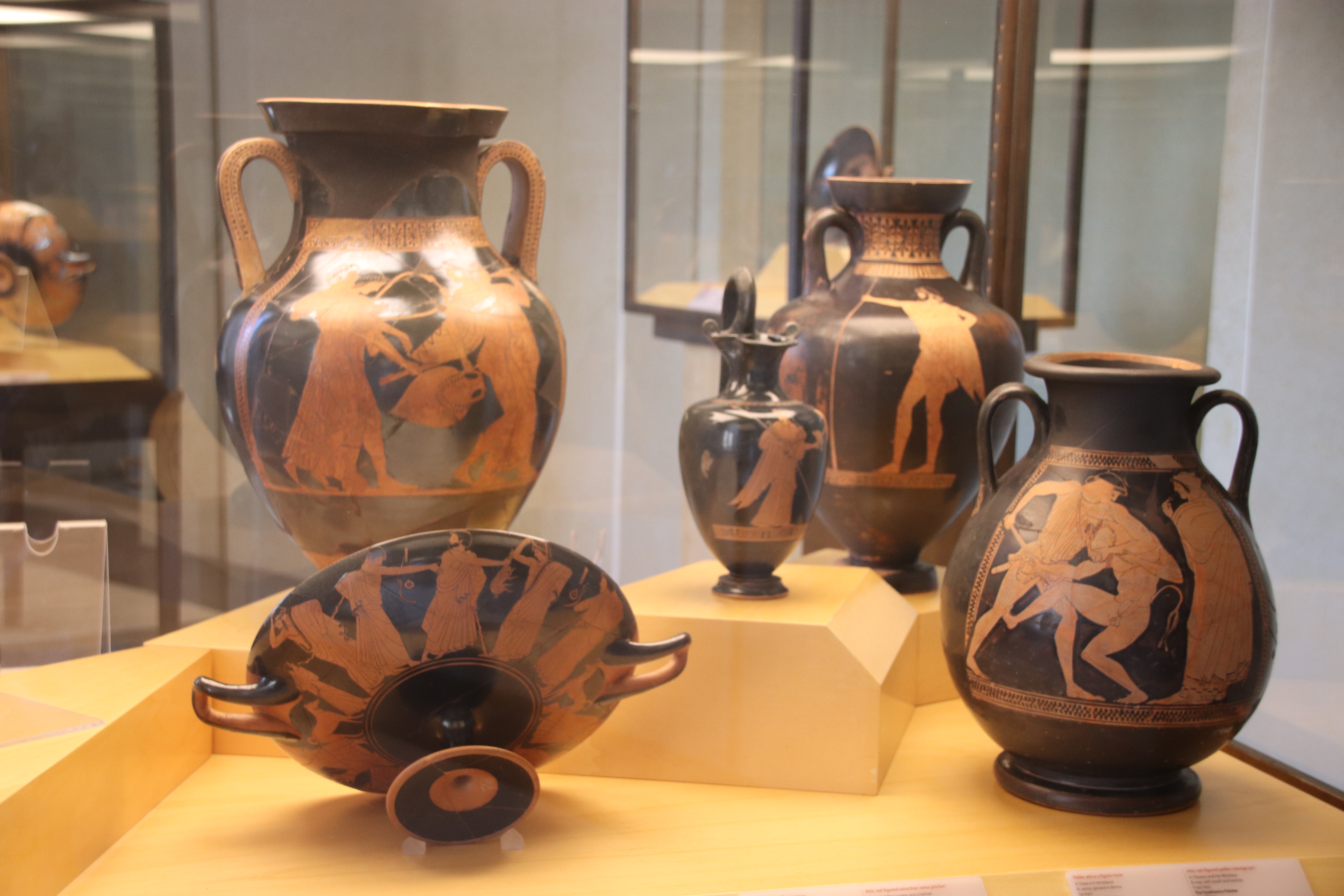
Céramique étrusque
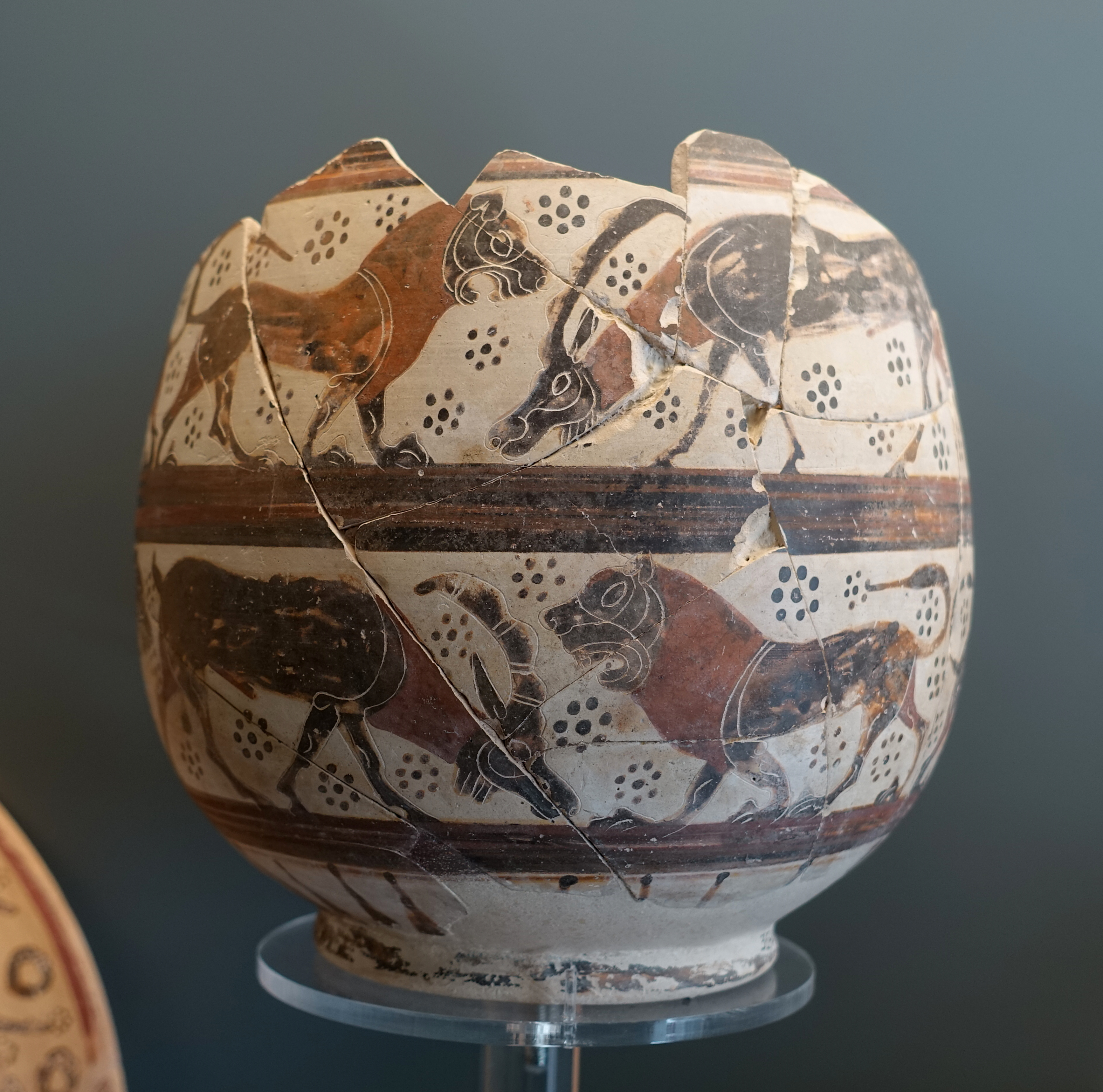
Olpe de la manufacture étrusque de style corinthien à figures noires, 630-600 av. J.-C. (Inv. n° 35499, collection Astarita, salle XX)
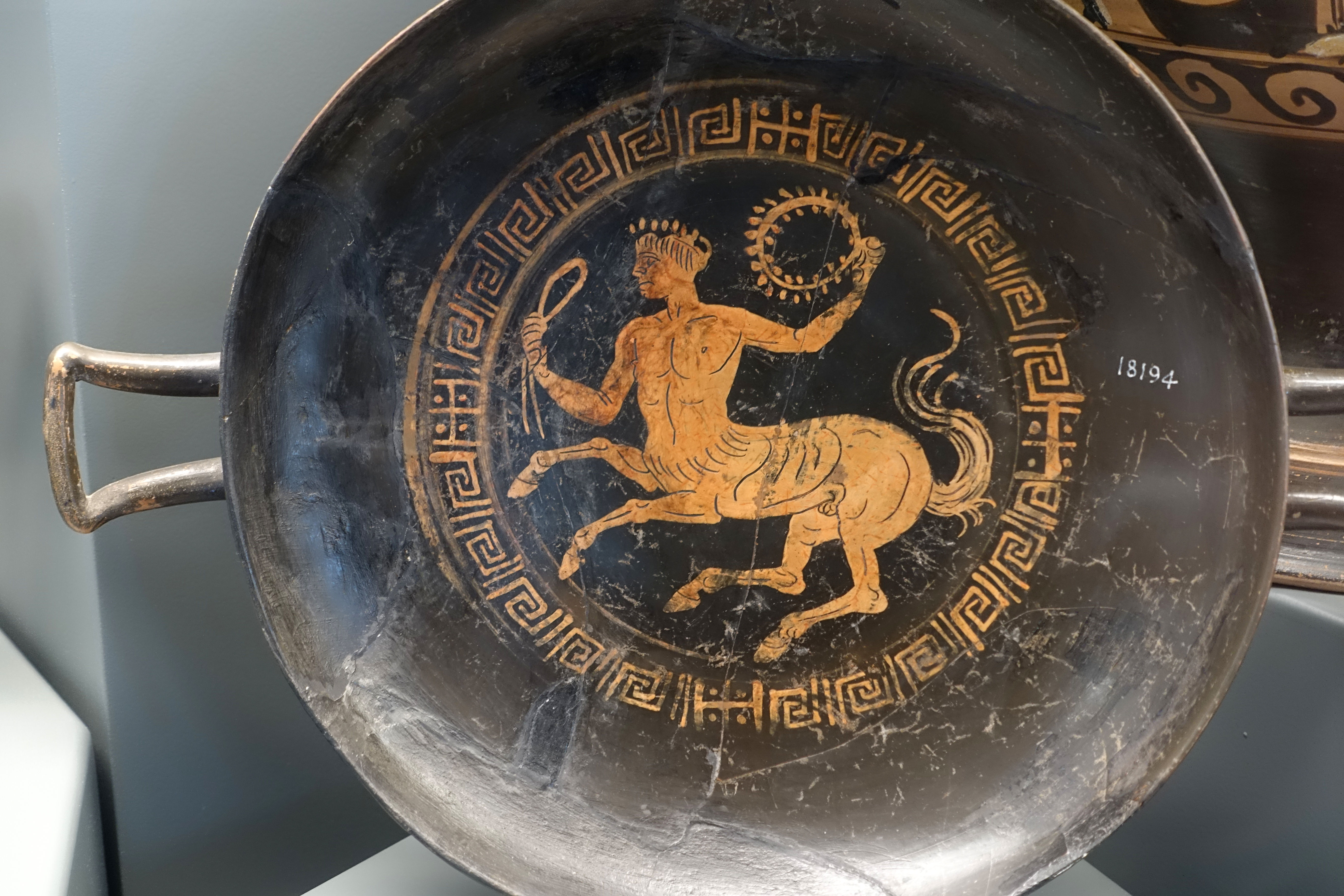
Kylix étrusque au Centaure, poterie à figures rouges, 350-330 av. J.-C. (Inv. 18194, salle XXI)
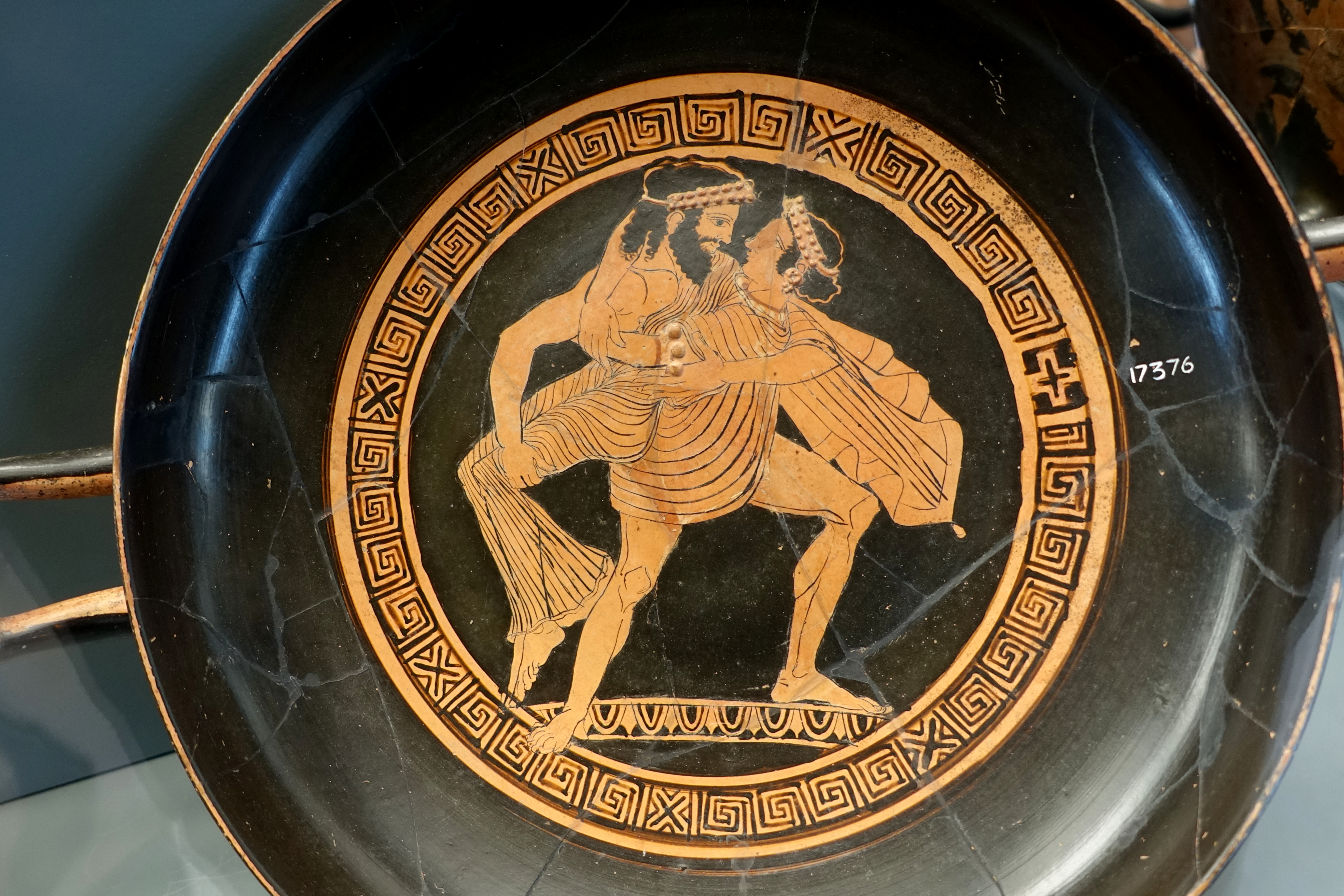
Kylyx étrusque avec Zeus enlevant une femme, poterie à figures rouges, 380-360 av. J.-C. (Inv. 17376, salle XXI)